# Kungsindiskt försvar
Den här artikeln använder algebraisk schacknotation för att beskriva schackdragen.
Kungsindiskt försvar, eller bara kungsindiskt, är en schacköppning som karaktäriseras av dragen:
1. d4 Sf6
2. c4 g6
Svart fortsätter sen med ...Lg7 och ...d6. Om svart i stället spelar ...d5 så kallas öppningen Grünfeldindiskt försvar.
Kungsindiskt är ett skarpt, hypermodernt försvar där svart låter vit bygga upp ett starkt bondecentrum och sen anfaller det. Det leder ofta till händelserika partier där vit och svart angriper på varsin flygel. 
Öppningen blev populär på 1930-talet och har använts av många starka spelare, inklusive Garry Kasparov och Bobby Fischer. De senaste decennierna har populariteten dalat något efter att Vladimir Kramnik haft bra resultat med vit mot öppningen och idag är det framför allt Hikaru Nakamura som spelar kungsindiskt i världseliten.
Om vit ställer upp sig på samma sätt som svart gör i kungsindiskt försvar, så kallas det kungsindiskt i förhand.

## Varianter
Spelet fortsätter oftast 3.Sc3 Lg7 4.e4 d6 och här finns flera varianter beroende på hur vit ställer upp sig:
- Klassiska varianten (vit spelar 5.Sf3 och svart svarar med ...e5)
- Sämischvarianten (vit spelar 5.f3)
- Averbachvarianten (vit spelar 5.Le2 och 6.Lg5 vilket förhindrar ett direkt ...e5)
- Fyrbondevarianten (vit spelar 5.f4)

Andra, ovanligare, femtedrag för vit är 5.h3 följt av Sf3, Lg5, och ibland g4 (Makogonovsystemet), och 5.Ld3 följt av Sge2.
I stället för 3.Sc3 kan vit också spela 3.Sf3 följt av fianchettering av löparen till g2 vilket leder till fianchettovarianten.  

### Klassiska varianten
|   | a | b | c | d | e | f | g | h |   |
| 8 | a8 svart torn · b8 svart springare · c8 svart löpare · d8 svart drottning · f8 svart torn · g8 svart kung · a7 svart bonde · b7 svart bonde · c7 svart bonde · f7 svart bonde · g7 svart löpare · h7 svart bonde · d6 svart bonde · f6 svart springare · g6 svart bonde · e5 svart bonde · c4 vit bonde · d4 vit bonde · e4 vit bonde · c3 vit springare · f3 vit springare · a2 vit bonde · b2 vit bonde · e2 vit löpare · f2 vit bonde · g2 vit bonde · h2 vit bonde · a1 vit torn · c1 vit löpare · d1 vit drottning · e1 vit kung · h1 vit torn | a8 svart torn · b8 svart springare · c8 svart löpare · d8 svart drottning · f8 svart torn · g8 svart kung · a7 svart bonde · b7 svart bonde · c7 svart bonde · f7 svart bonde · g7 svart löpare · h7 svart bonde · d6 svart bonde · f6 svart springare · g6 svart bonde · e5 svart bonde · c4 vit bonde · d4 vit bonde · e4 vit bonde · c3 vit springare · f3 vit springare · a2 vit bonde · b2 vit bonde · e2 vit löpare · f2 vit bonde · g2 vit bonde · h2 vit bonde · a1 vit torn · c1 vit löpare · d1 vit drottning · e1 vit kung · h1 vit torn | a8 svart torn · b8 svart springare · c8 svart löpare · d8 svart drottning · f8 svart torn · g8 svart kung · a7 svart bonde · b7 svart bonde · c7 svart bonde · f7 svart bonde · g7 svart löpare · h7 svart bonde · d6 svart bonde · f6 svart springare · g6 svart bonde · e5 svart bonde · c4 vit bonde · d4 vit bonde · e4 vit bonde · c3 vit springare · f3 vit springare · a2 vit bonde · b2 vit bonde · e2 vit löpare · f2 vit bonde · g2 vit bonde · h2 vit bonde · a1 vit torn · c1 vit löpare · d1 vit drottning · e1 vit kung · h1 vit torn | a8 svart torn · b8 svart springare · c8 svart löpare · d8 svart drottning · f8 svart torn · g8 svart kung · a7 svart bonde · b7 svart bonde · c7 svart bonde · f7 svart bonde · g7 svart löpare · h7 svart bonde · d6 svart bonde · f6 svart springare · g6 svart bonde · e5 svart bonde · c4 vit bonde · d4 vit bonde · e4 vit bonde · c3 vit springare · f3 vit springare · a2 vit bonde · b2 vit bonde · e2 vit löpare · f2 vit bonde · g2 vit bonde · h2 vit bonde · a1 vit torn · c1 vit löpare · d1 vit drottning · e1 vit kung · h1 vit torn | a8 svart torn · b8 svart springare · c8 svart löpare · d8 svart drottning · f8 svart torn · g8 svart kung · a7 svart bonde · b7 svart bonde · c7 svart bonde · f7 svart bonde · g7 svart löpare · h7 svart bonde · d6 svart bonde · f6 svart springare · g6 svart bonde · e5 svart bonde · c4 vit bonde · d4 vit bonde · e4 vit bonde · c3 vit springare · f3 vit springare · a2 vit bonde · b2 vit bonde · e2 vit löpare · f2 vit bonde · g2 vit bonde · h2 vit bonde · a1 vit torn · c1 vit löpare · d1 vit drottning · e1 vit kung · h1 vit torn | a8 svart torn · b8 svart springare · c8 svart löpare · d8 svart drottning · f8 svart torn · g8 svart kung · a7 svart bonde · b7 svart bonde · c7 svart bonde · f7 svart bonde · g7 svart löpare · h7 svart bonde · d6 svart bonde · f6 svart springare · g6 svart bonde · e5 svart bonde · c4 vit bonde · d4 vit bonde · e4 vit bonde · c3 vit springare · f3 vit springare · a2 vit bonde · b2 vit bonde · e2 vit löpare · f2 vit bonde · g2 vit bonde · h2 vit bonde · a1 vit torn · c1 vit löpare · d1 vit drottning · e1 vit kung · h1 vit torn | a8 svart torn · b8 svart springare · c8 svart löpare · d8 svart drottning · f8 svart torn · g8 svart kung · a7 svart bonde · b7 svart bonde · c7 svart bonde · f7 svart bonde · g7 svart löpare · h7 svart bonde · d6 svart bonde · f6 svart springare · g6 svart bonde · e5 svart bonde · c4 vit bonde · d4 vit bonde · e4 vit bonde · c3 vit springare · f3 vit springare · a2 vit bonde · b2 vit bonde · e2 vit löpare · f2 vit bonde · g2 vit bonde · h2 vit bonde · a1 vit torn · c1 vit löpare · d1 vit drottning · e1 vit kung · h1 vit torn | a8 svart torn · b8 svart springare · c8 svart löpare · d8 svart drottning · f8 svart torn · g8 svart kung · a7 svart bonde · b7 svart bonde · c7 svart bonde · f7 svart bonde · g7 svart löpare · h7 svart bonde · d6 svart bonde · f6 svart springare · g6 svart bonde · e5 svart bonde · c4 vit bonde · d4 vit bonde · e4 vit bonde · c3 vit springare · f3 vit springare · a2 vit bonde · b2 vit bonde · e2 vit löpare · f2 vit bonde · g2 vit bonde · h2 vit bonde · a1 vit torn · c1 vit löpare · d1 vit drottning · e1 vit kung · h1 vit torn | 8 |
| 7 | a8 svart torn · b8 svart springare · c8 svart löpare · d8 svart drottning · f8 svart torn · g8 svart kung · a7 svart bonde · b7 svart bonde · c7 svart bonde · f7 svart bonde · g7 svart löpare · h7 svart bonde · d6 svart bonde · f6 svart springare · g6 svart bonde · e5 svart bonde · c4 vit bonde · d4 vit bonde · e4 vit bonde · c3 vit springare · f3 vit springare · a2 vit bonde · b2 vit bonde · e2 vit löpare · f2 vit bonde · g2 vit bonde · h2 vit bonde · a1 vit torn · c1 vit löpare · d1 vit drottning · e1 vit kung · h1 vit torn | a8 svart torn · b8 svart springare · c8 svart löpare · d8 svart drottning · f8 svart torn · g8 svart kung · a7 svart bonde · b7 svart bonde · c7 svart bonde · f7 svart bonde · g7 svart löpare · h7 svart bonde · d6 svart bonde · f6 svart springare · g6 svart bonde · e5 svart bonde · c4 vit bonde · d4 vit bonde · e4 vit bonde · c3 vit springare · f3 vit springare · a2 vit bonde · b2 vit bonde · e2 vit löpare · f2 vit bonde · g2 vit bonde · h2 vit bonde · a1 vit torn · c1 vit löpare · d1 vit drottning · e1 vit kung · h1 vit torn | a8 svart torn · b8 svart springare · c8 svart löpare · d8 svart drottning · f8 svart torn · g8 svart kung · a7 svart bonde · b7 svart bonde · c7 svart bonde · f7 svart bonde · g7 svart löpare · h7 svart bonde · d6 svart bonde · f6 svart springare · g6 svart bonde · e5 svart bonde · c4 vit bonde · d4 vit bonde · e4 vit bonde · c3 vit springare · f3 vit springare · a2 vit bonde · b2 vit bonde · e2 vit löpare · f2 vit bonde · g2 vit bonde · h2 vit bonde · a1 vit torn · c1 vit löpare · d1 vit drottning · e1 vit kung · h1 vit torn | a8 svart torn · b8 svart springare · c8 svart löpare · d8 svart drottning · f8 svart torn · g8 svart kung · a7 svart bonde · b7 svart bonde · c7 svart bonde · f7 svart bonde · g7 svart löpare · h7 svart bonde · d6 svart bonde · f6 svart springare · g6 svart bonde · e5 svart bonde · c4 vit bonde · d4 vit bonde · e4 vit bonde · c3 vit springare · f3 vit springare · a2 vit bonde · b2 vit bonde · e2 vit löpare · f2 vit bonde · g2 vit bonde · h2 vit bonde · a1 vit torn · c1 vit löpare · d1 vit drottning · e1 vit kung · h1 vit torn | a8 svart torn · b8 svart springare · c8 svart löpare · d8 svart drottning · f8 svart torn · g8 svart kung · a7 svart bonde · b7 svart bonde · c7 svart bonde · f7 svart bonde · g7 svart löpare · h7 svart bonde · d6 svart bonde · f6 svart springare · g6 svart bonde · e5 svart bonde · c4 vit bonde · d4 vit bonde · e4 vit bonde · c3 vit springare · f3 vit springare · a2 vit bonde · b2 vit bonde · e2 vit löpare · f2 vit bonde · g2 vit bonde · h2 vit bonde · a1 vit torn · c1 vit löpare · d1 vit drottning · e1 vit kung · h1 vit torn | a8 svart torn · b8 svart springare · c8 svart löpare · d8 svart drottning · f8 svart torn · g8 svart kung · a7 svart bonde · b7 svart bonde · c7 svart bonde · f7 svart bonde · g7 svart löpare · h7 svart bonde · d6 svart bonde · f6 svart springare · g6 svart bonde · e5 svart bonde · c4 vit bonde · d4 vit bonde · e4 vit bonde · c3 vit springare · f3 vit springare · a2 vit bonde · b2 vit bonde · e2 vit löpare · f2 vit bonde · g2 vit bonde · h2 vit bonde · a1 vit torn · c1 vit löpare · d1 vit drottning · e1 vit kung · h1 vit torn | a8 svart torn · b8 svart springare · c8 svart löpare · d8 svart drottning · f8 svart torn · g8 svart kung · a7 svart bonde · b7 svart bonde · c7 svart bonde · f7 svart bonde · g7 svart löpare · h7 svart bonde · d6 svart bonde · f6 svart springare · g6 svart bonde · e5 svart bonde · c4 vit bonde · d4 vit bonde · e4 vit bonde · c3 vit springare · f3 vit springare · a2 vit bonde · b2 vit bonde · e2 vit löpare · f2 vit bonde · g2 vit bonde · h2 vit bonde · a1 vit torn · c1 vit löpare · d1 vit drottning · e1 vit kung · h1 vit torn | a8 svart torn · b8 svart springare · c8 svart löpare · d8 svart drottning · f8 svart torn · g8 svart kung · a7 svart bonde · b7 svart bonde · c7 svart bonde · f7 svart bonde · g7 svart löpare · h7 svart bonde · d6 svart bonde · f6 svart springare · g6 svart bonde · e5 svart bonde · c4 vit bonde · d4 vit bonde · e4 vit bonde · c3 vit springare · f3 vit springare · a2 vit bonde · b2 vit bonde · e2 vit löpare · f2 vit bonde · g2 vit bonde · h2 vit bonde · a1 vit torn · c1 vit löpare · d1 vit drottning · e1 vit kung · h1 vit torn | 7 |
| 6 | a8 svart torn · b8 svart springare · c8 svart löpare · d8 svart drottning · f8 svart torn · g8 svart kung · a7 svart bonde · b7 svart bonde · c7 svart bonde · f7 svart bonde · g7 svart löpare · h7 svart bonde · d6 svart bonde · f6 svart springare · g6 svart bonde · e5 svart bonde · c4 vit bonde · d4 vit bonde · e4 vit bonde · c3 vit springare · f3 vit springare · a2 vit bonde · b2 vit bonde · e2 vit löpare · f2 vit bonde · g2 vit bonde · h2 vit bonde · a1 vit torn · c1 vit löpare · d1 vit drottning · e1 vit kung · h1 vit torn | a8 svart torn · b8 svart springare · c8 svart löpare · d8 svart drottning · f8 svart torn · g8 svart kung · a7 svart bonde · b7 svart bonde · c7 svart bonde · f7 svart bonde · g7 svart löpare · h7 svart bonde · d6 svart bonde · f6 svart springare · g6 svart bonde · e5 svart bonde · c4 vit bonde · d4 vit bonde · e4 vit bonde · c3 vit springare · f3 vit springare · a2 vit bonde · b2 vit bonde · e2 vit löpare · f2 vit bonde · g2 vit bonde · h2 vit bonde · a1 vit torn · c1 vit löpare · d1 vit drottning · e1 vit kung · h1 vit torn | a8 svart torn · b8 svart springare · c8 svart löpare · d8 svart drottning · f8 svart torn · g8 svart kung · a7 svart bonde · b7 svart bonde · c7 svart bonde · f7 svart bonde · g7 svart löpare · h7 svart bonde · d6 svart bonde · f6 svart springare · g6 svart bonde · e5 svart bonde · c4 vit bonde · d4 vit bonde · e4 vit bonde · c3 vit springare · f3 vit springare · a2 vit bonde · b2 vit bonde · e2 vit löpare · f2 vit bonde · g2 vit bonde · h2 vit bonde · a1 vit torn · c1 vit löpare · d1 vit drottning · e1 vit kung · h1 vit torn | a8 svart torn · b8 svart springare · c8 svart löpare · d8 svart drottning · f8 svart torn · g8 svart kung · a7 svart bonde · b7 svart bonde · c7 svart bonde · f7 svart bonde · g7 svart löpare · h7 svart bonde · d6 svart bonde · f6 svart springare · g6 svart bonde · e5 svart bonde · c4 vit bonde · d4 vit bonde · e4 vit bonde · c3 vit springare · f3 vit springare · a2 vit bonde · b2 vit bonde · e2 vit löpare · f2 vit bonde · g2 vit bonde · h2 vit bonde · a1 vit torn · c1 vit löpare · d1 vit drottning · e1 vit kung · h1 vit torn | a8 svart torn · b8 svart springare · c8 svart löpare · d8 svart drottning · f8 svart torn · g8 svart kung · a7 svart bonde · b7 svart bonde · c7 svart bonde · f7 svart bonde · g7 svart löpare · h7 svart bonde · d6 svart bonde · f6 svart springare · g6 svart bonde · e5 svart bonde · c4 vit bonde · d4 vit bonde · e4 vit bonde · c3 vit springare · f3 vit springare · a2 vit bonde · b2 vit bonde · e2 vit löpare · f2 vit bonde · g2 vit bonde · h2 vit bonde · a1 vit torn · c1 vit löpare · d1 vit drottning · e1 vit kung · h1 vit torn | a8 svart torn · b8 svart springare · c8 svart löpare · d8 svart drottning · f8 svart torn · g8 svart kung · a7 svart bonde · b7 svart bonde · c7 svart bonde · f7 svart bonde · g7 svart löpare · h7 svart bonde · d6 svart bonde · f6 svart springare · g6 svart bonde · e5 svart bonde · c4 vit bonde · d4 vit bonde · e4 vit bonde · c3 vit springare · f3 vit springare · a2 vit bonde · b2 vit bonde · e2 vit löpare · f2 vit bonde · g2 vit bonde · h2 vit bonde · a1 vit torn · c1 vit löpare · d1 vit drottning · e1 vit kung · h1 vit torn | a8 svart torn · b8 svart springare · c8 svart löpare · d8 svart drottning · f8 svart torn · g8 svart kung · a7 svart bonde · b7 svart bonde · c7 svart bonde · f7 svart bonde · g7 svart löpare · h7 svart bonde · d6 svart bonde · f6 svart springare · g6 svart bonde · e5 svart bonde · c4 vit bonde · d4 vit bonde · e4 vit bonde · c3 vit springare · f3 vit springare · a2 vit bonde · b2 vit bonde · e2 vit löpare · f2 vit bonde · g2 vit bonde · h2 vit bonde · a1 vit torn · c1 vit löpare · d1 vit drottning · e1 vit kung · h1 vit torn | a8 svart torn · b8 svart springare · c8 svart löpare · d8 svart drottning · f8 svart torn · g8 svart kung · a7 svart bonde · b7 svart bonde · c7 svart bonde · f7 svart bonde · g7 svart löpare · h7 svart bonde · d6 svart bonde · f6 svart springare · g6 svart bonde · e5 svart bonde · c4 vit bonde · d4 vit bonde · e4 vit bonde · c3 vit springare · f3 vit springare · a2 vit bonde · b2 vit bonde · e2 vit löpare · f2 vit bonde · g2 vit bonde · h2 vit bonde · a1 vit torn · c1 vit löpare · d1 vit drottning · e1 vit kung · h1 vit torn | 6 |
| 5 | a8 svart torn · b8 svart springare · c8 svart löpare · d8 svart drottning · f8 svart torn · g8 svart kung · a7 svart bonde · b7 svart bonde · c7 svart bonde · f7 svart bonde · g7 svart löpare · h7 svart bonde · d6 svart bonde · f6 svart springare · g6 svart bonde · e5 svart bonde · c4 vit bonde · d4 vit bonde · e4 vit bonde · c3 vit springare · f3 vit springare · a2 vit bonde · b2 vit bonde · e2 vit löpare · f2 vit bonde · g2 vit bonde · h2 vit bonde · a1 vit torn · c1 vit löpare · d1 vit drottning · e1 vit kung · h1 vit torn | a8 svart torn · b8 svart springare · c8 svart löpare · d8 svart drottning · f8 svart torn · g8 svart kung · a7 svart bonde · b7 svart bonde · c7 svart bonde · f7 svart bonde · g7 svart löpare · h7 svart bonde · d6 svart bonde · f6 svart springare · g6 svart bonde · e5 svart bonde · c4 vit bonde · d4 vit bonde · e4 vit bonde · c3 vit springare · f3 vit springare · a2 vit bonde · b2 vit bonde · e2 vit löpare · f2 vit bonde · g2 vit bonde · h2 vit bonde · a1 vit torn · c1 vit löpare · d1 vit drottning · e1 vit kung · h1 vit torn | a8 svart torn · b8 svart springare · c8 svart löpare · d8 svart drottning · f8 svart torn · g8 svart kung · a7 svart bonde · b7 svart bonde · c7 svart bonde · f7 svart bonde · g7 svart löpare · h7 svart bonde · d6 svart bonde · f6 svart springare · g6 svart bonde · e5 svart bonde · c4 vit bonde · d4 vit bonde · e4 vit bonde · c3 vit springare · f3 vit springare · a2 vit bonde · b2 vit bonde · e2 vit löpare · f2 vit bonde · g2 vit bonde · h2 vit bonde · a1 vit torn · c1 vit löpare · d1 vit drottning · e1 vit kung · h1 vit torn | a8 svart torn · b8 svart springare · c8 svart löpare · d8 svart drottning · f8 svart torn · g8 svart kung · a7 svart bonde · b7 svart bonde · c7 svart bonde · f7 svart bonde · g7 svart löpare · h7 svart bonde · d6 svart bonde · f6 svart springare · g6 svart bonde · e5 svart bonde · c4 vit bonde · d4 vit bonde · e4 vit bonde · c3 vit springare · f3 vit springare · a2 vit bonde · b2 vit bonde · e2 vit löpare · f2 vit bonde · g2 vit bonde · h2 vit bonde · a1 vit torn · c1 vit löpare · d1 vit drottning · e1 vit kung · h1 vit torn | a8 svart torn · b8 svart springare · c8 svart löpare · d8 svart drottning · f8 svart torn · g8 svart kung · a7 svart bonde · b7 svart bonde · c7 svart bonde · f7 svart bonde · g7 svart löpare · h7 svart bonde · d6 svart bonde · f6 svart springare · g6 svart bonde · e5 svart bonde · c4 vit bonde · d4 vit bonde · e4 vit bonde · c3 vit springare · f3 vit springare · a2 vit bonde · b2 vit bonde · e2 vit löpare · f2 vit bonde · g2 vit bonde · h2 vit bonde · a1 vit torn · c1 vit löpare · d1 vit drottning · e1 vit kung · h1 vit torn | a8 svart torn · b8 svart springare · c8 svart löpare · d8 svart drottning · f8 svart torn · g8 svart kung · a7 svart bonde · b7 svart bonde · c7 svart bonde · f7 svart bonde · g7 svart löpare · h7 svart bonde · d6 svart bonde · f6 svart springare · g6 svart bonde · e5 svart bonde · c4 vit bonde · d4 vit bonde · e4 vit bonde · c3 vit springare · f3 vit springare · a2 vit bonde · b2 vit bonde · e2 vit löpare · f2 vit bonde · g2 vit bonde · h2 vit bonde · a1 vit torn · c1 vit löpare · d1 vit drottning · e1 vit kung · h1 vit torn | a8 svart torn · b8 svart springare · c8 svart löpare · d8 svart drottning · f8 svart torn · g8 svart kung · a7 svart bonde · b7 svart bonde · c7 svart bonde · f7 svart bonde · g7 svart löpare · h7 svart bonde · d6 svart bonde · f6 svart springare · g6 svart bonde · e5 svart bonde · c4 vit bonde · d4 vit bonde · e4 vit bonde · c3 vit springare · f3 vit springare · a2 vit bonde · b2 vit bonde · e2 vit löpare · f2 vit bonde · g2 vit bonde · h2 vit bonde · a1 vit torn · c1 vit löpare · d1 vit drottning · e1 vit kung · h1 vit torn | a8 svart torn · b8 svart springare · c8 svart löpare · d8 svart drottning · f8 svart torn · g8 svart kung · a7 svart bonde · b7 svart bonde · c7 svart bonde · f7 svart bonde · g7 svart löpare · h7 svart bonde · d6 svart bonde · f6 svart springare · g6 svart bonde · e5 svart bonde · c4 vit bonde · d4 vit bonde · e4 vit bonde · c3 vit springare · f3 vit springare · a2 vit bonde · b2 vit bonde · e2 vit löpare · f2 vit bonde · g2 vit bonde · h2 vit bonde · a1 vit torn · c1 vit löpare · d1 vit drottning · e1 vit kung · h1 vit torn | 5 |
| 4 | a8 svart torn · b8 svart springare · c8 svart löpare · d8 svart drottning · f8 svart torn · g8 svart kung · a7 svart bonde · b7 svart bonde · c7 svart bonde · f7 svart bonde · g7 svart löpare · h7 svart bonde · d6 svart bonde · f6 svart springare · g6 svart bonde · e5 svart bonde · c4 vit bonde · d4 vit bonde · e4 vit bonde · c3 vit springare · f3 vit springare · a2 vit bonde · b2 vit bonde · e2 vit löpare · f2 vit bonde · g2 vit bonde · h2 vit bonde · a1 vit torn · c1 vit löpare · d1 vit drottning · e1 vit kung · h1 vit torn | a8 svart torn · b8 svart springare · c8 svart löpare · d8 svart drottning · f8 svart torn · g8 svart kung · a7 svart bonde · b7 svart bonde · c7 svart bonde · f7 svart bonde · g7 svart löpare · h7 svart bonde · d6 svart bonde · f6 svart springare · g6 svart bonde · e5 svart bonde · c4 vit bonde · d4 vit bonde · e4 vit bonde · c3 vit springare · f3 vit springare · a2 vit bonde · b2 vit bonde · e2 vit löpare · f2 vit bonde · g2 vit bonde · h2 vit bonde · a1 vit torn · c1 vit löpare · d1 vit drottning · e1 vit kung · h1 vit torn | a8 svart torn · b8 svart springare · c8 svart löpare · d8 svart drottning · f8 svart torn · g8 svart kung · a7 svart bonde · b7 svart bonde · c7 svart bonde · f7 svart bonde · g7 svart löpare · h7 svart bonde · d6 svart bonde · f6 svart springare · g6 svart bonde · e5 svart bonde · c4 vit bonde · d4 vit bonde · e4 vit bonde · c3 vit springare · f3 vit springare · a2 vit bonde · b2 vit bonde · e2 vit löpare · f2 vit bonde · g2 vit bonde · h2 vit bonde · a1 vit torn · c1 vit löpare · d1 vit drottning · e1 vit kung · h1 vit torn | a8 svart torn · b8 svart springare · c8 svart löpare · d8 svart drottning · f8 svart torn · g8 svart kung · a7 svart bonde · b7 svart bonde · c7 svart bonde · f7 svart bonde · g7 svart löpare · h7 svart bonde · d6 svart bonde · f6 svart springare · g6 svart bonde · e5 svart bonde · c4 vit bonde · d4 vit bonde · e4 vit bonde · c3 vit springare · f3 vit springare · a2 vit bonde · b2 vit bonde · e2 vit löpare · f2 vit bonde · g2 vit bonde · h2 vit bonde · a1 vit torn · c1 vit löpare · d1 vit drottning · e1 vit kung · h1 vit torn | a8 svart torn · b8 svart springare · c8 svart löpare · d8 svart drottning · f8 svart torn · g8 svart kung · a7 svart bonde · b7 svart bonde · c7 svart bonde · f7 svart bonde · g7 svart löpare · h7 svart bonde · d6 svart bonde · f6 svart springare · g6 svart bonde · e5 svart bonde · c4 vit bonde · d4 vit bonde · e4 vit bonde · c3 vit springare · f3 vit springare · a2 vit bonde · b2 vit bonde · e2 vit löpare · f2 vit bonde · g2 vit bonde · h2 vit bonde · a1 vit torn · c1 vit löpare · d1 vit drottning · e1 vit kung · h1 vit torn | a8 svart torn · b8 svart springare · c8 svart löpare · d8 svart drottning · f8 svart torn · g8 svart kung · a7 svart bonde · b7 svart bonde · c7 svart bonde · f7 svart bonde · g7 svart löpare · h7 svart bonde · d6 svart bonde · f6 svart springare · g6 svart bonde · e5 svart bonde · c4 vit bonde · d4 vit bonde · e4 vit bonde · c3 vit springare · f3 vit springare · a2 vit bonde · b2 vit bonde · e2 vit löpare · f2 vit bonde · g2 vit bonde · h2 vit bonde · a1 vit torn · c1 vit löpare · d1 vit drottning · e1 vit kung · h1 vit torn | a8 svart torn · b8 svart springare · c8 svart löpare · d8 svart drottning · f8 svart torn · g8 svart kung · a7 svart bonde · b7 svart bonde · c7 svart bonde · f7 svart bonde · g7 svart löpare · h7 svart bonde · d6 svart bonde · f6 svart springare · g6 svart bonde · e5 svart bonde · c4 vit bonde · d4 vit bonde · e4 vit bonde · c3 vit springare · f3 vit springare · a2 vit bonde · b2 vit bonde · e2 vit löpare · f2 vit bonde · g2 vit bonde · h2 vit bonde · a1 vit torn · c1 vit löpare · d1 vit drottning · e1 vit kung · h1 vit torn | a8 svart torn · b8 svart springare · c8 svart löpare · d8 svart drottning · f8 svart torn · g8 svart kung · a7 svart bonde · b7 svart bonde · c7 svart bonde · f7 svart bonde · g7 svart löpare · h7 svart bonde · d6 svart bonde · f6 svart springare · g6 svart bonde · e5 svart bonde · c4 vit bonde · d4 vit bonde · e4 vit bonde · c3 vit springare · f3 vit springare · a2 vit bonde · b2 vit bonde · e2 vit löpare · f2 vit bonde · g2 vit bonde · h2 vit bonde · a1 vit torn · c1 vit löpare · d1 vit drottning · e1 vit kung · h1 vit torn | 4 |
| 3 | a8 svart torn · b8 svart springare · c8 svart löpare · d8 svart drottning · f8 svart torn · g8 svart kung · a7 svart bonde · b7 svart bonde · c7 svart bonde · f7 svart bonde · g7 svart löpare · h7 svart bonde · d6 svart bonde · f6 svart springare · g6 svart bonde · e5 svart bonde · c4 vit bonde · d4 vit bonde · e4 vit bonde · c3 vit springare · f3 vit springare · a2 vit bonde · b2 vit bonde · e2 vit löpare · f2 vit bonde · g2 vit bonde · h2 vit bonde · a1 vit torn · c1 vit löpare · d1 vit drottning · e1 vit kung · h1 vit torn | a8 svart torn · b8 svart springare · c8 svart löpare · d8 svart drottning · f8 svart torn · g8 svart kung · a7 svart bonde · b7 svart bonde · c7 svart bonde · f7 svart bonde · g7 svart löpare · h7 svart bonde · d6 svart bonde · f6 svart springare · g6 svart bonde · e5 svart bonde · c4 vit bonde · d4 vit bonde · e4 vit bonde · c3 vit springare · f3 vit springare · a2 vit bonde · b2 vit bonde · e2 vit löpare · f2 vit bonde · g2 vit bonde · h2 vit bonde · a1 vit torn · c1 vit löpare · d1 vit drottning · e1 vit kung · h1 vit torn | a8 svart torn · b8 svart springare · c8 svart löpare · d8 svart drottning · f8 svart torn · g8 svart kung · a7 svart bonde · b7 svart bonde · c7 svart bonde · f7 svart bonde · g7 svart löpare · h7 svart bonde · d6 svart bonde · f6 svart springare · g6 svart bonde · e5 svart bonde · c4 vit bonde · d4 vit bonde · e4 vit bonde · c3 vit springare · f3 vit springare · a2 vit bonde · b2 vit bonde · e2 vit löpare · f2 vit bonde · g2 vit bonde · h2 vit bonde · a1 vit torn · c1 vit löpare · d1 vit drottning · e1 vit kung · h1 vit torn | a8 svart torn · b8 svart springare · c8 svart löpare · d8 svart drottning · f8 svart torn · g8 svart kung · a7 svart bonde · b7 svart bonde · c7 svart bonde · f7 svart bonde · g7 svart löpare · h7 svart bonde · d6 svart bonde · f6 svart springare · g6 svart bonde · e5 svart bonde · c4 vit bonde · d4 vit bonde · e4 vit bonde · c3 vit springare · f3 vit springare · a2 vit bonde · b2 vit bonde · e2 vit löpare · f2 vit bonde · g2 vit bonde · h2 vit bonde · a1 vit torn · c1 vit löpare · d1 vit drottning · e1 vit kung · h1 vit torn | a8 svart torn · b8 svart springare · c8 svart löpare · d8 svart drottning · f8 svart torn · g8 svart kung · a7 svart bonde · b7 svart bonde · c7 svart bonde · f7 svart bonde · g7 svart löpare · h7 svart bonde · d6 svart bonde · f6 svart springare · g6 svart bonde · e5 svart bonde · c4 vit bonde · d4 vit bonde · e4 vit bonde · c3 vit springare · f3 vit springare · a2 vit bonde · b2 vit bonde · e2 vit löpare · f2 vit bonde · g2 vit bonde · h2 vit bonde · a1 vit torn · c1 vit löpare · d1 vit drottning · e1 vit kung · h1 vit torn | a8 svart torn · b8 svart springare · c8 svart löpare · d8 svart drottning · f8 svart torn · g8 svart kung · a7 svart bonde · b7 svart bonde · c7 svart bonde · f7 svart bonde · g7 svart löpare · h7 svart bonde · d6 svart bonde · f6 svart springare · g6 svart bonde · e5 svart bonde · c4 vit bonde · d4 vit bonde · e4 vit bonde · c3 vit springare · f3 vit springare · a2 vit bonde · b2 vit bonde · e2 vit löpare · f2 vit bonde · g2 vit bonde · h2 vit bonde · a1 vit torn · c1 vit löpare · d1 vit drottning · e1 vit kung · h1 vit torn | a8 svart torn · b8 svart springare · c8 svart löpare · d8 svart drottning · f8 svart torn · g8 svart kung · a7 svart bonde · b7 svart bonde · c7 svart bonde · f7 svart bonde · g7 svart löpare · h7 svart bonde · d6 svart bonde · f6 svart springare · g6 svart bonde · e5 svart bonde · c4 vit bonde · d4 vit bonde · e4 vit bonde · c3 vit springare · f3 vit springare · a2 vit bonde · b2 vit bonde · e2 vit löpare · f2 vit bonde · g2 vit bonde · h2 vit bonde · a1 vit torn · c1 vit löpare · d1 vit drottning · e1 vit kung · h1 vit torn | a8 svart torn · b8 svart springare · c8 svart löpare · d8 svart drottning · f8 svart torn · g8 svart kung · a7 svart bonde · b7 svart bonde · c7 svart bonde · f7 svart bonde · g7 svart löpare · h7 svart bonde · d6 svart bonde · f6 svart springare · g6 svart bonde · e5 svart bonde · c4 vit bonde · d4 vit bonde · e4 vit bonde · c3 vit springare · f3 vit springare · a2 vit bonde · b2 vit bonde · e2 vit löpare · f2 vit bonde · g2 vit bonde · h2 vit bonde · a1 vit torn · c1 vit löpare · d1 vit drottning · e1 vit kung · h1 vit torn | 3 |
| 2 | a8 svart torn · b8 svart springare · c8 svart löpare · d8 svart drottning · f8 svart torn · g8 svart kung · a7 svart bonde · b7 svart bonde · c7 svart bonde · f7 svart bonde · g7 svart löpare · h7 svart bonde · d6 svart bonde · f6 svart springare · g6 svart bonde · e5 svart bonde · c4 vit bonde · d4 vit bonde · e4 vit bonde · c3 vit springare · f3 vit springare · a2 vit bonde · b2 vit bonde · e2 vit löpare · f2 vit bonde · g2 vit bonde · h2 vit bonde · a1 vit torn · c1 vit löpare · d1 vit drottning · e1 vit kung · h1 vit torn | a8 svart torn · b8 svart springare · c8 svart löpare · d8 svart drottning · f8 svart torn · g8 svart kung · a7 svart bonde · b7 svart bonde · c7 svart bonde · f7 svart bonde · g7 svart löpare · h7 svart bonde · d6 svart bonde · f6 svart springare · g6 svart bonde · e5 svart bonde · c4 vit bonde · d4 vit bonde · e4 vit bonde · c3 vit springare · f3 vit springare · a2 vit bonde · b2 vit bonde · e2 vit löpare · f2 vit bonde · g2 vit bonde · h2 vit bonde · a1 vit torn · c1 vit löpare · d1 vit drottning · e1 vit kung · h1 vit torn | a8 svart torn · b8 svart springare · c8 svart löpare · d8 svart drottning · f8 svart torn · g8 svart kung · a7 svart bonde · b7 svart bonde · c7 svart bonde · f7 svart bonde · g7 svart löpare · h7 svart bonde · d6 svart bonde · f6 svart springare · g6 svart bonde · e5 svart bonde · c4 vit bonde · d4 vit bonde · e4 vit bonde · c3 vit springare · f3 vit springare · a2 vit bonde · b2 vit bonde · e2 vit löpare · f2 vit bonde · g2 vit bonde · h2 vit bonde · a1 vit torn · c1 vit löpare · d1 vit drottning · e1 vit kung · h1 vit torn | a8 svart torn · b8 svart springare · c8 svart löpare · d8 svart drottning · f8 svart torn · g8 svart kung · a7 svart bonde · b7 svart bonde · c7 svart bonde · f7 svart bonde · g7 svart löpare · h7 svart bonde · d6 svart bonde · f6 svart springare · g6 svart bonde · e5 svart bonde · c4 vit bonde · d4 vit bonde · e4 vit bonde · c3 vit springare · f3 vit springare · a2 vit bonde · b2 vit bonde · e2 vit löpare · f2 vit bonde · g2 vit bonde · h2 vit bonde · a1 vit torn · c1 vit löpare · d1 vit drottning · e1 vit kung · h1 vit torn | a8 svart torn · b8 svart springare · c8 svart löpare · d8 svart drottning · f8 svart torn · g8 svart kung · a7 svart bonde · b7 svart bonde · c7 svart bonde · f7 svart bonde · g7 svart löpare · h7 svart bonde · d6 svart bonde · f6 svart springare · g6 svart bonde · e5 svart bonde · c4 vit bonde · d4 vit bonde · e4 vit bonde · c3 vit springare · f3 vit springare · a2 vit bonde · b2 vit bonde · e2 vit löpare · f2 vit bonde · g2 vit bonde · h2 vit bonde · a1 vit torn · c1 vit löpare · d1 vit drottning · e1 vit kung · h1 vit torn | a8 svart torn · b8 svart springare · c8 svart löpare · d8 svart drottning · f8 svart torn · g8 svart kung · a7 svart bonde · b7 svart bonde · c7 svart bonde · f7 svart bonde · g7 svart löpare · h7 svart bonde · d6 svart bonde · f6 svart springare · g6 svart bonde · e5 svart bonde · c4 vit bonde · d4 vit bonde · e4 vit bonde · c3 vit springare · f3 vit springare · a2 vit bonde · b2 vit bonde · e2 vit löpare · f2 vit bonde · g2 vit bonde · h2 vit bonde · a1 vit torn · c1 vit löpare · d1 vit drottning · e1 vit kung · h1 vit torn | a8 svart torn · b8 svart springare · c8 svart löpare · d8 svart drottning · f8 svart torn · g8 svart kung · a7 svart bonde · b7 svart bonde · c7 svart bonde · f7 svart bonde · g7 svart löpare · h7 svart bonde · d6 svart bonde · f6 svart springare · g6 svart bonde · e5 svart bonde · c4 vit bonde · d4 vit bonde · e4 vit bonde · c3 vit springare · f3 vit springare · a2 vit bonde · b2 vit bonde · e2 vit löpare · f2 vit bonde · g2 vit bonde · h2 vit bonde · a1 vit torn · c1 vit löpare · d1 vit drottning · e1 vit kung · h1 vit torn | a8 svart torn · b8 svart springare · c8 svart löpare · d8 svart drottning · f8 svart torn · g8 svart kung · a7 svart bonde · b7 svart bonde · c7 svart bonde · f7 svart bonde · g7 svart löpare · h7 svart bonde · d6 svart bonde · f6 svart springare · g6 svart bonde · e5 svart bonde · c4 vit bonde · d4 vit bonde · e4 vit bonde · c3 vit springare · f3 vit springare · a2 vit bonde · b2 vit bonde · e2 vit löpare · f2 vit bonde · g2 vit bonde · h2 vit bonde · a1 vit torn · c1 vit löpare · d1 vit drottning · e1 vit kung · h1 vit torn | 2 |
| 1 | a8 svart torn · b8 svart springare · c8 svart löpare · d8 svart drottning · f8 svart torn · g8 svart kung · a7 svart bonde · b7 svart bonde · c7 svart bonde · f7 svart bonde · g7 svart löpare · h7 svart bonde · d6 svart bonde · f6 svart springare · g6 svart bonde · e5 svart bonde · c4 vit bonde · d4 vit bonde · e4 vit bonde · c3 vit springare · f3 vit springare · a2 vit bonde · b2 vit bonde · e2 vit löpare · f2 vit bonde · g2 vit bonde · h2 vit bonde · a1 vit torn · c1 vit löpare · d1 vit drottning · e1 vit kung · h1 vit torn | a8 svart torn · b8 svart springare · c8 svart löpare · d8 svart drottning · f8 svart torn · g8 svart kung · a7 svart bonde · b7 svart bonde · c7 svart bonde · f7 svart bonde · g7 svart löpare · h7 svart bonde · d6 svart bonde · f6 svart springare · g6 svart bonde · e5 svart bonde · c4 vit bonde · d4 vit bonde · e4 vit bonde · c3 vit springare · f3 vit springare · a2 vit bonde · b2 vit bonde · e2 vit löpare · f2 vit bonde · g2 vit bonde · h2 vit bonde · a1 vit torn · c1 vit löpare · d1 vit drottning · e1 vit kung · h1 vit torn | a8 svart torn · b8 svart springare · c8 svart löpare · d8 svart drottning · f8 svart torn · g8 svart kung · a7 svart bonde · b7 svart bonde · c7 svart bonde · f7 svart bonde · g7 svart löpare · h7 svart bonde · d6 svart bonde · f6 svart springare · g6 svart bonde · e5 svart bonde · c4 vit bonde · d4 vit bonde · e4 vit bonde · c3 vit springare · f3 vit springare · a2 vit bonde · b2 vit bonde · e2 vit löpare · f2 vit bonde · g2 vit bonde · h2 vit bonde · a1 vit torn · c1 vit löpare · d1 vit drottning · e1 vit kung · h1 vit torn | a8 svart torn · b8 svart springare · c8 svart löpare · d8 svart drottning · f8 svart torn · g8 svart kung · a7 svart bonde · b7 svart bonde · c7 svart bonde · f7 svart bonde · g7 svart löpare · h7 svart bonde · d6 svart bonde · f6 svart springare · g6 svart bonde · e5 svart bonde · c4 vit bonde · d4 vit bonde · e4 vit bonde · c3 vit springare · f3 vit springare · a2 vit bonde · b2 vit bonde · e2 vit löpare · f2 vit bonde · g2 vit bonde · h2 vit bonde · a1 vit torn · c1 vit löpare · d1 vit drottning · e1 vit kung · h1 vit torn | a8 svart torn · b8 svart springare · c8 svart löpare · d8 svart drottning · f8 svart torn · g8 svart kung · a7 svart bonde · b7 svart bonde · c7 svart bonde · f7 svart bonde · g7 svart löpare · h7 svart bonde · d6 svart bonde · f6 svart springare · g6 svart bonde · e5 svart bonde · c4 vit bonde · d4 vit bonde · e4 vit bonde · c3 vit springare · f3 vit springare · a2 vit bonde · b2 vit bonde · e2 vit löpare · f2 vit bonde · g2 vit bonde · h2 vit bonde · a1 vit torn · c1 vit löpare · d1 vit drottning · e1 vit kung · h1 vit torn | a8 svart torn · b8 svart springare · c8 svart löpare · d8 svart drottning · f8 svart torn · g8 svart kung · a7 svart bonde · b7 svart bonde · c7 svart bonde · f7 svart bonde · g7 svart löpare · h7 svart bonde · d6 svart bonde · f6 svart springare · g6 svart bonde · e5 svart bonde · c4 vit bonde · d4 vit bonde · e4 vit bonde · c3 vit springare · f3 vit springare · a2 vit bonde · b2 vit bonde · e2 vit löpare · f2 vit bonde · g2 vit bonde · h2 vit bonde · a1 vit torn · c1 vit löpare · d1 vit drottning · e1 vit kung · h1 vit torn | a8 svart torn · b8 svart springare · c8 svart löpare · d8 svart drottning · f8 svart torn · g8 svart kung · a7 svart bonde · b7 svart bonde · c7 svart bonde · f7 svart bonde · g7 svart löpare · h7 svart bonde · d6 svart bonde · f6 svart springare · g6 svart bonde · e5 svart bonde · c4 vit bonde · d4 vit bonde · e4 vit bonde · c3 vit springare · f3 vit springare · a2 vit bonde · b2 vit bonde · e2 vit löpare · f2 vit bonde · g2 vit bonde · h2 vit bonde · a1 vit torn · c1 vit löpare · d1 vit drottning · e1 vit kung · h1 vit torn | a8 svart torn · b8 svart springare · c8 svart löpare · d8 svart drottning · f8 svart torn · g8 svart kung · a7 svart bonde · b7 svart bonde · c7 svart bonde · f7 svart bonde · g7 svart löpare · h7 svart bonde · d6 svart bonde · f6 svart springare · g6 svart bonde · e5 svart bonde · c4 vit bonde · d4 vit bonde · e4 vit bonde · c3 vit springare · f3 vit springare · a2 vit bonde · b2 vit bonde · e2 vit löpare · f2 vit bonde · g2 vit bonde · h2 vit bonde · a1 vit torn · c1 vit löpare · d1 vit drottning · e1 vit kung · h1 vit torn | 1 |
|   | a | b | c | d | e | f | g | h |   |

Den klassiska varianten är 3.Sc3 Lg7 4.e4 d6 5.Sf3 0–0 6.Le2 e5 (se diagram).
Huvudvarianten kallas Mar del Plata-varianten efter ett parti spelat i Mar del Plata 1953 mellan Miguel Najdorf och Svetozar Gligorić. 
Vit spelar ofta på damflygeln med drag som b4 och c5 medan svart angriper på kungsflygeln med ...f5 eventuellt följt av ...f4 och ...g5. 
Varianten fortsätter 7.0-0 Sc6 8.d5 Se7 och nu har vit flera möjligheter:  
- 9.b4 (bajonettattacken) är en aggressiv variant som svart kan bemöta med 9...Sh5 10.Te1 f5 eller 9...a5 10.La3.
- 9.Se1 Sd7 (både vit och svart förbereder att flytta fram sina f-bönder) och det kan följa 10.Le3 f5 11.f3 f4 12.Lf2 g5 eller 10.Sd3 f5 11.Ld2.
- 9.Sd2 a5 10.a3 Sd7 11.Tb1 f5 12.b4 Kh8.

Både vit och svart kan avvika från huvudvarianten. 
I stället för 7.0-0 kan vit spela något av dessa alternativ:
- 7.Le3 är ett sätt att undvika huvudvarianten som kallas Gligoricsystemet. Om svart nu spelar det naturliga 7...Sc6 så är 8.d5 Se7 9.Sd2 fördelaktigt för vit så svart fortsätter normalt med något av följande drag: 
  - 7...Sg4 8.Lg5 f6 9.Lh4 är vanligast.
  - 7...exd4 8.Sxd4 Te8 9.f3 c6 och svart fortsätter med ...d5 som öppnar centrum.
  - 7...Sa6 8.0–0 Sg4 9.Lg5 De8.
- 7.d5 är Petrosjanvarianten som svart kan bemöta med 7...a5 8.Lg5 h6 eller 7...Sbd7 8.0–0 Sc5.
- 7.dxe5 är avbytesvarianten som leder till lugnt spel med en liten vit fördel efter 7...dxe5 8.Dxd8 Txd8 9.Lg5 (om vit tar bonden med 9.Sxe5 följer 9...Sxe4).

Efter 7.0-0 kan svart, i stället för 7...Sc6, välja dessa varianter:
- 7...Sbd7 är den gamla huvudvarianten där vit kan fortsätta med 8.Le3, 8.Te1, 8.Dc2 eller 8.d5.
- 7...Sa6 med planen att spela ...Sc5 senare förekommer ibland. 8.Le3 går nu över i Gligoricsystemet ovan men vit kan också spela 8.Te1 c6 9.Lf1.
- 7...exd4 8.Sxd4 Te8 9.f3 c6 ger en Maroczy-uppställning med en liten vit fördel.

### Sämischvarianten
|   | a | b | c | d | e | f | g | h |   |
| 8 | a8 svart torn · b8 svart springare · c8 svart löpare · d8 svart drottning · f8 svart torn · g8 svart kung · a7 svart bonde · b7 svart bonde · c7 svart bonde · e7 svart bonde · f7 svart bonde · g7 svart löpare · h7 svart bonde · d6 svart bonde · f6 svart springare · g6 svart bonde · c4 vit bonde · d4 vit bonde · e4 vit bonde · c3 vit springare · e3 vit löpare · f3 vit bonde · a2 vit bonde · b2 vit bonde · g2 vit bonde · h2 vit bonde · a1 vit torn · d1 vit drottning · e1 vit kung · f1 vit löpare · g1 vit springare · h1 vit torn | a8 svart torn · b8 svart springare · c8 svart löpare · d8 svart drottning · f8 svart torn · g8 svart kung · a7 svart bonde · b7 svart bonde · c7 svart bonde · e7 svart bonde · f7 svart bonde · g7 svart löpare · h7 svart bonde · d6 svart bonde · f6 svart springare · g6 svart bonde · c4 vit bonde · d4 vit bonde · e4 vit bonde · c3 vit springare · e3 vit löpare · f3 vit bonde · a2 vit bonde · b2 vit bonde · g2 vit bonde · h2 vit bonde · a1 vit torn · d1 vit drottning · e1 vit kung · f1 vit löpare · g1 vit springare · h1 vit torn | a8 svart torn · b8 svart springare · c8 svart löpare · d8 svart drottning · f8 svart torn · g8 svart kung · a7 svart bonde · b7 svart bonde · c7 svart bonde · e7 svart bonde · f7 svart bonde · g7 svart löpare · h7 svart bonde · d6 svart bonde · f6 svart springare · g6 svart bonde · c4 vit bonde · d4 vit bonde · e4 vit bonde · c3 vit springare · e3 vit löpare · f3 vit bonde · a2 vit bonde · b2 vit bonde · g2 vit bonde · h2 vit bonde · a1 vit torn · d1 vit drottning · e1 vit kung · f1 vit löpare · g1 vit springare · h1 vit torn | a8 svart torn · b8 svart springare · c8 svart löpare · d8 svart drottning · f8 svart torn · g8 svart kung · a7 svart bonde · b7 svart bonde · c7 svart bonde · e7 svart bonde · f7 svart bonde · g7 svart löpare · h7 svart bonde · d6 svart bonde · f6 svart springare · g6 svart bonde · c4 vit bonde · d4 vit bonde · e4 vit bonde · c3 vit springare · e3 vit löpare · f3 vit bonde · a2 vit bonde · b2 vit bonde · g2 vit bonde · h2 vit bonde · a1 vit torn · d1 vit drottning · e1 vit kung · f1 vit löpare · g1 vit springare · h1 vit torn | a8 svart torn · b8 svart springare · c8 svart löpare · d8 svart drottning · f8 svart torn · g8 svart kung · a7 svart bonde · b7 svart bonde · c7 svart bonde · e7 svart bonde · f7 svart bonde · g7 svart löpare · h7 svart bonde · d6 svart bonde · f6 svart springare · g6 svart bonde · c4 vit bonde · d4 vit bonde · e4 vit bonde · c3 vit springare · e3 vit löpare · f3 vit bonde · a2 vit bonde · b2 vit bonde · g2 vit bonde · h2 vit bonde · a1 vit torn · d1 vit drottning · e1 vit kung · f1 vit löpare · g1 vit springare · h1 vit torn | a8 svart torn · b8 svart springare · c8 svart löpare · d8 svart drottning · f8 svart torn · g8 svart kung · a7 svart bonde · b7 svart bonde · c7 svart bonde · e7 svart bonde · f7 svart bonde · g7 svart löpare · h7 svart bonde · d6 svart bonde · f6 svart springare · g6 svart bonde · c4 vit bonde · d4 vit bonde · e4 vit bonde · c3 vit springare · e3 vit löpare · f3 vit bonde · a2 vit bonde · b2 vit bonde · g2 vit bonde · h2 vit bonde · a1 vit torn · d1 vit drottning · e1 vit kung · f1 vit löpare · g1 vit springare · h1 vit torn | a8 svart torn · b8 svart springare · c8 svart löpare · d8 svart drottning · f8 svart torn · g8 svart kung · a7 svart bonde · b7 svart bonde · c7 svart bonde · e7 svart bonde · f7 svart bonde · g7 svart löpare · h7 svart bonde · d6 svart bonde · f6 svart springare · g6 svart bonde · c4 vit bonde · d4 vit bonde · e4 vit bonde · c3 vit springare · e3 vit löpare · f3 vit bonde · a2 vit bonde · b2 vit bonde · g2 vit bonde · h2 vit bonde · a1 vit torn · d1 vit drottning · e1 vit kung · f1 vit löpare · g1 vit springare · h1 vit torn | a8 svart torn · b8 svart springare · c8 svart löpare · d8 svart drottning · f8 svart torn · g8 svart kung · a7 svart bonde · b7 svart bonde · c7 svart bonde · e7 svart bonde · f7 svart bonde · g7 svart löpare · h7 svart bonde · d6 svart bonde · f6 svart springare · g6 svart bonde · c4 vit bonde · d4 vit bonde · e4 vit bonde · c3 vit springare · e3 vit löpare · f3 vit bonde · a2 vit bonde · b2 vit bonde · g2 vit bonde · h2 vit bonde · a1 vit torn · d1 vit drottning · e1 vit kung · f1 vit löpare · g1 vit springare · h1 vit torn | 8 |
| 7 | a8 svart torn · b8 svart springare · c8 svart löpare · d8 svart drottning · f8 svart torn · g8 svart kung · a7 svart bonde · b7 svart bonde · c7 svart bonde · e7 svart bonde · f7 svart bonde · g7 svart löpare · h7 svart bonde · d6 svart bonde · f6 svart springare · g6 svart bonde · c4 vit bonde · d4 vit bonde · e4 vit bonde · c3 vit springare · e3 vit löpare · f3 vit bonde · a2 vit bonde · b2 vit bonde · g2 vit bonde · h2 vit bonde · a1 vit torn · d1 vit drottning · e1 vit kung · f1 vit löpare · g1 vit springare · h1 vit torn | a8 svart torn · b8 svart springare · c8 svart löpare · d8 svart drottning · f8 svart torn · g8 svart kung · a7 svart bonde · b7 svart bonde · c7 svart bonde · e7 svart bonde · f7 svart bonde · g7 svart löpare · h7 svart bonde · d6 svart bonde · f6 svart springare · g6 svart bonde · c4 vit bonde · d4 vit bonde · e4 vit bonde · c3 vit springare · e3 vit löpare · f3 vit bonde · a2 vit bonde · b2 vit bonde · g2 vit bonde · h2 vit bonde · a1 vit torn · d1 vit drottning · e1 vit kung · f1 vit löpare · g1 vit springare · h1 vit torn | a8 svart torn · b8 svart springare · c8 svart löpare · d8 svart drottning · f8 svart torn · g8 svart kung · a7 svart bonde · b7 svart bonde · c7 svart bonde · e7 svart bonde · f7 svart bonde · g7 svart löpare · h7 svart bonde · d6 svart bonde · f6 svart springare · g6 svart bonde · c4 vit bonde · d4 vit bonde · e4 vit bonde · c3 vit springare · e3 vit löpare · f3 vit bonde · a2 vit bonde · b2 vit bonde · g2 vit bonde · h2 vit bonde · a1 vit torn · d1 vit drottning · e1 vit kung · f1 vit löpare · g1 vit springare · h1 vit torn | a8 svart torn · b8 svart springare · c8 svart löpare · d8 svart drottning · f8 svart torn · g8 svart kung · a7 svart bonde · b7 svart bonde · c7 svart bonde · e7 svart bonde · f7 svart bonde · g7 svart löpare · h7 svart bonde · d6 svart bonde · f6 svart springare · g6 svart bonde · c4 vit bonde · d4 vit bonde · e4 vit bonde · c3 vit springare · e3 vit löpare · f3 vit bonde · a2 vit bonde · b2 vit bonde · g2 vit bonde · h2 vit bonde · a1 vit torn · d1 vit drottning · e1 vit kung · f1 vit löpare · g1 vit springare · h1 vit torn | a8 svart torn · b8 svart springare · c8 svart löpare · d8 svart drottning · f8 svart torn · g8 svart kung · a7 svart bonde · b7 svart bonde · c7 svart bonde · e7 svart bonde · f7 svart bonde · g7 svart löpare · h7 svart bonde · d6 svart bonde · f6 svart springare · g6 svart bonde · c4 vit bonde · d4 vit bonde · e4 vit bonde · c3 vit springare · e3 vit löpare · f3 vit bonde · a2 vit bonde · b2 vit bonde · g2 vit bonde · h2 vit bonde · a1 vit torn · d1 vit drottning · e1 vit kung · f1 vit löpare · g1 vit springare · h1 vit torn | a8 svart torn · b8 svart springare · c8 svart löpare · d8 svart drottning · f8 svart torn · g8 svart kung · a7 svart bonde · b7 svart bonde · c7 svart bonde · e7 svart bonde · f7 svart bonde · g7 svart löpare · h7 svart bonde · d6 svart bonde · f6 svart springare · g6 svart bonde · c4 vit bonde · d4 vit bonde · e4 vit bonde · c3 vit springare · e3 vit löpare · f3 vit bonde · a2 vit bonde · b2 vit bonde · g2 vit bonde · h2 vit bonde · a1 vit torn · d1 vit drottning · e1 vit kung · f1 vit löpare · g1 vit springare · h1 vit torn | a8 svart torn · b8 svart springare · c8 svart löpare · d8 svart drottning · f8 svart torn · g8 svart kung · a7 svart bonde · b7 svart bonde · c7 svart bonde · e7 svart bonde · f7 svart bonde · g7 svart löpare · h7 svart bonde · d6 svart bonde · f6 svart springare · g6 svart bonde · c4 vit bonde · d4 vit bonde · e4 vit bonde · c3 vit springare · e3 vit löpare · f3 vit bonde · a2 vit bonde · b2 vit bonde · g2 vit bonde · h2 vit bonde · a1 vit torn · d1 vit drottning · e1 vit kung · f1 vit löpare · g1 vit springare · h1 vit torn | a8 svart torn · b8 svart springare · c8 svart löpare · d8 svart drottning · f8 svart torn · g8 svart kung · a7 svart bonde · b7 svart bonde · c7 svart bonde · e7 svart bonde · f7 svart bonde · g7 svart löpare · h7 svart bonde · d6 svart bonde · f6 svart springare · g6 svart bonde · c4 vit bonde · d4 vit bonde · e4 vit bonde · c3 vit springare · e3 vit löpare · f3 vit bonde · a2 vit bonde · b2 vit bonde · g2 vit bonde · h2 vit bonde · a1 vit torn · d1 vit drottning · e1 vit kung · f1 vit löpare · g1 vit springare · h1 vit torn | 7 |
| 6 | a8 svart torn · b8 svart springare · c8 svart löpare · d8 svart drottning · f8 svart torn · g8 svart kung · a7 svart bonde · b7 svart bonde · c7 svart bonde · e7 svart bonde · f7 svart bonde · g7 svart löpare · h7 svart bonde · d6 svart bonde · f6 svart springare · g6 svart bonde · c4 vit bonde · d4 vit bonde · e4 vit bonde · c3 vit springare · e3 vit löpare · f3 vit bonde · a2 vit bonde · b2 vit bonde · g2 vit bonde · h2 vit bonde · a1 vit torn · d1 vit drottning · e1 vit kung · f1 vit löpare · g1 vit springare · h1 vit torn | a8 svart torn · b8 svart springare · c8 svart löpare · d8 svart drottning · f8 svart torn · g8 svart kung · a7 svart bonde · b7 svart bonde · c7 svart bonde · e7 svart bonde · f7 svart bonde · g7 svart löpare · h7 svart bonde · d6 svart bonde · f6 svart springare · g6 svart bonde · c4 vit bonde · d4 vit bonde · e4 vit bonde · c3 vit springare · e3 vit löpare · f3 vit bonde · a2 vit bonde · b2 vit bonde · g2 vit bonde · h2 vit bonde · a1 vit torn · d1 vit drottning · e1 vit kung · f1 vit löpare · g1 vit springare · h1 vit torn | a8 svart torn · b8 svart springare · c8 svart löpare · d8 svart drottning · f8 svart torn · g8 svart kung · a7 svart bonde · b7 svart bonde · c7 svart bonde · e7 svart bonde · f7 svart bonde · g7 svart löpare · h7 svart bonde · d6 svart bonde · f6 svart springare · g6 svart bonde · c4 vit bonde · d4 vit bonde · e4 vit bonde · c3 vit springare · e3 vit löpare · f3 vit bonde · a2 vit bonde · b2 vit bonde · g2 vit bonde · h2 vit bonde · a1 vit torn · d1 vit drottning · e1 vit kung · f1 vit löpare · g1 vit springare · h1 vit torn | a8 svart torn · b8 svart springare · c8 svart löpare · d8 svart drottning · f8 svart torn · g8 svart kung · a7 svart bonde · b7 svart bonde · c7 svart bonde · e7 svart bonde · f7 svart bonde · g7 svart löpare · h7 svart bonde · d6 svart bonde · f6 svart springare · g6 svart bonde · c4 vit bonde · d4 vit bonde · e4 vit bonde · c3 vit springare · e3 vit löpare · f3 vit bonde · a2 vit bonde · b2 vit bonde · g2 vit bonde · h2 vit bonde · a1 vit torn · d1 vit drottning · e1 vit kung · f1 vit löpare · g1 vit springare · h1 vit torn | a8 svart torn · b8 svart springare · c8 svart löpare · d8 svart drottning · f8 svart torn · g8 svart kung · a7 svart bonde · b7 svart bonde · c7 svart bonde · e7 svart bonde · f7 svart bonde · g7 svart löpare · h7 svart bonde · d6 svart bonde · f6 svart springare · g6 svart bonde · c4 vit bonde · d4 vit bonde · e4 vit bonde · c3 vit springare · e3 vit löpare · f3 vit bonde · a2 vit bonde · b2 vit bonde · g2 vit bonde · h2 vit bonde · a1 vit torn · d1 vit drottning · e1 vit kung · f1 vit löpare · g1 vit springare · h1 vit torn | a8 svart torn · b8 svart springare · c8 svart löpare · d8 svart drottning · f8 svart torn · g8 svart kung · a7 svart bonde · b7 svart bonde · c7 svart bonde · e7 svart bonde · f7 svart bonde · g7 svart löpare · h7 svart bonde · d6 svart bonde · f6 svart springare · g6 svart bonde · c4 vit bonde · d4 vit bonde · e4 vit bonde · c3 vit springare · e3 vit löpare · f3 vit bonde · a2 vit bonde · b2 vit bonde · g2 vit bonde · h2 vit bonde · a1 vit torn · d1 vit drottning · e1 vit kung · f1 vit löpare · g1 vit springare · h1 vit torn | a8 svart torn · b8 svart springare · c8 svart löpare · d8 svart drottning · f8 svart torn · g8 svart kung · a7 svart bonde · b7 svart bonde · c7 svart bonde · e7 svart bonde · f7 svart bonde · g7 svart löpare · h7 svart bonde · d6 svart bonde · f6 svart springare · g6 svart bonde · c4 vit bonde · d4 vit bonde · e4 vit bonde · c3 vit springare · e3 vit löpare · f3 vit bonde · a2 vit bonde · b2 vit bonde · g2 vit bonde · h2 vit bonde · a1 vit torn · d1 vit drottning · e1 vit kung · f1 vit löpare · g1 vit springare · h1 vit torn | a8 svart torn · b8 svart springare · c8 svart löpare · d8 svart drottning · f8 svart torn · g8 svart kung · a7 svart bonde · b7 svart bonde · c7 svart bonde · e7 svart bonde · f7 svart bonde · g7 svart löpare · h7 svart bonde · d6 svart bonde · f6 svart springare · g6 svart bonde · c4 vit bonde · d4 vit bonde · e4 vit bonde · c3 vit springare · e3 vit löpare · f3 vit bonde · a2 vit bonde · b2 vit bonde · g2 vit bonde · h2 vit bonde · a1 vit torn · d1 vit drottning · e1 vit kung · f1 vit löpare · g1 vit springare · h1 vit torn | 6 |
| 5 | a8 svart torn · b8 svart springare · c8 svart löpare · d8 svart drottning · f8 svart torn · g8 svart kung · a7 svart bonde · b7 svart bonde · c7 svart bonde · e7 svart bonde · f7 svart bonde · g7 svart löpare · h7 svart bonde · d6 svart bonde · f6 svart springare · g6 svart bonde · c4 vit bonde · d4 vit bonde · e4 vit bonde · c3 vit springare · e3 vit löpare · f3 vit bonde · a2 vit bonde · b2 vit bonde · g2 vit bonde · h2 vit bonde · a1 vit torn · d1 vit drottning · e1 vit kung · f1 vit löpare · g1 vit springare · h1 vit torn | a8 svart torn · b8 svart springare · c8 svart löpare · d8 svart drottning · f8 svart torn · g8 svart kung · a7 svart bonde · b7 svart bonde · c7 svart bonde · e7 svart bonde · f7 svart bonde · g7 svart löpare · h7 svart bonde · d6 svart bonde · f6 svart springare · g6 svart bonde · c4 vit bonde · d4 vit bonde · e4 vit bonde · c3 vit springare · e3 vit löpare · f3 vit bonde · a2 vit bonde · b2 vit bonde · g2 vit bonde · h2 vit bonde · a1 vit torn · d1 vit drottning · e1 vit kung · f1 vit löpare · g1 vit springare · h1 vit torn | a8 svart torn · b8 svart springare · c8 svart löpare · d8 svart drottning · f8 svart torn · g8 svart kung · a7 svart bonde · b7 svart bonde · c7 svart bonde · e7 svart bonde · f7 svart bonde · g7 svart löpare · h7 svart bonde · d6 svart bonde · f6 svart springare · g6 svart bonde · c4 vit bonde · d4 vit bonde · e4 vit bonde · c3 vit springare · e3 vit löpare · f3 vit bonde · a2 vit bonde · b2 vit bonde · g2 vit bonde · h2 vit bonde · a1 vit torn · d1 vit drottning · e1 vit kung · f1 vit löpare · g1 vit springare · h1 vit torn | a8 svart torn · b8 svart springare · c8 svart löpare · d8 svart drottning · f8 svart torn · g8 svart kung · a7 svart bonde · b7 svart bonde · c7 svart bonde · e7 svart bonde · f7 svart bonde · g7 svart löpare · h7 svart bonde · d6 svart bonde · f6 svart springare · g6 svart bonde · c4 vit bonde · d4 vit bonde · e4 vit bonde · c3 vit springare · e3 vit löpare · f3 vit bonde · a2 vit bonde · b2 vit bonde · g2 vit bonde · h2 vit bonde · a1 vit torn · d1 vit drottning · e1 vit kung · f1 vit löpare · g1 vit springare · h1 vit torn | a8 svart torn · b8 svart springare · c8 svart löpare · d8 svart drottning · f8 svart torn · g8 svart kung · a7 svart bonde · b7 svart bonde · c7 svart bonde · e7 svart bonde · f7 svart bonde · g7 svart löpare · h7 svart bonde · d6 svart bonde · f6 svart springare · g6 svart bonde · c4 vit bonde · d4 vit bonde · e4 vit bonde · c3 vit springare · e3 vit löpare · f3 vit bonde · a2 vit bonde · b2 vit bonde · g2 vit bonde · h2 vit bonde · a1 vit torn · d1 vit drottning · e1 vit kung · f1 vit löpare · g1 vit springare · h1 vit torn | a8 svart torn · b8 svart springare · c8 svart löpare · d8 svart drottning · f8 svart torn · g8 svart kung · a7 svart bonde · b7 svart bonde · c7 svart bonde · e7 svart bonde · f7 svart bonde · g7 svart löpare · h7 svart bonde · d6 svart bonde · f6 svart springare · g6 svart bonde · c4 vit bonde · d4 vit bonde · e4 vit bonde · c3 vit springare · e3 vit löpare · f3 vit bonde · a2 vit bonde · b2 vit bonde · g2 vit bonde · h2 vit bonde · a1 vit torn · d1 vit drottning · e1 vit kung · f1 vit löpare · g1 vit springare · h1 vit torn | a8 svart torn · b8 svart springare · c8 svart löpare · d8 svart drottning · f8 svart torn · g8 svart kung · a7 svart bonde · b7 svart bonde · c7 svart bonde · e7 svart bonde · f7 svart bonde · g7 svart löpare · h7 svart bonde · d6 svart bonde · f6 svart springare · g6 svart bonde · c4 vit bonde · d4 vit bonde · e4 vit bonde · c3 vit springare · e3 vit löpare · f3 vit bonde · a2 vit bonde · b2 vit bonde · g2 vit bonde · h2 vit bonde · a1 vit torn · d1 vit drottning · e1 vit kung · f1 vit löpare · g1 vit springare · h1 vit torn | a8 svart torn · b8 svart springare · c8 svart löpare · d8 svart drottning · f8 svart torn · g8 svart kung · a7 svart bonde · b7 svart bonde · c7 svart bonde · e7 svart bonde · f7 svart bonde · g7 svart löpare · h7 svart bonde · d6 svart bonde · f6 svart springare · g6 svart bonde · c4 vit bonde · d4 vit bonde · e4 vit bonde · c3 vit springare · e3 vit löpare · f3 vit bonde · a2 vit bonde · b2 vit bonde · g2 vit bonde · h2 vit bonde · a1 vit torn · d1 vit drottning · e1 vit kung · f1 vit löpare · g1 vit springare · h1 vit torn | 5 |
| 4 | a8 svart torn · b8 svart springare · c8 svart löpare · d8 svart drottning · f8 svart torn · g8 svart kung · a7 svart bonde · b7 svart bonde · c7 svart bonde · e7 svart bonde · f7 svart bonde · g7 svart löpare · h7 svart bonde · d6 svart bonde · f6 svart springare · g6 svart bonde · c4 vit bonde · d4 vit bonde · e4 vit bonde · c3 vit springare · e3 vit löpare · f3 vit bonde · a2 vit bonde · b2 vit bonde · g2 vit bonde · h2 vit bonde · a1 vit torn · d1 vit drottning · e1 vit kung · f1 vit löpare · g1 vit springare · h1 vit torn | a8 svart torn · b8 svart springare · c8 svart löpare · d8 svart drottning · f8 svart torn · g8 svart kung · a7 svart bonde · b7 svart bonde · c7 svart bonde · e7 svart bonde · f7 svart bonde · g7 svart löpare · h7 svart bonde · d6 svart bonde · f6 svart springare · g6 svart bonde · c4 vit bonde · d4 vit bonde · e4 vit bonde · c3 vit springare · e3 vit löpare · f3 vit bonde · a2 vit bonde · b2 vit bonde · g2 vit bonde · h2 vit bonde · a1 vit torn · d1 vit drottning · e1 vit kung · f1 vit löpare · g1 vit springare · h1 vit torn | a8 svart torn · b8 svart springare · c8 svart löpare · d8 svart drottning · f8 svart torn · g8 svart kung · a7 svart bonde · b7 svart bonde · c7 svart bonde · e7 svart bonde · f7 svart bonde · g7 svart löpare · h7 svart bonde · d6 svart bonde · f6 svart springare · g6 svart bonde · c4 vit bonde · d4 vit bonde · e4 vit bonde · c3 vit springare · e3 vit löpare · f3 vit bonde · a2 vit bonde · b2 vit bonde · g2 vit bonde · h2 vit bonde · a1 vit torn · d1 vit drottning · e1 vit kung · f1 vit löpare · g1 vit springare · h1 vit torn | a8 svart torn · b8 svart springare · c8 svart löpare · d8 svart drottning · f8 svart torn · g8 svart kung · a7 svart bonde · b7 svart bonde · c7 svart bonde · e7 svart bonde · f7 svart bonde · g7 svart löpare · h7 svart bonde · d6 svart bonde · f6 svart springare · g6 svart bonde · c4 vit bonde · d4 vit bonde · e4 vit bonde · c3 vit springare · e3 vit löpare · f3 vit bonde · a2 vit bonde · b2 vit bonde · g2 vit bonde · h2 vit bonde · a1 vit torn · d1 vit drottning · e1 vit kung · f1 vit löpare · g1 vit springare · h1 vit torn | a8 svart torn · b8 svart springare · c8 svart löpare · d8 svart drottning · f8 svart torn · g8 svart kung · a7 svart bonde · b7 svart bonde · c7 svart bonde · e7 svart bonde · f7 svart bonde · g7 svart löpare · h7 svart bonde · d6 svart bonde · f6 svart springare · g6 svart bonde · c4 vit bonde · d4 vit bonde · e4 vit bonde · c3 vit springare · e3 vit löpare · f3 vit bonde · a2 vit bonde · b2 vit bonde · g2 vit bonde · h2 vit bonde · a1 vit torn · d1 vit drottning · e1 vit kung · f1 vit löpare · g1 vit springare · h1 vit torn | a8 svart torn · b8 svart springare · c8 svart löpare · d8 svart drottning · f8 svart torn · g8 svart kung · a7 svart bonde · b7 svart bonde · c7 svart bonde · e7 svart bonde · f7 svart bonde · g7 svart löpare · h7 svart bonde · d6 svart bonde · f6 svart springare · g6 svart bonde · c4 vit bonde · d4 vit bonde · e4 vit bonde · c3 vit springare · e3 vit löpare · f3 vit bonde · a2 vit bonde · b2 vit bonde · g2 vit bonde · h2 vit bonde · a1 vit torn · d1 vit drottning · e1 vit kung · f1 vit löpare · g1 vit springare · h1 vit torn | a8 svart torn · b8 svart springare · c8 svart löpare · d8 svart drottning · f8 svart torn · g8 svart kung · a7 svart bonde · b7 svart bonde · c7 svart bonde · e7 svart bonde · f7 svart bonde · g7 svart löpare · h7 svart bonde · d6 svart bonde · f6 svart springare · g6 svart bonde · c4 vit bonde · d4 vit bonde · e4 vit bonde · c3 vit springare · e3 vit löpare · f3 vit bonde · a2 vit bonde · b2 vit bonde · g2 vit bonde · h2 vit bonde · a1 vit torn · d1 vit drottning · e1 vit kung · f1 vit löpare · g1 vit springare · h1 vit torn | a8 svart torn · b8 svart springare · c8 svart löpare · d8 svart drottning · f8 svart torn · g8 svart kung · a7 svart bonde · b7 svart bonde · c7 svart bonde · e7 svart bonde · f7 svart bonde · g7 svart löpare · h7 svart bonde · d6 svart bonde · f6 svart springare · g6 svart bonde · c4 vit bonde · d4 vit bonde · e4 vit bonde · c3 vit springare · e3 vit löpare · f3 vit bonde · a2 vit bonde · b2 vit bonde · g2 vit bonde · h2 vit bonde · a1 vit torn · d1 vit drottning · e1 vit kung · f1 vit löpare · g1 vit springare · h1 vit torn | 4 |
| 3 | a8 svart torn · b8 svart springare · c8 svart löpare · d8 svart drottning · f8 svart torn · g8 svart kung · a7 svart bonde · b7 svart bonde · c7 svart bonde · e7 svart bonde · f7 svart bonde · g7 svart löpare · h7 svart bonde · d6 svart bonde · f6 svart springare · g6 svart bonde · c4 vit bonde · d4 vit bonde · e4 vit bonde · c3 vit springare · e3 vit löpare · f3 vit bonde · a2 vit bonde · b2 vit bonde · g2 vit bonde · h2 vit bonde · a1 vit torn · d1 vit drottning · e1 vit kung · f1 vit löpare · g1 vit springare · h1 vit torn | a8 svart torn · b8 svart springare · c8 svart löpare · d8 svart drottning · f8 svart torn · g8 svart kung · a7 svart bonde · b7 svart bonde · c7 svart bonde · e7 svart bonde · f7 svart bonde · g7 svart löpare · h7 svart bonde · d6 svart bonde · f6 svart springare · g6 svart bonde · c4 vit bonde · d4 vit bonde · e4 vit bonde · c3 vit springare · e3 vit löpare · f3 vit bonde · a2 vit bonde · b2 vit bonde · g2 vit bonde · h2 vit bonde · a1 vit torn · d1 vit drottning · e1 vit kung · f1 vit löpare · g1 vit springare · h1 vit torn | a8 svart torn · b8 svart springare · c8 svart löpare · d8 svart drottning · f8 svart torn · g8 svart kung · a7 svart bonde · b7 svart bonde · c7 svart bonde · e7 svart bonde · f7 svart bonde · g7 svart löpare · h7 svart bonde · d6 svart bonde · f6 svart springare · g6 svart bonde · c4 vit bonde · d4 vit bonde · e4 vit bonde · c3 vit springare · e3 vit löpare · f3 vit bonde · a2 vit bonde · b2 vit bonde · g2 vit bonde · h2 vit bonde · a1 vit torn · d1 vit drottning · e1 vit kung · f1 vit löpare · g1 vit springare · h1 vit torn | a8 svart torn · b8 svart springare · c8 svart löpare · d8 svart drottning · f8 svart torn · g8 svart kung · a7 svart bonde · b7 svart bonde · c7 svart bonde · e7 svart bonde · f7 svart bonde · g7 svart löpare · h7 svart bonde · d6 svart bonde · f6 svart springare · g6 svart bonde · c4 vit bonde · d4 vit bonde · e4 vit bonde · c3 vit springare · e3 vit löpare · f3 vit bonde · a2 vit bonde · b2 vit bonde · g2 vit bonde · h2 vit bonde · a1 vit torn · d1 vit drottning · e1 vit kung · f1 vit löpare · g1 vit springare · h1 vit torn | a8 svart torn · b8 svart springare · c8 svart löpare · d8 svart drottning · f8 svart torn · g8 svart kung · a7 svart bonde · b7 svart bonde · c7 svart bonde · e7 svart bonde · f7 svart bonde · g7 svart löpare · h7 svart bonde · d6 svart bonde · f6 svart springare · g6 svart bonde · c4 vit bonde · d4 vit bonde · e4 vit bonde · c3 vit springare · e3 vit löpare · f3 vit bonde · a2 vit bonde · b2 vit bonde · g2 vit bonde · h2 vit bonde · a1 vit torn · d1 vit drottning · e1 vit kung · f1 vit löpare · g1 vit springare · h1 vit torn | a8 svart torn · b8 svart springare · c8 svart löpare · d8 svart drottning · f8 svart torn · g8 svart kung · a7 svart bonde · b7 svart bonde · c7 svart bonde · e7 svart bonde · f7 svart bonde · g7 svart löpare · h7 svart bonde · d6 svart bonde · f6 svart springare · g6 svart bonde · c4 vit bonde · d4 vit bonde · e4 vit bonde · c3 vit springare · e3 vit löpare · f3 vit bonde · a2 vit bonde · b2 vit bonde · g2 vit bonde · h2 vit bonde · a1 vit torn · d1 vit drottning · e1 vit kung · f1 vit löpare · g1 vit springare · h1 vit torn | a8 svart torn · b8 svart springare · c8 svart löpare · d8 svart drottning · f8 svart torn · g8 svart kung · a7 svart bonde · b7 svart bonde · c7 svart bonde · e7 svart bonde · f7 svart bonde · g7 svart löpare · h7 svart bonde · d6 svart bonde · f6 svart springare · g6 svart bonde · c4 vit bonde · d4 vit bonde · e4 vit bonde · c3 vit springare · e3 vit löpare · f3 vit bonde · a2 vit bonde · b2 vit bonde · g2 vit bonde · h2 vit bonde · a1 vit torn · d1 vit drottning · e1 vit kung · f1 vit löpare · g1 vit springare · h1 vit torn | a8 svart torn · b8 svart springare · c8 svart löpare · d8 svart drottning · f8 svart torn · g8 svart kung · a7 svart bonde · b7 svart bonde · c7 svart bonde · e7 svart bonde · f7 svart bonde · g7 svart löpare · h7 svart bonde · d6 svart bonde · f6 svart springare · g6 svart bonde · c4 vit bonde · d4 vit bonde · e4 vit bonde · c3 vit springare · e3 vit löpare · f3 vit bonde · a2 vit bonde · b2 vit bonde · g2 vit bonde · h2 vit bonde · a1 vit torn · d1 vit drottning · e1 vit kung · f1 vit löpare · g1 vit springare · h1 vit torn | 3 |
| 2 | a8 svart torn · b8 svart springare · c8 svart löpare · d8 svart drottning · f8 svart torn · g8 svart kung · a7 svart bonde · b7 svart bonde · c7 svart bonde · e7 svart bonde · f7 svart bonde · g7 svart löpare · h7 svart bonde · d6 svart bonde · f6 svart springare · g6 svart bonde · c4 vit bonde · d4 vit bonde · e4 vit bonde · c3 vit springare · e3 vit löpare · f3 vit bonde · a2 vit bonde · b2 vit bonde · g2 vit bonde · h2 vit bonde · a1 vit torn · d1 vit drottning · e1 vit kung · f1 vit löpare · g1 vit springare · h1 vit torn | a8 svart torn · b8 svart springare · c8 svart löpare · d8 svart drottning · f8 svart torn · g8 svart kung · a7 svart bonde · b7 svart bonde · c7 svart bonde · e7 svart bonde · f7 svart bonde · g7 svart löpare · h7 svart bonde · d6 svart bonde · f6 svart springare · g6 svart bonde · c4 vit bonde · d4 vit bonde · e4 vit bonde · c3 vit springare · e3 vit löpare · f3 vit bonde · a2 vit bonde · b2 vit bonde · g2 vit bonde · h2 vit bonde · a1 vit torn · d1 vit drottning · e1 vit kung · f1 vit löpare · g1 vit springare · h1 vit torn | a8 svart torn · b8 svart springare · c8 svart löpare · d8 svart drottning · f8 svart torn · g8 svart kung · a7 svart bonde · b7 svart bonde · c7 svart bonde · e7 svart bonde · f7 svart bonde · g7 svart löpare · h7 svart bonde · d6 svart bonde · f6 svart springare · g6 svart bonde · c4 vit bonde · d4 vit bonde · e4 vit bonde · c3 vit springare · e3 vit löpare · f3 vit bonde · a2 vit bonde · b2 vit bonde · g2 vit bonde · h2 vit bonde · a1 vit torn · d1 vit drottning · e1 vit kung · f1 vit löpare · g1 vit springare · h1 vit torn | a8 svart torn · b8 svart springare · c8 svart löpare · d8 svart drottning · f8 svart torn · g8 svart kung · a7 svart bonde · b7 svart bonde · c7 svart bonde · e7 svart bonde · f7 svart bonde · g7 svart löpare · h7 svart bonde · d6 svart bonde · f6 svart springare · g6 svart bonde · c4 vit bonde · d4 vit bonde · e4 vit bonde · c3 vit springare · e3 vit löpare · f3 vit bonde · a2 vit bonde · b2 vit bonde · g2 vit bonde · h2 vit bonde · a1 vit torn · d1 vit drottning · e1 vit kung · f1 vit löpare · g1 vit springare · h1 vit torn | a8 svart torn · b8 svart springare · c8 svart löpare · d8 svart drottning · f8 svart torn · g8 svart kung · a7 svart bonde · b7 svart bonde · c7 svart bonde · e7 svart bonde · f7 svart bonde · g7 svart löpare · h7 svart bonde · d6 svart bonde · f6 svart springare · g6 svart bonde · c4 vit bonde · d4 vit bonde · e4 vit bonde · c3 vit springare · e3 vit löpare · f3 vit bonde · a2 vit bonde · b2 vit bonde · g2 vit bonde · h2 vit bonde · a1 vit torn · d1 vit drottning · e1 vit kung · f1 vit löpare · g1 vit springare · h1 vit torn | a8 svart torn · b8 svart springare · c8 svart löpare · d8 svart drottning · f8 svart torn · g8 svart kung · a7 svart bonde · b7 svart bonde · c7 svart bonde · e7 svart bonde · f7 svart bonde · g7 svart löpare · h7 svart bonde · d6 svart bonde · f6 svart springare · g6 svart bonde · c4 vit bonde · d4 vit bonde · e4 vit bonde · c3 vit springare · e3 vit löpare · f3 vit bonde · a2 vit bonde · b2 vit bonde · g2 vit bonde · h2 vit bonde · a1 vit torn · d1 vit drottning · e1 vit kung · f1 vit löpare · g1 vit springare · h1 vit torn | a8 svart torn · b8 svart springare · c8 svart löpare · d8 svart drottning · f8 svart torn · g8 svart kung · a7 svart bonde · b7 svart bonde · c7 svart bonde · e7 svart bonde · f7 svart bonde · g7 svart löpare · h7 svart bonde · d6 svart bonde · f6 svart springare · g6 svart bonde · c4 vit bonde · d4 vit bonde · e4 vit bonde · c3 vit springare · e3 vit löpare · f3 vit bonde · a2 vit bonde · b2 vit bonde · g2 vit bonde · h2 vit bonde · a1 vit torn · d1 vit drottning · e1 vit kung · f1 vit löpare · g1 vit springare · h1 vit torn | a8 svart torn · b8 svart springare · c8 svart löpare · d8 svart drottning · f8 svart torn · g8 svart kung · a7 svart bonde · b7 svart bonde · c7 svart bonde · e7 svart bonde · f7 svart bonde · g7 svart löpare · h7 svart bonde · d6 svart bonde · f6 svart springare · g6 svart bonde · c4 vit bonde · d4 vit bonde · e4 vit bonde · c3 vit springare · e3 vit löpare · f3 vit bonde · a2 vit bonde · b2 vit bonde · g2 vit bonde · h2 vit bonde · a1 vit torn · d1 vit drottning · e1 vit kung · f1 vit löpare · g1 vit springare · h1 vit torn | 2 |
| 1 | a8 svart torn · b8 svart springare · c8 svart löpare · d8 svart drottning · f8 svart torn · g8 svart kung · a7 svart bonde · b7 svart bonde · c7 svart bonde · e7 svart bonde · f7 svart bonde · g7 svart löpare · h7 svart bonde · d6 svart bonde · f6 svart springare · g6 svart bonde · c4 vit bonde · d4 vit bonde · e4 vit bonde · c3 vit springare · e3 vit löpare · f3 vit bonde · a2 vit bonde · b2 vit bonde · g2 vit bonde · h2 vit bonde · a1 vit torn · d1 vit drottning · e1 vit kung · f1 vit löpare · g1 vit springare · h1 vit torn | a8 svart torn · b8 svart springare · c8 svart löpare · d8 svart drottning · f8 svart torn · g8 svart kung · a7 svart bonde · b7 svart bonde · c7 svart bonde · e7 svart bonde · f7 svart bonde · g7 svart löpare · h7 svart bonde · d6 svart bonde · f6 svart springare · g6 svart bonde · c4 vit bonde · d4 vit bonde · e4 vit bonde · c3 vit springare · e3 vit löpare · f3 vit bonde · a2 vit bonde · b2 vit bonde · g2 vit bonde · h2 vit bonde · a1 vit torn · d1 vit drottning · e1 vit kung · f1 vit löpare · g1 vit springare · h1 vit torn | a8 svart torn · b8 svart springare · c8 svart löpare · d8 svart drottning · f8 svart torn · g8 svart kung · a7 svart bonde · b7 svart bonde · c7 svart bonde · e7 svart bonde · f7 svart bonde · g7 svart löpare · h7 svart bonde · d6 svart bonde · f6 svart springare · g6 svart bonde · c4 vit bonde · d4 vit bonde · e4 vit bonde · c3 vit springare · e3 vit löpare · f3 vit bonde · a2 vit bonde · b2 vit bonde · g2 vit bonde · h2 vit bonde · a1 vit torn · d1 vit drottning · e1 vit kung · f1 vit löpare · g1 vit springare · h1 vit torn | a8 svart torn · b8 svart springare · c8 svart löpare · d8 svart drottning · f8 svart torn · g8 svart kung · a7 svart bonde · b7 svart bonde · c7 svart bonde · e7 svart bonde · f7 svart bonde · g7 svart löpare · h7 svart bonde · d6 svart bonde · f6 svart springare · g6 svart bonde · c4 vit bonde · d4 vit bonde · e4 vit bonde · c3 vit springare · e3 vit löpare · f3 vit bonde · a2 vit bonde · b2 vit bonde · g2 vit bonde · h2 vit bonde · a1 vit torn · d1 vit drottning · e1 vit kung · f1 vit löpare · g1 vit springare · h1 vit torn | a8 svart torn · b8 svart springare · c8 svart löpare · d8 svart drottning · f8 svart torn · g8 svart kung · a7 svart bonde · b7 svart bonde · c7 svart bonde · e7 svart bonde · f7 svart bonde · g7 svart löpare · h7 svart bonde · d6 svart bonde · f6 svart springare · g6 svart bonde · c4 vit bonde · d4 vit bonde · e4 vit bonde · c3 vit springare · e3 vit löpare · f3 vit bonde · a2 vit bonde · b2 vit bonde · g2 vit bonde · h2 vit bonde · a1 vit torn · d1 vit drottning · e1 vit kung · f1 vit löpare · g1 vit springare · h1 vit torn | a8 svart torn · b8 svart springare · c8 svart löpare · d8 svart drottning · f8 svart torn · g8 svart kung · a7 svart bonde · b7 svart bonde · c7 svart bonde · e7 svart bonde · f7 svart bonde · g7 svart löpare · h7 svart bonde · d6 svart bonde · f6 svart springare · g6 svart bonde · c4 vit bonde · d4 vit bonde · e4 vit bonde · c3 vit springare · e3 vit löpare · f3 vit bonde · a2 vit bonde · b2 vit bonde · g2 vit bonde · h2 vit bonde · a1 vit torn · d1 vit drottning · e1 vit kung · f1 vit löpare · g1 vit springare · h1 vit torn | a8 svart torn · b8 svart springare · c8 svart löpare · d8 svart drottning · f8 svart torn · g8 svart kung · a7 svart bonde · b7 svart bonde · c7 svart bonde · e7 svart bonde · f7 svart bonde · g7 svart löpare · h7 svart bonde · d6 svart bonde · f6 svart springare · g6 svart bonde · c4 vit bonde · d4 vit bonde · e4 vit bonde · c3 vit springare · e3 vit löpare · f3 vit bonde · a2 vit bonde · b2 vit bonde · g2 vit bonde · h2 vit bonde · a1 vit torn · d1 vit drottning · e1 vit kung · f1 vit löpare · g1 vit springare · h1 vit torn | a8 svart torn · b8 svart springare · c8 svart löpare · d8 svart drottning · f8 svart torn · g8 svart kung · a7 svart bonde · b7 svart bonde · c7 svart bonde · e7 svart bonde · f7 svart bonde · g7 svart löpare · h7 svart bonde · d6 svart bonde · f6 svart springare · g6 svart bonde · c4 vit bonde · d4 vit bonde · e4 vit bonde · c3 vit springare · e3 vit löpare · f3 vit bonde · a2 vit bonde · b2 vit bonde · g2 vit bonde · h2 vit bonde · a1 vit torn · d1 vit drottning · e1 vit kung · f1 vit löpare · g1 vit springare · h1 vit torn | 1 |
|   | a | b | c | d | e | f | g | h |   |

Sämischvarianten uppkommer efter 3.Sc3 Lg7 4.e4 d6 5.f3. Den är uppkallad efter Friedrich Sämisch som analyserade öppningen på 1920-talet.
Tanken bakom 5.f3 är att gardera g4 så att vit kan spela Le3 och Dd2 och angripa på kungsflygeln med Lh6, g4 och h4. Det kan leda till mycket skarpt spel där vit rockerar långt och svart gör ett motangrepp på damflygeln med ...c6, ...a6 och ...b5. 
Nackdelen med 5.f3 är att bonden står i vägen för springaren så vit får svårt att utveckla pjäserna på kungslygeln.
Spelet fortsätter oftast 5...0–0 6.Le3 (6.Lg5 c5 7.d5 e6 leder till modern Benoni) och nu har svart flera möjligheter:
- 6...e5 är den klassiska varianten där vit kan välja mellan att sluta centrum med 7.d5 eller behålla spänningen med 7.Sge2.

- 6...Sc6 7.Sge2 a6 8.Dd2 Tb8 kallas Pannovarianten (i Sämischvarianten) där svart är beredd att spela ...b5 (om vit rockerar långt) eller ...e5.

- 6...c5 är ett bondeoffer (Sämischgambit) där svart har kompensation för bonden om vit antar offret. Vit avböjer därför oftast med 7.Sge2 Sc6 8.d5 Se5 9.Sg3.

- Även 6...Sbd7, 6...b6 och 6...a6 förekommer.

### Averbachvarianten
|   | a | b | c | d | e | f | g | h |   |
| 8 | a8 svart torn · b8 svart springare · c8 svart löpare · d8 svart drottning · f8 svart torn · g8 svart kung · a7 svart bonde · b7 svart bonde · c7 svart bonde · e7 svart bonde · f7 svart bonde · g7 svart löpare · h7 svart bonde · d6 svart bonde · f6 svart springare · g6 svart bonde · g5 vit löpare · c4 vit bonde · d4 vit bonde · e4 vit bonde · c3 vit springare · a2 vit bonde · b2 vit bonde · e2 vit löpare · f2 vit bonde · g2 vit bonde · h2 vit bonde · a1 vit torn · d1 vit drottning · e1 vit kung · g1 vit springare · h1 vit torn | a8 svart torn · b8 svart springare · c8 svart löpare · d8 svart drottning · f8 svart torn · g8 svart kung · a7 svart bonde · b7 svart bonde · c7 svart bonde · e7 svart bonde · f7 svart bonde · g7 svart löpare · h7 svart bonde · d6 svart bonde · f6 svart springare · g6 svart bonde · g5 vit löpare · c4 vit bonde · d4 vit bonde · e4 vit bonde · c3 vit springare · a2 vit bonde · b2 vit bonde · e2 vit löpare · f2 vit bonde · g2 vit bonde · h2 vit bonde · a1 vit torn · d1 vit drottning · e1 vit kung · g1 vit springare · h1 vit torn | a8 svart torn · b8 svart springare · c8 svart löpare · d8 svart drottning · f8 svart torn · g8 svart kung · a7 svart bonde · b7 svart bonde · c7 svart bonde · e7 svart bonde · f7 svart bonde · g7 svart löpare · h7 svart bonde · d6 svart bonde · f6 svart springare · g6 svart bonde · g5 vit löpare · c4 vit bonde · d4 vit bonde · e4 vit bonde · c3 vit springare · a2 vit bonde · b2 vit bonde · e2 vit löpare · f2 vit bonde · g2 vit bonde · h2 vit bonde · a1 vit torn · d1 vit drottning · e1 vit kung · g1 vit springare · h1 vit torn | a8 svart torn · b8 svart springare · c8 svart löpare · d8 svart drottning · f8 svart torn · g8 svart kung · a7 svart bonde · b7 svart bonde · c7 svart bonde · e7 svart bonde · f7 svart bonde · g7 svart löpare · h7 svart bonde · d6 svart bonde · f6 svart springare · g6 svart bonde · g5 vit löpare · c4 vit bonde · d4 vit bonde · e4 vit bonde · c3 vit springare · a2 vit bonde · b2 vit bonde · e2 vit löpare · f2 vit bonde · g2 vit bonde · h2 vit bonde · a1 vit torn · d1 vit drottning · e1 vit kung · g1 vit springare · h1 vit torn | a8 svart torn · b8 svart springare · c8 svart löpare · d8 svart drottning · f8 svart torn · g8 svart kung · a7 svart bonde · b7 svart bonde · c7 svart bonde · e7 svart bonde · f7 svart bonde · g7 svart löpare · h7 svart bonde · d6 svart bonde · f6 svart springare · g6 svart bonde · g5 vit löpare · c4 vit bonde · d4 vit bonde · e4 vit bonde · c3 vit springare · a2 vit bonde · b2 vit bonde · e2 vit löpare · f2 vit bonde · g2 vit bonde · h2 vit bonde · a1 vit torn · d1 vit drottning · e1 vit kung · g1 vit springare · h1 vit torn | a8 svart torn · b8 svart springare · c8 svart löpare · d8 svart drottning · f8 svart torn · g8 svart kung · a7 svart bonde · b7 svart bonde · c7 svart bonde · e7 svart bonde · f7 svart bonde · g7 svart löpare · h7 svart bonde · d6 svart bonde · f6 svart springare · g6 svart bonde · g5 vit löpare · c4 vit bonde · d4 vit bonde · e4 vit bonde · c3 vit springare · a2 vit bonde · b2 vit bonde · e2 vit löpare · f2 vit bonde · g2 vit bonde · h2 vit bonde · a1 vit torn · d1 vit drottning · e1 vit kung · g1 vit springare · h1 vit torn | a8 svart torn · b8 svart springare · c8 svart löpare · d8 svart drottning · f8 svart torn · g8 svart kung · a7 svart bonde · b7 svart bonde · c7 svart bonde · e7 svart bonde · f7 svart bonde · g7 svart löpare · h7 svart bonde · d6 svart bonde · f6 svart springare · g6 svart bonde · g5 vit löpare · c4 vit bonde · d4 vit bonde · e4 vit bonde · c3 vit springare · a2 vit bonde · b2 vit bonde · e2 vit löpare · f2 vit bonde · g2 vit bonde · h2 vit bonde · a1 vit torn · d1 vit drottning · e1 vit kung · g1 vit springare · h1 vit torn | a8 svart torn · b8 svart springare · c8 svart löpare · d8 svart drottning · f8 svart torn · g8 svart kung · a7 svart bonde · b7 svart bonde · c7 svart bonde · e7 svart bonde · f7 svart bonde · g7 svart löpare · h7 svart bonde · d6 svart bonde · f6 svart springare · g6 svart bonde · g5 vit löpare · c4 vit bonde · d4 vit bonde · e4 vit bonde · c3 vit springare · a2 vit bonde · b2 vit bonde · e2 vit löpare · f2 vit bonde · g2 vit bonde · h2 vit bonde · a1 vit torn · d1 vit drottning · e1 vit kung · g1 vit springare · h1 vit torn | 8 |
| 7 | a8 svart torn · b8 svart springare · c8 svart löpare · d8 svart drottning · f8 svart torn · g8 svart kung · a7 svart bonde · b7 svart bonde · c7 svart bonde · e7 svart bonde · f7 svart bonde · g7 svart löpare · h7 svart bonde · d6 svart bonde · f6 svart springare · g6 svart bonde · g5 vit löpare · c4 vit bonde · d4 vit bonde · e4 vit bonde · c3 vit springare · a2 vit bonde · b2 vit bonde · e2 vit löpare · f2 vit bonde · g2 vit bonde · h2 vit bonde · a1 vit torn · d1 vit drottning · e1 vit kung · g1 vit springare · h1 vit torn | a8 svart torn · b8 svart springare · c8 svart löpare · d8 svart drottning · f8 svart torn · g8 svart kung · a7 svart bonde · b7 svart bonde · c7 svart bonde · e7 svart bonde · f7 svart bonde · g7 svart löpare · h7 svart bonde · d6 svart bonde · f6 svart springare · g6 svart bonde · g5 vit löpare · c4 vit bonde · d4 vit bonde · e4 vit bonde · c3 vit springare · a2 vit bonde · b2 vit bonde · e2 vit löpare · f2 vit bonde · g2 vit bonde · h2 vit bonde · a1 vit torn · d1 vit drottning · e1 vit kung · g1 vit springare · h1 vit torn | a8 svart torn · b8 svart springare · c8 svart löpare · d8 svart drottning · f8 svart torn · g8 svart kung · a7 svart bonde · b7 svart bonde · c7 svart bonde · e7 svart bonde · f7 svart bonde · g7 svart löpare · h7 svart bonde · d6 svart bonde · f6 svart springare · g6 svart bonde · g5 vit löpare · c4 vit bonde · d4 vit bonde · e4 vit bonde · c3 vit springare · a2 vit bonde · b2 vit bonde · e2 vit löpare · f2 vit bonde · g2 vit bonde · h2 vit bonde · a1 vit torn · d1 vit drottning · e1 vit kung · g1 vit springare · h1 vit torn | a8 svart torn · b8 svart springare · c8 svart löpare · d8 svart drottning · f8 svart torn · g8 svart kung · a7 svart bonde · b7 svart bonde · c7 svart bonde · e7 svart bonde · f7 svart bonde · g7 svart löpare · h7 svart bonde · d6 svart bonde · f6 svart springare · g6 svart bonde · g5 vit löpare · c4 vit bonde · d4 vit bonde · e4 vit bonde · c3 vit springare · a2 vit bonde · b2 vit bonde · e2 vit löpare · f2 vit bonde · g2 vit bonde · h2 vit bonde · a1 vit torn · d1 vit drottning · e1 vit kung · g1 vit springare · h1 vit torn | a8 svart torn · b8 svart springare · c8 svart löpare · d8 svart drottning · f8 svart torn · g8 svart kung · a7 svart bonde · b7 svart bonde · c7 svart bonde · e7 svart bonde · f7 svart bonde · g7 svart löpare · h7 svart bonde · d6 svart bonde · f6 svart springare · g6 svart bonde · g5 vit löpare · c4 vit bonde · d4 vit bonde · e4 vit bonde · c3 vit springare · a2 vit bonde · b2 vit bonde · e2 vit löpare · f2 vit bonde · g2 vit bonde · h2 vit bonde · a1 vit torn · d1 vit drottning · e1 vit kung · g1 vit springare · h1 vit torn | a8 svart torn · b8 svart springare · c8 svart löpare · d8 svart drottning · f8 svart torn · g8 svart kung · a7 svart bonde · b7 svart bonde · c7 svart bonde · e7 svart bonde · f7 svart bonde · g7 svart löpare · h7 svart bonde · d6 svart bonde · f6 svart springare · g6 svart bonde · g5 vit löpare · c4 vit bonde · d4 vit bonde · e4 vit bonde · c3 vit springare · a2 vit bonde · b2 vit bonde · e2 vit löpare · f2 vit bonde · g2 vit bonde · h2 vit bonde · a1 vit torn · d1 vit drottning · e1 vit kung · g1 vit springare · h1 vit torn | a8 svart torn · b8 svart springare · c8 svart löpare · d8 svart drottning · f8 svart torn · g8 svart kung · a7 svart bonde · b7 svart bonde · c7 svart bonde · e7 svart bonde · f7 svart bonde · g7 svart löpare · h7 svart bonde · d6 svart bonde · f6 svart springare · g6 svart bonde · g5 vit löpare · c4 vit bonde · d4 vit bonde · e4 vit bonde · c3 vit springare · a2 vit bonde · b2 vit bonde · e2 vit löpare · f2 vit bonde · g2 vit bonde · h2 vit bonde · a1 vit torn · d1 vit drottning · e1 vit kung · g1 vit springare · h1 vit torn | a8 svart torn · b8 svart springare · c8 svart löpare · d8 svart drottning · f8 svart torn · g8 svart kung · a7 svart bonde · b7 svart bonde · c7 svart bonde · e7 svart bonde · f7 svart bonde · g7 svart löpare · h7 svart bonde · d6 svart bonde · f6 svart springare · g6 svart bonde · g5 vit löpare · c4 vit bonde · d4 vit bonde · e4 vit bonde · c3 vit springare · a2 vit bonde · b2 vit bonde · e2 vit löpare · f2 vit bonde · g2 vit bonde · h2 vit bonde · a1 vit torn · d1 vit drottning · e1 vit kung · g1 vit springare · h1 vit torn | 7 |
| 6 | a8 svart torn · b8 svart springare · c8 svart löpare · d8 svart drottning · f8 svart torn · g8 svart kung · a7 svart bonde · b7 svart bonde · c7 svart bonde · e7 svart bonde · f7 svart bonde · g7 svart löpare · h7 svart bonde · d6 svart bonde · f6 svart springare · g6 svart bonde · g5 vit löpare · c4 vit bonde · d4 vit bonde · e4 vit bonde · c3 vit springare · a2 vit bonde · b2 vit bonde · e2 vit löpare · f2 vit bonde · g2 vit bonde · h2 vit bonde · a1 vit torn · d1 vit drottning · e1 vit kung · g1 vit springare · h1 vit torn | a8 svart torn · b8 svart springare · c8 svart löpare · d8 svart drottning · f8 svart torn · g8 svart kung · a7 svart bonde · b7 svart bonde · c7 svart bonde · e7 svart bonde · f7 svart bonde · g7 svart löpare · h7 svart bonde · d6 svart bonde · f6 svart springare · g6 svart bonde · g5 vit löpare · c4 vit bonde · d4 vit bonde · e4 vit bonde · c3 vit springare · a2 vit bonde · b2 vit bonde · e2 vit löpare · f2 vit bonde · g2 vit bonde · h2 vit bonde · a1 vit torn · d1 vit drottning · e1 vit kung · g1 vit springare · h1 vit torn | a8 svart torn · b8 svart springare · c8 svart löpare · d8 svart drottning · f8 svart torn · g8 svart kung · a7 svart bonde · b7 svart bonde · c7 svart bonde · e7 svart bonde · f7 svart bonde · g7 svart löpare · h7 svart bonde · d6 svart bonde · f6 svart springare · g6 svart bonde · g5 vit löpare · c4 vit bonde · d4 vit bonde · e4 vit bonde · c3 vit springare · a2 vit bonde · b2 vit bonde · e2 vit löpare · f2 vit bonde · g2 vit bonde · h2 vit bonde · a1 vit torn · d1 vit drottning · e1 vit kung · g1 vit springare · h1 vit torn | a8 svart torn · b8 svart springare · c8 svart löpare · d8 svart drottning · f8 svart torn · g8 svart kung · a7 svart bonde · b7 svart bonde · c7 svart bonde · e7 svart bonde · f7 svart bonde · g7 svart löpare · h7 svart bonde · d6 svart bonde · f6 svart springare · g6 svart bonde · g5 vit löpare · c4 vit bonde · d4 vit bonde · e4 vit bonde · c3 vit springare · a2 vit bonde · b2 vit bonde · e2 vit löpare · f2 vit bonde · g2 vit bonde · h2 vit bonde · a1 vit torn · d1 vit drottning · e1 vit kung · g1 vit springare · h1 vit torn | a8 svart torn · b8 svart springare · c8 svart löpare · d8 svart drottning · f8 svart torn · g8 svart kung · a7 svart bonde · b7 svart bonde · c7 svart bonde · e7 svart bonde · f7 svart bonde · g7 svart löpare · h7 svart bonde · d6 svart bonde · f6 svart springare · g6 svart bonde · g5 vit löpare · c4 vit bonde · d4 vit bonde · e4 vit bonde · c3 vit springare · a2 vit bonde · b2 vit bonde · e2 vit löpare · f2 vit bonde · g2 vit bonde · h2 vit bonde · a1 vit torn · d1 vit drottning · e1 vit kung · g1 vit springare · h1 vit torn | a8 svart torn · b8 svart springare · c8 svart löpare · d8 svart drottning · f8 svart torn · g8 svart kung · a7 svart bonde · b7 svart bonde · c7 svart bonde · e7 svart bonde · f7 svart bonde · g7 svart löpare · h7 svart bonde · d6 svart bonde · f6 svart springare · g6 svart bonde · g5 vit löpare · c4 vit bonde · d4 vit bonde · e4 vit bonde · c3 vit springare · a2 vit bonde · b2 vit bonde · e2 vit löpare · f2 vit bonde · g2 vit bonde · h2 vit bonde · a1 vit torn · d1 vit drottning · e1 vit kung · g1 vit springare · h1 vit torn | a8 svart torn · b8 svart springare · c8 svart löpare · d8 svart drottning · f8 svart torn · g8 svart kung · a7 svart bonde · b7 svart bonde · c7 svart bonde · e7 svart bonde · f7 svart bonde · g7 svart löpare · h7 svart bonde · d6 svart bonde · f6 svart springare · g6 svart bonde · g5 vit löpare · c4 vit bonde · d4 vit bonde · e4 vit bonde · c3 vit springare · a2 vit bonde · b2 vit bonde · e2 vit löpare · f2 vit bonde · g2 vit bonde · h2 vit bonde · a1 vit torn · d1 vit drottning · e1 vit kung · g1 vit springare · h1 vit torn | a8 svart torn · b8 svart springare · c8 svart löpare · d8 svart drottning · f8 svart torn · g8 svart kung · a7 svart bonde · b7 svart bonde · c7 svart bonde · e7 svart bonde · f7 svart bonde · g7 svart löpare · h7 svart bonde · d6 svart bonde · f6 svart springare · g6 svart bonde · g5 vit löpare · c4 vit bonde · d4 vit bonde · e4 vit bonde · c3 vit springare · a2 vit bonde · b2 vit bonde · e2 vit löpare · f2 vit bonde · g2 vit bonde · h2 vit bonde · a1 vit torn · d1 vit drottning · e1 vit kung · g1 vit springare · h1 vit torn | 6 |
| 5 | a8 svart torn · b8 svart springare · c8 svart löpare · d8 svart drottning · f8 svart torn · g8 svart kung · a7 svart bonde · b7 svart bonde · c7 svart bonde · e7 svart bonde · f7 svart bonde · g7 svart löpare · h7 svart bonde · d6 svart bonde · f6 svart springare · g6 svart bonde · g5 vit löpare · c4 vit bonde · d4 vit bonde · e4 vit bonde · c3 vit springare · a2 vit bonde · b2 vit bonde · e2 vit löpare · f2 vit bonde · g2 vit bonde · h2 vit bonde · a1 vit torn · d1 vit drottning · e1 vit kung · g1 vit springare · h1 vit torn | a8 svart torn · b8 svart springare · c8 svart löpare · d8 svart drottning · f8 svart torn · g8 svart kung · a7 svart bonde · b7 svart bonde · c7 svart bonde · e7 svart bonde · f7 svart bonde · g7 svart löpare · h7 svart bonde · d6 svart bonde · f6 svart springare · g6 svart bonde · g5 vit löpare · c4 vit bonde · d4 vit bonde · e4 vit bonde · c3 vit springare · a2 vit bonde · b2 vit bonde · e2 vit löpare · f2 vit bonde · g2 vit bonde · h2 vit bonde · a1 vit torn · d1 vit drottning · e1 vit kung · g1 vit springare · h1 vit torn | a8 svart torn · b8 svart springare · c8 svart löpare · d8 svart drottning · f8 svart torn · g8 svart kung · a7 svart bonde · b7 svart bonde · c7 svart bonde · e7 svart bonde · f7 svart bonde · g7 svart löpare · h7 svart bonde · d6 svart bonde · f6 svart springare · g6 svart bonde · g5 vit löpare · c4 vit bonde · d4 vit bonde · e4 vit bonde · c3 vit springare · a2 vit bonde · b2 vit bonde · e2 vit löpare · f2 vit bonde · g2 vit bonde · h2 vit bonde · a1 vit torn · d1 vit drottning · e1 vit kung · g1 vit springare · h1 vit torn | a8 svart torn · b8 svart springare · c8 svart löpare · d8 svart drottning · f8 svart torn · g8 svart kung · a7 svart bonde · b7 svart bonde · c7 svart bonde · e7 svart bonde · f7 svart bonde · g7 svart löpare · h7 svart bonde · d6 svart bonde · f6 svart springare · g6 svart bonde · g5 vit löpare · c4 vit bonde · d4 vit bonde · e4 vit bonde · c3 vit springare · a2 vit bonde · b2 vit bonde · e2 vit löpare · f2 vit bonde · g2 vit bonde · h2 vit bonde · a1 vit torn · d1 vit drottning · e1 vit kung · g1 vit springare · h1 vit torn | a8 svart torn · b8 svart springare · c8 svart löpare · d8 svart drottning · f8 svart torn · g8 svart kung · a7 svart bonde · b7 svart bonde · c7 svart bonde · e7 svart bonde · f7 svart bonde · g7 svart löpare · h7 svart bonde · d6 svart bonde · f6 svart springare · g6 svart bonde · g5 vit löpare · c4 vit bonde · d4 vit bonde · e4 vit bonde · c3 vit springare · a2 vit bonde · b2 vit bonde · e2 vit löpare · f2 vit bonde · g2 vit bonde · h2 vit bonde · a1 vit torn · d1 vit drottning · e1 vit kung · g1 vit springare · h1 vit torn | a8 svart torn · b8 svart springare · c8 svart löpare · d8 svart drottning · f8 svart torn · g8 svart kung · a7 svart bonde · b7 svart bonde · c7 svart bonde · e7 svart bonde · f7 svart bonde · g7 svart löpare · h7 svart bonde · d6 svart bonde · f6 svart springare · g6 svart bonde · g5 vit löpare · c4 vit bonde · d4 vit bonde · e4 vit bonde · c3 vit springare · a2 vit bonde · b2 vit bonde · e2 vit löpare · f2 vit bonde · g2 vit bonde · h2 vit bonde · a1 vit torn · d1 vit drottning · e1 vit kung · g1 vit springare · h1 vit torn | a8 svart torn · b8 svart springare · c8 svart löpare · d8 svart drottning · f8 svart torn · g8 svart kung · a7 svart bonde · b7 svart bonde · c7 svart bonde · e7 svart bonde · f7 svart bonde · g7 svart löpare · h7 svart bonde · d6 svart bonde · f6 svart springare · g6 svart bonde · g5 vit löpare · c4 vit bonde · d4 vit bonde · e4 vit bonde · c3 vit springare · a2 vit bonde · b2 vit bonde · e2 vit löpare · f2 vit bonde · g2 vit bonde · h2 vit bonde · a1 vit torn · d1 vit drottning · e1 vit kung · g1 vit springare · h1 vit torn | a8 svart torn · b8 svart springare · c8 svart löpare · d8 svart drottning · f8 svart torn · g8 svart kung · a7 svart bonde · b7 svart bonde · c7 svart bonde · e7 svart bonde · f7 svart bonde · g7 svart löpare · h7 svart bonde · d6 svart bonde · f6 svart springare · g6 svart bonde · g5 vit löpare · c4 vit bonde · d4 vit bonde · e4 vit bonde · c3 vit springare · a2 vit bonde · b2 vit bonde · e2 vit löpare · f2 vit bonde · g2 vit bonde · h2 vit bonde · a1 vit torn · d1 vit drottning · e1 vit kung · g1 vit springare · h1 vit torn | 5 |
| 4 | a8 svart torn · b8 svart springare · c8 svart löpare · d8 svart drottning · f8 svart torn · g8 svart kung · a7 svart bonde · b7 svart bonde · c7 svart bonde · e7 svart bonde · f7 svart bonde · g7 svart löpare · h7 svart bonde · d6 svart bonde · f6 svart springare · g6 svart bonde · g5 vit löpare · c4 vit bonde · d4 vit bonde · e4 vit bonde · c3 vit springare · a2 vit bonde · b2 vit bonde · e2 vit löpare · f2 vit bonde · g2 vit bonde · h2 vit bonde · a1 vit torn · d1 vit drottning · e1 vit kung · g1 vit springare · h1 vit torn | a8 svart torn · b8 svart springare · c8 svart löpare · d8 svart drottning · f8 svart torn · g8 svart kung · a7 svart bonde · b7 svart bonde · c7 svart bonde · e7 svart bonde · f7 svart bonde · g7 svart löpare · h7 svart bonde · d6 svart bonde · f6 svart springare · g6 svart bonde · g5 vit löpare · c4 vit bonde · d4 vit bonde · e4 vit bonde · c3 vit springare · a2 vit bonde · b2 vit bonde · e2 vit löpare · f2 vit bonde · g2 vit bonde · h2 vit bonde · a1 vit torn · d1 vit drottning · e1 vit kung · g1 vit springare · h1 vit torn | a8 svart torn · b8 svart springare · c8 svart löpare · d8 svart drottning · f8 svart torn · g8 svart kung · a7 svart bonde · b7 svart bonde · c7 svart bonde · e7 svart bonde · f7 svart bonde · g7 svart löpare · h7 svart bonde · d6 svart bonde · f6 svart springare · g6 svart bonde · g5 vit löpare · c4 vit bonde · d4 vit bonde · e4 vit bonde · c3 vit springare · a2 vit bonde · b2 vit bonde · e2 vit löpare · f2 vit bonde · g2 vit bonde · h2 vit bonde · a1 vit torn · d1 vit drottning · e1 vit kung · g1 vit springare · h1 vit torn | a8 svart torn · b8 svart springare · c8 svart löpare · d8 svart drottning · f8 svart torn · g8 svart kung · a7 svart bonde · b7 svart bonde · c7 svart bonde · e7 svart bonde · f7 svart bonde · g7 svart löpare · h7 svart bonde · d6 svart bonde · f6 svart springare · g6 svart bonde · g5 vit löpare · c4 vit bonde · d4 vit bonde · e4 vit bonde · c3 vit springare · a2 vit bonde · b2 vit bonde · e2 vit löpare · f2 vit bonde · g2 vit bonde · h2 vit bonde · a1 vit torn · d1 vit drottning · e1 vit kung · g1 vit springare · h1 vit torn | a8 svart torn · b8 svart springare · c8 svart löpare · d8 svart drottning · f8 svart torn · g8 svart kung · a7 svart bonde · b7 svart bonde · c7 svart bonde · e7 svart bonde · f7 svart bonde · g7 svart löpare · h7 svart bonde · d6 svart bonde · f6 svart springare · g6 svart bonde · g5 vit löpare · c4 vit bonde · d4 vit bonde · e4 vit bonde · c3 vit springare · a2 vit bonde · b2 vit bonde · e2 vit löpare · f2 vit bonde · g2 vit bonde · h2 vit bonde · a1 vit torn · d1 vit drottning · e1 vit kung · g1 vit springare · h1 vit torn | a8 svart torn · b8 svart springare · c8 svart löpare · d8 svart drottning · f8 svart torn · g8 svart kung · a7 svart bonde · b7 svart bonde · c7 svart bonde · e7 svart bonde · f7 svart bonde · g7 svart löpare · h7 svart bonde · d6 svart bonde · f6 svart springare · g6 svart bonde · g5 vit löpare · c4 vit bonde · d4 vit bonde · e4 vit bonde · c3 vit springare · a2 vit bonde · b2 vit bonde · e2 vit löpare · f2 vit bonde · g2 vit bonde · h2 vit bonde · a1 vit torn · d1 vit drottning · e1 vit kung · g1 vit springare · h1 vit torn | a8 svart torn · b8 svart springare · c8 svart löpare · d8 svart drottning · f8 svart torn · g8 svart kung · a7 svart bonde · b7 svart bonde · c7 svart bonde · e7 svart bonde · f7 svart bonde · g7 svart löpare · h7 svart bonde · d6 svart bonde · f6 svart springare · g6 svart bonde · g5 vit löpare · c4 vit bonde · d4 vit bonde · e4 vit bonde · c3 vit springare · a2 vit bonde · b2 vit bonde · e2 vit löpare · f2 vit bonde · g2 vit bonde · h2 vit bonde · a1 vit torn · d1 vit drottning · e1 vit kung · g1 vit springare · h1 vit torn | a8 svart torn · b8 svart springare · c8 svart löpare · d8 svart drottning · f8 svart torn · g8 svart kung · a7 svart bonde · b7 svart bonde · c7 svart bonde · e7 svart bonde · f7 svart bonde · g7 svart löpare · h7 svart bonde · d6 svart bonde · f6 svart springare · g6 svart bonde · g5 vit löpare · c4 vit bonde · d4 vit bonde · e4 vit bonde · c3 vit springare · a2 vit bonde · b2 vit bonde · e2 vit löpare · f2 vit bonde · g2 vit bonde · h2 vit bonde · a1 vit torn · d1 vit drottning · e1 vit kung · g1 vit springare · h1 vit torn | 4 |
| 3 | a8 svart torn · b8 svart springare · c8 svart löpare · d8 svart drottning · f8 svart torn · g8 svart kung · a7 svart bonde · b7 svart bonde · c7 svart bonde · e7 svart bonde · f7 svart bonde · g7 svart löpare · h7 svart bonde · d6 svart bonde · f6 svart springare · g6 svart bonde · g5 vit löpare · c4 vit bonde · d4 vit bonde · e4 vit bonde · c3 vit springare · a2 vit bonde · b2 vit bonde · e2 vit löpare · f2 vit bonde · g2 vit bonde · h2 vit bonde · a1 vit torn · d1 vit drottning · e1 vit kung · g1 vit springare · h1 vit torn | a8 svart torn · b8 svart springare · c8 svart löpare · d8 svart drottning · f8 svart torn · g8 svart kung · a7 svart bonde · b7 svart bonde · c7 svart bonde · e7 svart bonde · f7 svart bonde · g7 svart löpare · h7 svart bonde · d6 svart bonde · f6 svart springare · g6 svart bonde · g5 vit löpare · c4 vit bonde · d4 vit bonde · e4 vit bonde · c3 vit springare · a2 vit bonde · b2 vit bonde · e2 vit löpare · f2 vit bonde · g2 vit bonde · h2 vit bonde · a1 vit torn · d1 vit drottning · e1 vit kung · g1 vit springare · h1 vit torn | a8 svart torn · b8 svart springare · c8 svart löpare · d8 svart drottning · f8 svart torn · g8 svart kung · a7 svart bonde · b7 svart bonde · c7 svart bonde · e7 svart bonde · f7 svart bonde · g7 svart löpare · h7 svart bonde · d6 svart bonde · f6 svart springare · g6 svart bonde · g5 vit löpare · c4 vit bonde · d4 vit bonde · e4 vit bonde · c3 vit springare · a2 vit bonde · b2 vit bonde · e2 vit löpare · f2 vit bonde · g2 vit bonde · h2 vit bonde · a1 vit torn · d1 vit drottning · e1 vit kung · g1 vit springare · h1 vit torn | a8 svart torn · b8 svart springare · c8 svart löpare · d8 svart drottning · f8 svart torn · g8 svart kung · a7 svart bonde · b7 svart bonde · c7 svart bonde · e7 svart bonde · f7 svart bonde · g7 svart löpare · h7 svart bonde · d6 svart bonde · f6 svart springare · g6 svart bonde · g5 vit löpare · c4 vit bonde · d4 vit bonde · e4 vit bonde · c3 vit springare · a2 vit bonde · b2 vit bonde · e2 vit löpare · f2 vit bonde · g2 vit bonde · h2 vit bonde · a1 vit torn · d1 vit drottning · e1 vit kung · g1 vit springare · h1 vit torn | a8 svart torn · b8 svart springare · c8 svart löpare · d8 svart drottning · f8 svart torn · g8 svart kung · a7 svart bonde · b7 svart bonde · c7 svart bonde · e7 svart bonde · f7 svart bonde · g7 svart löpare · h7 svart bonde · d6 svart bonde · f6 svart springare · g6 svart bonde · g5 vit löpare · c4 vit bonde · d4 vit bonde · e4 vit bonde · c3 vit springare · a2 vit bonde · b2 vit bonde · e2 vit löpare · f2 vit bonde · g2 vit bonde · h2 vit bonde · a1 vit torn · d1 vit drottning · e1 vit kung · g1 vit springare · h1 vit torn | a8 svart torn · b8 svart springare · c8 svart löpare · d8 svart drottning · f8 svart torn · g8 svart kung · a7 svart bonde · b7 svart bonde · c7 svart bonde · e7 svart bonde · f7 svart bonde · g7 svart löpare · h7 svart bonde · d6 svart bonde · f6 svart springare · g6 svart bonde · g5 vit löpare · c4 vit bonde · d4 vit bonde · e4 vit bonde · c3 vit springare · a2 vit bonde · b2 vit bonde · e2 vit löpare · f2 vit bonde · g2 vit bonde · h2 vit bonde · a1 vit torn · d1 vit drottning · e1 vit kung · g1 vit springare · h1 vit torn | a8 svart torn · b8 svart springare · c8 svart löpare · d8 svart drottning · f8 svart torn · g8 svart kung · a7 svart bonde · b7 svart bonde · c7 svart bonde · e7 svart bonde · f7 svart bonde · g7 svart löpare · h7 svart bonde · d6 svart bonde · f6 svart springare · g6 svart bonde · g5 vit löpare · c4 vit bonde · d4 vit bonde · e4 vit bonde · c3 vit springare · a2 vit bonde · b2 vit bonde · e2 vit löpare · f2 vit bonde · g2 vit bonde · h2 vit bonde · a1 vit torn · d1 vit drottning · e1 vit kung · g1 vit springare · h1 vit torn | a8 svart torn · b8 svart springare · c8 svart löpare · d8 svart drottning · f8 svart torn · g8 svart kung · a7 svart bonde · b7 svart bonde · c7 svart bonde · e7 svart bonde · f7 svart bonde · g7 svart löpare · h7 svart bonde · d6 svart bonde · f6 svart springare · g6 svart bonde · g5 vit löpare · c4 vit bonde · d4 vit bonde · e4 vit bonde · c3 vit springare · a2 vit bonde · b2 vit bonde · e2 vit löpare · f2 vit bonde · g2 vit bonde · h2 vit bonde · a1 vit torn · d1 vit drottning · e1 vit kung · g1 vit springare · h1 vit torn | 3 |
| 2 | a8 svart torn · b8 svart springare · c8 svart löpare · d8 svart drottning · f8 svart torn · g8 svart kung · a7 svart bonde · b7 svart bonde · c7 svart bonde · e7 svart bonde · f7 svart bonde · g7 svart löpare · h7 svart bonde · d6 svart bonde · f6 svart springare · g6 svart bonde · g5 vit löpare · c4 vit bonde · d4 vit bonde · e4 vit bonde · c3 vit springare · a2 vit bonde · b2 vit bonde · e2 vit löpare · f2 vit bonde · g2 vit bonde · h2 vit bonde · a1 vit torn · d1 vit drottning · e1 vit kung · g1 vit springare · h1 vit torn | a8 svart torn · b8 svart springare · c8 svart löpare · d8 svart drottning · f8 svart torn · g8 svart kung · a7 svart bonde · b7 svart bonde · c7 svart bonde · e7 svart bonde · f7 svart bonde · g7 svart löpare · h7 svart bonde · d6 svart bonde · f6 svart springare · g6 svart bonde · g5 vit löpare · c4 vit bonde · d4 vit bonde · e4 vit bonde · c3 vit springare · a2 vit bonde · b2 vit bonde · e2 vit löpare · f2 vit bonde · g2 vit bonde · h2 vit bonde · a1 vit torn · d1 vit drottning · e1 vit kung · g1 vit springare · h1 vit torn | a8 svart torn · b8 svart springare · c8 svart löpare · d8 svart drottning · f8 svart torn · g8 svart kung · a7 svart bonde · b7 svart bonde · c7 svart bonde · e7 svart bonde · f7 svart bonde · g7 svart löpare · h7 svart bonde · d6 svart bonde · f6 svart springare · g6 svart bonde · g5 vit löpare · c4 vit bonde · d4 vit bonde · e4 vit bonde · c3 vit springare · a2 vit bonde · b2 vit bonde · e2 vit löpare · f2 vit bonde · g2 vit bonde · h2 vit bonde · a1 vit torn · d1 vit drottning · e1 vit kung · g1 vit springare · h1 vit torn | a8 svart torn · b8 svart springare · c8 svart löpare · d8 svart drottning · f8 svart torn · g8 svart kung · a7 svart bonde · b7 svart bonde · c7 svart bonde · e7 svart bonde · f7 svart bonde · g7 svart löpare · h7 svart bonde · d6 svart bonde · f6 svart springare · g6 svart bonde · g5 vit löpare · c4 vit bonde · d4 vit bonde · e4 vit bonde · c3 vit springare · a2 vit bonde · b2 vit bonde · e2 vit löpare · f2 vit bonde · g2 vit bonde · h2 vit bonde · a1 vit torn · d1 vit drottning · e1 vit kung · g1 vit springare · h1 vit torn | a8 svart torn · b8 svart springare · c8 svart löpare · d8 svart drottning · f8 svart torn · g8 svart kung · a7 svart bonde · b7 svart bonde · c7 svart bonde · e7 svart bonde · f7 svart bonde · g7 svart löpare · h7 svart bonde · d6 svart bonde · f6 svart springare · g6 svart bonde · g5 vit löpare · c4 vit bonde · d4 vit bonde · e4 vit bonde · c3 vit springare · a2 vit bonde · b2 vit bonde · e2 vit löpare · f2 vit bonde · g2 vit bonde · h2 vit bonde · a1 vit torn · d1 vit drottning · e1 vit kung · g1 vit springare · h1 vit torn | a8 svart torn · b8 svart springare · c8 svart löpare · d8 svart drottning · f8 svart torn · g8 svart kung · a7 svart bonde · b7 svart bonde · c7 svart bonde · e7 svart bonde · f7 svart bonde · g7 svart löpare · h7 svart bonde · d6 svart bonde · f6 svart springare · g6 svart bonde · g5 vit löpare · c4 vit bonde · d4 vit bonde · e4 vit bonde · c3 vit springare · a2 vit bonde · b2 vit bonde · e2 vit löpare · f2 vit bonde · g2 vit bonde · h2 vit bonde · a1 vit torn · d1 vit drottning · e1 vit kung · g1 vit springare · h1 vit torn | a8 svart torn · b8 svart springare · c8 svart löpare · d8 svart drottning · f8 svart torn · g8 svart kung · a7 svart bonde · b7 svart bonde · c7 svart bonde · e7 svart bonde · f7 svart bonde · g7 svart löpare · h7 svart bonde · d6 svart bonde · f6 svart springare · g6 svart bonde · g5 vit löpare · c4 vit bonde · d4 vit bonde · e4 vit bonde · c3 vit springare · a2 vit bonde · b2 vit bonde · e2 vit löpare · f2 vit bonde · g2 vit bonde · h2 vit bonde · a1 vit torn · d1 vit drottning · e1 vit kung · g1 vit springare · h1 vit torn | a8 svart torn · b8 svart springare · c8 svart löpare · d8 svart drottning · f8 svart torn · g8 svart kung · a7 svart bonde · b7 svart bonde · c7 svart bonde · e7 svart bonde · f7 svart bonde · g7 svart löpare · h7 svart bonde · d6 svart bonde · f6 svart springare · g6 svart bonde · g5 vit löpare · c4 vit bonde · d4 vit bonde · e4 vit bonde · c3 vit springare · a2 vit bonde · b2 vit bonde · e2 vit löpare · f2 vit bonde · g2 vit bonde · h2 vit bonde · a1 vit torn · d1 vit drottning · e1 vit kung · g1 vit springare · h1 vit torn | 2 |
| 1 | a8 svart torn · b8 svart springare · c8 svart löpare · d8 svart drottning · f8 svart torn · g8 svart kung · a7 svart bonde · b7 svart bonde · c7 svart bonde · e7 svart bonde · f7 svart bonde · g7 svart löpare · h7 svart bonde · d6 svart bonde · f6 svart springare · g6 svart bonde · g5 vit löpare · c4 vit bonde · d4 vit bonde · e4 vit bonde · c3 vit springare · a2 vit bonde · b2 vit bonde · e2 vit löpare · f2 vit bonde · g2 vit bonde · h2 vit bonde · a1 vit torn · d1 vit drottning · e1 vit kung · g1 vit springare · h1 vit torn | a8 svart torn · b8 svart springare · c8 svart löpare · d8 svart drottning · f8 svart torn · g8 svart kung · a7 svart bonde · b7 svart bonde · c7 svart bonde · e7 svart bonde · f7 svart bonde · g7 svart löpare · h7 svart bonde · d6 svart bonde · f6 svart springare · g6 svart bonde · g5 vit löpare · c4 vit bonde · d4 vit bonde · e4 vit bonde · c3 vit springare · a2 vit bonde · b2 vit bonde · e2 vit löpare · f2 vit bonde · g2 vit bonde · h2 vit bonde · a1 vit torn · d1 vit drottning · e1 vit kung · g1 vit springare · h1 vit torn | a8 svart torn · b8 svart springare · c8 svart löpare · d8 svart drottning · f8 svart torn · g8 svart kung · a7 svart bonde · b7 svart bonde · c7 svart bonde · e7 svart bonde · f7 svart bonde · g7 svart löpare · h7 svart bonde · d6 svart bonde · f6 svart springare · g6 svart bonde · g5 vit löpare · c4 vit bonde · d4 vit bonde · e4 vit bonde · c3 vit springare · a2 vit bonde · b2 vit bonde · e2 vit löpare · f2 vit bonde · g2 vit bonde · h2 vit bonde · a1 vit torn · d1 vit drottning · e1 vit kung · g1 vit springare · h1 vit torn | a8 svart torn · b8 svart springare · c8 svart löpare · d8 svart drottning · f8 svart torn · g8 svart kung · a7 svart bonde · b7 svart bonde · c7 svart bonde · e7 svart bonde · f7 svart bonde · g7 svart löpare · h7 svart bonde · d6 svart bonde · f6 svart springare · g6 svart bonde · g5 vit löpare · c4 vit bonde · d4 vit bonde · e4 vit bonde · c3 vit springare · a2 vit bonde · b2 vit bonde · e2 vit löpare · f2 vit bonde · g2 vit bonde · h2 vit bonde · a1 vit torn · d1 vit drottning · e1 vit kung · g1 vit springare · h1 vit torn | a8 svart torn · b8 svart springare · c8 svart löpare · d8 svart drottning · f8 svart torn · g8 svart kung · a7 svart bonde · b7 svart bonde · c7 svart bonde · e7 svart bonde · f7 svart bonde · g7 svart löpare · h7 svart bonde · d6 svart bonde · f6 svart springare · g6 svart bonde · g5 vit löpare · c4 vit bonde · d4 vit bonde · e4 vit bonde · c3 vit springare · a2 vit bonde · b2 vit bonde · e2 vit löpare · f2 vit bonde · g2 vit bonde · h2 vit bonde · a1 vit torn · d1 vit drottning · e1 vit kung · g1 vit springare · h1 vit torn | a8 svart torn · b8 svart springare · c8 svart löpare · d8 svart drottning · f8 svart torn · g8 svart kung · a7 svart bonde · b7 svart bonde · c7 svart bonde · e7 svart bonde · f7 svart bonde · g7 svart löpare · h7 svart bonde · d6 svart bonde · f6 svart springare · g6 svart bonde · g5 vit löpare · c4 vit bonde · d4 vit bonde · e4 vit bonde · c3 vit springare · a2 vit bonde · b2 vit bonde · e2 vit löpare · f2 vit bonde · g2 vit bonde · h2 vit bonde · a1 vit torn · d1 vit drottning · e1 vit kung · g1 vit springare · h1 vit torn | a8 svart torn · b8 svart springare · c8 svart löpare · d8 svart drottning · f8 svart torn · g8 svart kung · a7 svart bonde · b7 svart bonde · c7 svart bonde · e7 svart bonde · f7 svart bonde · g7 svart löpare · h7 svart bonde · d6 svart bonde · f6 svart springare · g6 svart bonde · g5 vit löpare · c4 vit bonde · d4 vit bonde · e4 vit bonde · c3 vit springare · a2 vit bonde · b2 vit bonde · e2 vit löpare · f2 vit bonde · g2 vit bonde · h2 vit bonde · a1 vit torn · d1 vit drottning · e1 vit kung · g1 vit springare · h1 vit torn | a8 svart torn · b8 svart springare · c8 svart löpare · d8 svart drottning · f8 svart torn · g8 svart kung · a7 svart bonde · b7 svart bonde · c7 svart bonde · e7 svart bonde · f7 svart bonde · g7 svart löpare · h7 svart bonde · d6 svart bonde · f6 svart springare · g6 svart bonde · g5 vit löpare · c4 vit bonde · d4 vit bonde · e4 vit bonde · c3 vit springare · a2 vit bonde · b2 vit bonde · e2 vit löpare · f2 vit bonde · g2 vit bonde · h2 vit bonde · a1 vit torn · d1 vit drottning · e1 vit kung · g1 vit springare · h1 vit torn | 1 |
|   | a | b | c | d | e | f | g | h |   |

Averbachvarianten, uppkallad efter Jurij Averbach, fortsätter 3.Sc3 Lg7 4.e4 d6 5.Le2 0–0 6.Lg5 (se diagram). 
Nu kan svart inte spela 6...e5 (på grund av 7.dxe5 dxe5 8.Dxd8 Txd8 9.Sd5) men det finns flera alternativ. Vanligast är 6...c5 7.d5 e6, men 6...Sa6, 6...h6 och 6...Sbd7 förekommer också.

### Fyrbondevarianten
|   | a | b | c | d | e | f | g | h |   |
| 8 | a8 svart torn · b8 svart springare · c8 svart löpare · d8 svart drottning · e8 svart kung · h8 svart torn · a7 svart bonde · b7 svart bonde · c7 svart bonde · e7 svart bonde · f7 svart bonde · g7 svart löpare · h7 svart bonde · d6 svart bonde · f6 svart springare · g6 svart bonde · c4 vit bonde · d4 vit bonde · e4 vit bonde · f4 vit bonde · c3 vit springare · a2 vit bonde · b2 vit bonde · g2 vit bonde · h2 vit bonde · a1 vit torn · c1 vit löpare · d1 vit drottning · e1 vit kung · f1 vit löpare · g1 vit springare · h1 vit torn | a8 svart torn · b8 svart springare · c8 svart löpare · d8 svart drottning · e8 svart kung · h8 svart torn · a7 svart bonde · b7 svart bonde · c7 svart bonde · e7 svart bonde · f7 svart bonde · g7 svart löpare · h7 svart bonde · d6 svart bonde · f6 svart springare · g6 svart bonde · c4 vit bonde · d4 vit bonde · e4 vit bonde · f4 vit bonde · c3 vit springare · a2 vit bonde · b2 vit bonde · g2 vit bonde · h2 vit bonde · a1 vit torn · c1 vit löpare · d1 vit drottning · e1 vit kung · f1 vit löpare · g1 vit springare · h1 vit torn | a8 svart torn · b8 svart springare · c8 svart löpare · d8 svart drottning · e8 svart kung · h8 svart torn · a7 svart bonde · b7 svart bonde · c7 svart bonde · e7 svart bonde · f7 svart bonde · g7 svart löpare · h7 svart bonde · d6 svart bonde · f6 svart springare · g6 svart bonde · c4 vit bonde · d4 vit bonde · e4 vit bonde · f4 vit bonde · c3 vit springare · a2 vit bonde · b2 vit bonde · g2 vit bonde · h2 vit bonde · a1 vit torn · c1 vit löpare · d1 vit drottning · e1 vit kung · f1 vit löpare · g1 vit springare · h1 vit torn | a8 svart torn · b8 svart springare · c8 svart löpare · d8 svart drottning · e8 svart kung · h8 svart torn · a7 svart bonde · b7 svart bonde · c7 svart bonde · e7 svart bonde · f7 svart bonde · g7 svart löpare · h7 svart bonde · d6 svart bonde · f6 svart springare · g6 svart bonde · c4 vit bonde · d4 vit bonde · e4 vit bonde · f4 vit bonde · c3 vit springare · a2 vit bonde · b2 vit bonde · g2 vit bonde · h2 vit bonde · a1 vit torn · c1 vit löpare · d1 vit drottning · e1 vit kung · f1 vit löpare · g1 vit springare · h1 vit torn | a8 svart torn · b8 svart springare · c8 svart löpare · d8 svart drottning · e8 svart kung · h8 svart torn · a7 svart bonde · b7 svart bonde · c7 svart bonde · e7 svart bonde · f7 svart bonde · g7 svart löpare · h7 svart bonde · d6 svart bonde · f6 svart springare · g6 svart bonde · c4 vit bonde · d4 vit bonde · e4 vit bonde · f4 vit bonde · c3 vit springare · a2 vit bonde · b2 vit bonde · g2 vit bonde · h2 vit bonde · a1 vit torn · c1 vit löpare · d1 vit drottning · e1 vit kung · f1 vit löpare · g1 vit springare · h1 vit torn | a8 svart torn · b8 svart springare · c8 svart löpare · d8 svart drottning · e8 svart kung · h8 svart torn · a7 svart bonde · b7 svart bonde · c7 svart bonde · e7 svart bonde · f7 svart bonde · g7 svart löpare · h7 svart bonde · d6 svart bonde · f6 svart springare · g6 svart bonde · c4 vit bonde · d4 vit bonde · e4 vit bonde · f4 vit bonde · c3 vit springare · a2 vit bonde · b2 vit bonde · g2 vit bonde · h2 vit bonde · a1 vit torn · c1 vit löpare · d1 vit drottning · e1 vit kung · f1 vit löpare · g1 vit springare · h1 vit torn | a8 svart torn · b8 svart springare · c8 svart löpare · d8 svart drottning · e8 svart kung · h8 svart torn · a7 svart bonde · b7 svart bonde · c7 svart bonde · e7 svart bonde · f7 svart bonde · g7 svart löpare · h7 svart bonde · d6 svart bonde · f6 svart springare · g6 svart bonde · c4 vit bonde · d4 vit bonde · e4 vit bonde · f4 vit bonde · c3 vit springare · a2 vit bonde · b2 vit bonde · g2 vit bonde · h2 vit bonde · a1 vit torn · c1 vit löpare · d1 vit drottning · e1 vit kung · f1 vit löpare · g1 vit springare · h1 vit torn | a8 svart torn · b8 svart springare · c8 svart löpare · d8 svart drottning · e8 svart kung · h8 svart torn · a7 svart bonde · b7 svart bonde · c7 svart bonde · e7 svart bonde · f7 svart bonde · g7 svart löpare · h7 svart bonde · d6 svart bonde · f6 svart springare · g6 svart bonde · c4 vit bonde · d4 vit bonde · e4 vit bonde · f4 vit bonde · c3 vit springare · a2 vit bonde · b2 vit bonde · g2 vit bonde · h2 vit bonde · a1 vit torn · c1 vit löpare · d1 vit drottning · e1 vit kung · f1 vit löpare · g1 vit springare · h1 vit torn | 8 |
| 7 | a8 svart torn · b8 svart springare · c8 svart löpare · d8 svart drottning · e8 svart kung · h8 svart torn · a7 svart bonde · b7 svart bonde · c7 svart bonde · e7 svart bonde · f7 svart bonde · g7 svart löpare · h7 svart bonde · d6 svart bonde · f6 svart springare · g6 svart bonde · c4 vit bonde · d4 vit bonde · e4 vit bonde · f4 vit bonde · c3 vit springare · a2 vit bonde · b2 vit bonde · g2 vit bonde · h2 vit bonde · a1 vit torn · c1 vit löpare · d1 vit drottning · e1 vit kung · f1 vit löpare · g1 vit springare · h1 vit torn | a8 svart torn · b8 svart springare · c8 svart löpare · d8 svart drottning · e8 svart kung · h8 svart torn · a7 svart bonde · b7 svart bonde · c7 svart bonde · e7 svart bonde · f7 svart bonde · g7 svart löpare · h7 svart bonde · d6 svart bonde · f6 svart springare · g6 svart bonde · c4 vit bonde · d4 vit bonde · e4 vit bonde · f4 vit bonde · c3 vit springare · a2 vit bonde · b2 vit bonde · g2 vit bonde · h2 vit bonde · a1 vit torn · c1 vit löpare · d1 vit drottning · e1 vit kung · f1 vit löpare · g1 vit springare · h1 vit torn | a8 svart torn · b8 svart springare · c8 svart löpare · d8 svart drottning · e8 svart kung · h8 svart torn · a7 svart bonde · b7 svart bonde · c7 svart bonde · e7 svart bonde · f7 svart bonde · g7 svart löpare · h7 svart bonde · d6 svart bonde · f6 svart springare · g6 svart bonde · c4 vit bonde · d4 vit bonde · e4 vit bonde · f4 vit bonde · c3 vit springare · a2 vit bonde · b2 vit bonde · g2 vit bonde · h2 vit bonde · a1 vit torn · c1 vit löpare · d1 vit drottning · e1 vit kung · f1 vit löpare · g1 vit springare · h1 vit torn | a8 svart torn · b8 svart springare · c8 svart löpare · d8 svart drottning · e8 svart kung · h8 svart torn · a7 svart bonde · b7 svart bonde · c7 svart bonde · e7 svart bonde · f7 svart bonde · g7 svart löpare · h7 svart bonde · d6 svart bonde · f6 svart springare · g6 svart bonde · c4 vit bonde · d4 vit bonde · e4 vit bonde · f4 vit bonde · c3 vit springare · a2 vit bonde · b2 vit bonde · g2 vit bonde · h2 vit bonde · a1 vit torn · c1 vit löpare · d1 vit drottning · e1 vit kung · f1 vit löpare · g1 vit springare · h1 vit torn | a8 svart torn · b8 svart springare · c8 svart löpare · d8 svart drottning · e8 svart kung · h8 svart torn · a7 svart bonde · b7 svart bonde · c7 svart bonde · e7 svart bonde · f7 svart bonde · g7 svart löpare · h7 svart bonde · d6 svart bonde · f6 svart springare · g6 svart bonde · c4 vit bonde · d4 vit bonde · e4 vit bonde · f4 vit bonde · c3 vit springare · a2 vit bonde · b2 vit bonde · g2 vit bonde · h2 vit bonde · a1 vit torn · c1 vit löpare · d1 vit drottning · e1 vit kung · f1 vit löpare · g1 vit springare · h1 vit torn | a8 svart torn · b8 svart springare · c8 svart löpare · d8 svart drottning · e8 svart kung · h8 svart torn · a7 svart bonde · b7 svart bonde · c7 svart bonde · e7 svart bonde · f7 svart bonde · g7 svart löpare · h7 svart bonde · d6 svart bonde · f6 svart springare · g6 svart bonde · c4 vit bonde · d4 vit bonde · e4 vit bonde · f4 vit bonde · c3 vit springare · a2 vit bonde · b2 vit bonde · g2 vit bonde · h2 vit bonde · a1 vit torn · c1 vit löpare · d1 vit drottning · e1 vit kung · f1 vit löpare · g1 vit springare · h1 vit torn | a8 svart torn · b8 svart springare · c8 svart löpare · d8 svart drottning · e8 svart kung · h8 svart torn · a7 svart bonde · b7 svart bonde · c7 svart bonde · e7 svart bonde · f7 svart bonde · g7 svart löpare · h7 svart bonde · d6 svart bonde · f6 svart springare · g6 svart bonde · c4 vit bonde · d4 vit bonde · e4 vit bonde · f4 vit bonde · c3 vit springare · a2 vit bonde · b2 vit bonde · g2 vit bonde · h2 vit bonde · a1 vit torn · c1 vit löpare · d1 vit drottning · e1 vit kung · f1 vit löpare · g1 vit springare · h1 vit torn | a8 svart torn · b8 svart springare · c8 svart löpare · d8 svart drottning · e8 svart kung · h8 svart torn · a7 svart bonde · b7 svart bonde · c7 svart bonde · e7 svart bonde · f7 svart bonde · g7 svart löpare · h7 svart bonde · d6 svart bonde · f6 svart springare · g6 svart bonde · c4 vit bonde · d4 vit bonde · e4 vit bonde · f4 vit bonde · c3 vit springare · a2 vit bonde · b2 vit bonde · g2 vit bonde · h2 vit bonde · a1 vit torn · c1 vit löpare · d1 vit drottning · e1 vit kung · f1 vit löpare · g1 vit springare · h1 vit torn | 7 |
| 6 | a8 svart torn · b8 svart springare · c8 svart löpare · d8 svart drottning · e8 svart kung · h8 svart torn · a7 svart bonde · b7 svart bonde · c7 svart bonde · e7 svart bonde · f7 svart bonde · g7 svart löpare · h7 svart bonde · d6 svart bonde · f6 svart springare · g6 svart bonde · c4 vit bonde · d4 vit bonde · e4 vit bonde · f4 vit bonde · c3 vit springare · a2 vit bonde · b2 vit bonde · g2 vit bonde · h2 vit bonde · a1 vit torn · c1 vit löpare · d1 vit drottning · e1 vit kung · f1 vit löpare · g1 vit springare · h1 vit torn | a8 svart torn · b8 svart springare · c8 svart löpare · d8 svart drottning · e8 svart kung · h8 svart torn · a7 svart bonde · b7 svart bonde · c7 svart bonde · e7 svart bonde · f7 svart bonde · g7 svart löpare · h7 svart bonde · d6 svart bonde · f6 svart springare · g6 svart bonde · c4 vit bonde · d4 vit bonde · e4 vit bonde · f4 vit bonde · c3 vit springare · a2 vit bonde · b2 vit bonde · g2 vit bonde · h2 vit bonde · a1 vit torn · c1 vit löpare · d1 vit drottning · e1 vit kung · f1 vit löpare · g1 vit springare · h1 vit torn | a8 svart torn · b8 svart springare · c8 svart löpare · d8 svart drottning · e8 svart kung · h8 svart torn · a7 svart bonde · b7 svart bonde · c7 svart bonde · e7 svart bonde · f7 svart bonde · g7 svart löpare · h7 svart bonde · d6 svart bonde · f6 svart springare · g6 svart bonde · c4 vit bonde · d4 vit bonde · e4 vit bonde · f4 vit bonde · c3 vit springare · a2 vit bonde · b2 vit bonde · g2 vit bonde · h2 vit bonde · a1 vit torn · c1 vit löpare · d1 vit drottning · e1 vit kung · f1 vit löpare · g1 vit springare · h1 vit torn | a8 svart torn · b8 svart springare · c8 svart löpare · d8 svart drottning · e8 svart kung · h8 svart torn · a7 svart bonde · b7 svart bonde · c7 svart bonde · e7 svart bonde · f7 svart bonde · g7 svart löpare · h7 svart bonde · d6 svart bonde · f6 svart springare · g6 svart bonde · c4 vit bonde · d4 vit bonde · e4 vit bonde · f4 vit bonde · c3 vit springare · a2 vit bonde · b2 vit bonde · g2 vit bonde · h2 vit bonde · a1 vit torn · c1 vit löpare · d1 vit drottning · e1 vit kung · f1 vit löpare · g1 vit springare · h1 vit torn | a8 svart torn · b8 svart springare · c8 svart löpare · d8 svart drottning · e8 svart kung · h8 svart torn · a7 svart bonde · b7 svart bonde · c7 svart bonde · e7 svart bonde · f7 svart bonde · g7 svart löpare · h7 svart bonde · d6 svart bonde · f6 svart springare · g6 svart bonde · c4 vit bonde · d4 vit bonde · e4 vit bonde · f4 vit bonde · c3 vit springare · a2 vit bonde · b2 vit bonde · g2 vit bonde · h2 vit bonde · a1 vit torn · c1 vit löpare · d1 vit drottning · e1 vit kung · f1 vit löpare · g1 vit springare · h1 vit torn | a8 svart torn · b8 svart springare · c8 svart löpare · d8 svart drottning · e8 svart kung · h8 svart torn · a7 svart bonde · b7 svart bonde · c7 svart bonde · e7 svart bonde · f7 svart bonde · g7 svart löpare · h7 svart bonde · d6 svart bonde · f6 svart springare · g6 svart bonde · c4 vit bonde · d4 vit bonde · e4 vit bonde · f4 vit bonde · c3 vit springare · a2 vit bonde · b2 vit bonde · g2 vit bonde · h2 vit bonde · a1 vit torn · c1 vit löpare · d1 vit drottning · e1 vit kung · f1 vit löpare · g1 vit springare · h1 vit torn | a8 svart torn · b8 svart springare · c8 svart löpare · d8 svart drottning · e8 svart kung · h8 svart torn · a7 svart bonde · b7 svart bonde · c7 svart bonde · e7 svart bonde · f7 svart bonde · g7 svart löpare · h7 svart bonde · d6 svart bonde · f6 svart springare · g6 svart bonde · c4 vit bonde · d4 vit bonde · e4 vit bonde · f4 vit bonde · c3 vit springare · a2 vit bonde · b2 vit bonde · g2 vit bonde · h2 vit bonde · a1 vit torn · c1 vit löpare · d1 vit drottning · e1 vit kung · f1 vit löpare · g1 vit springare · h1 vit torn | a8 svart torn · b8 svart springare · c8 svart löpare · d8 svart drottning · e8 svart kung · h8 svart torn · a7 svart bonde · b7 svart bonde · c7 svart bonde · e7 svart bonde · f7 svart bonde · g7 svart löpare · h7 svart bonde · d6 svart bonde · f6 svart springare · g6 svart bonde · c4 vit bonde · d4 vit bonde · e4 vit bonde · f4 vit bonde · c3 vit springare · a2 vit bonde · b2 vit bonde · g2 vit bonde · h2 vit bonde · a1 vit torn · c1 vit löpare · d1 vit drottning · e1 vit kung · f1 vit löpare · g1 vit springare · h1 vit torn | 6 |
| 5 | a8 svart torn · b8 svart springare · c8 svart löpare · d8 svart drottning · e8 svart kung · h8 svart torn · a7 svart bonde · b7 svart bonde · c7 svart bonde · e7 svart bonde · f7 svart bonde · g7 svart löpare · h7 svart bonde · d6 svart bonde · f6 svart springare · g6 svart bonde · c4 vit bonde · d4 vit bonde · e4 vit bonde · f4 vit bonde · c3 vit springare · a2 vit bonde · b2 vit bonde · g2 vit bonde · h2 vit bonde · a1 vit torn · c1 vit löpare · d1 vit drottning · e1 vit kung · f1 vit löpare · g1 vit springare · h1 vit torn | a8 svart torn · b8 svart springare · c8 svart löpare · d8 svart drottning · e8 svart kung · h8 svart torn · a7 svart bonde · b7 svart bonde · c7 svart bonde · e7 svart bonde · f7 svart bonde · g7 svart löpare · h7 svart bonde · d6 svart bonde · f6 svart springare · g6 svart bonde · c4 vit bonde · d4 vit bonde · e4 vit bonde · f4 vit bonde · c3 vit springare · a2 vit bonde · b2 vit bonde · g2 vit bonde · h2 vit bonde · a1 vit torn · c1 vit löpare · d1 vit drottning · e1 vit kung · f1 vit löpare · g1 vit springare · h1 vit torn | a8 svart torn · b8 svart springare · c8 svart löpare · d8 svart drottning · e8 svart kung · h8 svart torn · a7 svart bonde · b7 svart bonde · c7 svart bonde · e7 svart bonde · f7 svart bonde · g7 svart löpare · h7 svart bonde · d6 svart bonde · f6 svart springare · g6 svart bonde · c4 vit bonde · d4 vit bonde · e4 vit bonde · f4 vit bonde · c3 vit springare · a2 vit bonde · b2 vit bonde · g2 vit bonde · h2 vit bonde · a1 vit torn · c1 vit löpare · d1 vit drottning · e1 vit kung · f1 vit löpare · g1 vit springare · h1 vit torn | a8 svart torn · b8 svart springare · c8 svart löpare · d8 svart drottning · e8 svart kung · h8 svart torn · a7 svart bonde · b7 svart bonde · c7 svart bonde · e7 svart bonde · f7 svart bonde · g7 svart löpare · h7 svart bonde · d6 svart bonde · f6 svart springare · g6 svart bonde · c4 vit bonde · d4 vit bonde · e4 vit bonde · f4 vit bonde · c3 vit springare · a2 vit bonde · b2 vit bonde · g2 vit bonde · h2 vit bonde · a1 vit torn · c1 vit löpare · d1 vit drottning · e1 vit kung · f1 vit löpare · g1 vit springare · h1 vit torn | a8 svart torn · b8 svart springare · c8 svart löpare · d8 svart drottning · e8 svart kung · h8 svart torn · a7 svart bonde · b7 svart bonde · c7 svart bonde · e7 svart bonde · f7 svart bonde · g7 svart löpare · h7 svart bonde · d6 svart bonde · f6 svart springare · g6 svart bonde · c4 vit bonde · d4 vit bonde · e4 vit bonde · f4 vit bonde · c3 vit springare · a2 vit bonde · b2 vit bonde · g2 vit bonde · h2 vit bonde · a1 vit torn · c1 vit löpare · d1 vit drottning · e1 vit kung · f1 vit löpare · g1 vit springare · h1 vit torn | a8 svart torn · b8 svart springare · c8 svart löpare · d8 svart drottning · e8 svart kung · h8 svart torn · a7 svart bonde · b7 svart bonde · c7 svart bonde · e7 svart bonde · f7 svart bonde · g7 svart löpare · h7 svart bonde · d6 svart bonde · f6 svart springare · g6 svart bonde · c4 vit bonde · d4 vit bonde · e4 vit bonde · f4 vit bonde · c3 vit springare · a2 vit bonde · b2 vit bonde · g2 vit bonde · h2 vit bonde · a1 vit torn · c1 vit löpare · d1 vit drottning · e1 vit kung · f1 vit löpare · g1 vit springare · h1 vit torn | a8 svart torn · b8 svart springare · c8 svart löpare · d8 svart drottning · e8 svart kung · h8 svart torn · a7 svart bonde · b7 svart bonde · c7 svart bonde · e7 svart bonde · f7 svart bonde · g7 svart löpare · h7 svart bonde · d6 svart bonde · f6 svart springare · g6 svart bonde · c4 vit bonde · d4 vit bonde · e4 vit bonde · f4 vit bonde · c3 vit springare · a2 vit bonde · b2 vit bonde · g2 vit bonde · h2 vit bonde · a1 vit torn · c1 vit löpare · d1 vit drottning · e1 vit kung · f1 vit löpare · g1 vit springare · h1 vit torn | a8 svart torn · b8 svart springare · c8 svart löpare · d8 svart drottning · e8 svart kung · h8 svart torn · a7 svart bonde · b7 svart bonde · c7 svart bonde · e7 svart bonde · f7 svart bonde · g7 svart löpare · h7 svart bonde · d6 svart bonde · f6 svart springare · g6 svart bonde · c4 vit bonde · d4 vit bonde · e4 vit bonde · f4 vit bonde · c3 vit springare · a2 vit bonde · b2 vit bonde · g2 vit bonde · h2 vit bonde · a1 vit torn · c1 vit löpare · d1 vit drottning · e1 vit kung · f1 vit löpare · g1 vit springare · h1 vit torn | 5 |
| 4 | a8 svart torn · b8 svart springare · c8 svart löpare · d8 svart drottning · e8 svart kung · h8 svart torn · a7 svart bonde · b7 svart bonde · c7 svart bonde · e7 svart bonde · f7 svart bonde · g7 svart löpare · h7 svart bonde · d6 svart bonde · f6 svart springare · g6 svart bonde · c4 vit bonde · d4 vit bonde · e4 vit bonde · f4 vit bonde · c3 vit springare · a2 vit bonde · b2 vit bonde · g2 vit bonde · h2 vit bonde · a1 vit torn · c1 vit löpare · d1 vit drottning · e1 vit kung · f1 vit löpare · g1 vit springare · h1 vit torn | a8 svart torn · b8 svart springare · c8 svart löpare · d8 svart drottning · e8 svart kung · h8 svart torn · a7 svart bonde · b7 svart bonde · c7 svart bonde · e7 svart bonde · f7 svart bonde · g7 svart löpare · h7 svart bonde · d6 svart bonde · f6 svart springare · g6 svart bonde · c4 vit bonde · d4 vit bonde · e4 vit bonde · f4 vit bonde · c3 vit springare · a2 vit bonde · b2 vit bonde · g2 vit bonde · h2 vit bonde · a1 vit torn · c1 vit löpare · d1 vit drottning · e1 vit kung · f1 vit löpare · g1 vit springare · h1 vit torn | a8 svart torn · b8 svart springare · c8 svart löpare · d8 svart drottning · e8 svart kung · h8 svart torn · a7 svart bonde · b7 svart bonde · c7 svart bonde · e7 svart bonde · f7 svart bonde · g7 svart löpare · h7 svart bonde · d6 svart bonde · f6 svart springare · g6 svart bonde · c4 vit bonde · d4 vit bonde · e4 vit bonde · f4 vit bonde · c3 vit springare · a2 vit bonde · b2 vit bonde · g2 vit bonde · h2 vit bonde · a1 vit torn · c1 vit löpare · d1 vit drottning · e1 vit kung · f1 vit löpare · g1 vit springare · h1 vit torn | a8 svart torn · b8 svart springare · c8 svart löpare · d8 svart drottning · e8 svart kung · h8 svart torn · a7 svart bonde · b7 svart bonde · c7 svart bonde · e7 svart bonde · f7 svart bonde · g7 svart löpare · h7 svart bonde · d6 svart bonde · f6 svart springare · g6 svart bonde · c4 vit bonde · d4 vit bonde · e4 vit bonde · f4 vit bonde · c3 vit springare · a2 vit bonde · b2 vit bonde · g2 vit bonde · h2 vit bonde · a1 vit torn · c1 vit löpare · d1 vit drottning · e1 vit kung · f1 vit löpare · g1 vit springare · h1 vit torn | a8 svart torn · b8 svart springare · c8 svart löpare · d8 svart drottning · e8 svart kung · h8 svart torn · a7 svart bonde · b7 svart bonde · c7 svart bonde · e7 svart bonde · f7 svart bonde · g7 svart löpare · h7 svart bonde · d6 svart bonde · f6 svart springare · g6 svart bonde · c4 vit bonde · d4 vit bonde · e4 vit bonde · f4 vit bonde · c3 vit springare · a2 vit bonde · b2 vit bonde · g2 vit bonde · h2 vit bonde · a1 vit torn · c1 vit löpare · d1 vit drottning · e1 vit kung · f1 vit löpare · g1 vit springare · h1 vit torn | a8 svart torn · b8 svart springare · c8 svart löpare · d8 svart drottning · e8 svart kung · h8 svart torn · a7 svart bonde · b7 svart bonde · c7 svart bonde · e7 svart bonde · f7 svart bonde · g7 svart löpare · h7 svart bonde · d6 svart bonde · f6 svart springare · g6 svart bonde · c4 vit bonde · d4 vit bonde · e4 vit bonde · f4 vit bonde · c3 vit springare · a2 vit bonde · b2 vit bonde · g2 vit bonde · h2 vit bonde · a1 vit torn · c1 vit löpare · d1 vit drottning · e1 vit kung · f1 vit löpare · g1 vit springare · h1 vit torn | a8 svart torn · b8 svart springare · c8 svart löpare · d8 svart drottning · e8 svart kung · h8 svart torn · a7 svart bonde · b7 svart bonde · c7 svart bonde · e7 svart bonde · f7 svart bonde · g7 svart löpare · h7 svart bonde · d6 svart bonde · f6 svart springare · g6 svart bonde · c4 vit bonde · d4 vit bonde · e4 vit bonde · f4 vit bonde · c3 vit springare · a2 vit bonde · b2 vit bonde · g2 vit bonde · h2 vit bonde · a1 vit torn · c1 vit löpare · d1 vit drottning · e1 vit kung · f1 vit löpare · g1 vit springare · h1 vit torn | a8 svart torn · b8 svart springare · c8 svart löpare · d8 svart drottning · e8 svart kung · h8 svart torn · a7 svart bonde · b7 svart bonde · c7 svart bonde · e7 svart bonde · f7 svart bonde · g7 svart löpare · h7 svart bonde · d6 svart bonde · f6 svart springare · g6 svart bonde · c4 vit bonde · d4 vit bonde · e4 vit bonde · f4 vit bonde · c3 vit springare · a2 vit bonde · b2 vit bonde · g2 vit bonde · h2 vit bonde · a1 vit torn · c1 vit löpare · d1 vit drottning · e1 vit kung · f1 vit löpare · g1 vit springare · h1 vit torn | 4 |
| 3 | a8 svart torn · b8 svart springare · c8 svart löpare · d8 svart drottning · e8 svart kung · h8 svart torn · a7 svart bonde · b7 svart bonde · c7 svart bonde · e7 svart bonde · f7 svart bonde · g7 svart löpare · h7 svart bonde · d6 svart bonde · f6 svart springare · g6 svart bonde · c4 vit bonde · d4 vit bonde · e4 vit bonde · f4 vit bonde · c3 vit springare · a2 vit bonde · b2 vit bonde · g2 vit bonde · h2 vit bonde · a1 vit torn · c1 vit löpare · d1 vit drottning · e1 vit kung · f1 vit löpare · g1 vit springare · h1 vit torn | a8 svart torn · b8 svart springare · c8 svart löpare · d8 svart drottning · e8 svart kung · h8 svart torn · a7 svart bonde · b7 svart bonde · c7 svart bonde · e7 svart bonde · f7 svart bonde · g7 svart löpare · h7 svart bonde · d6 svart bonde · f6 svart springare · g6 svart bonde · c4 vit bonde · d4 vit bonde · e4 vit bonde · f4 vit bonde · c3 vit springare · a2 vit bonde · b2 vit bonde · g2 vit bonde · h2 vit bonde · a1 vit torn · c1 vit löpare · d1 vit drottning · e1 vit kung · f1 vit löpare · g1 vit springare · h1 vit torn | a8 svart torn · b8 svart springare · c8 svart löpare · d8 svart drottning · e8 svart kung · h8 svart torn · a7 svart bonde · b7 svart bonde · c7 svart bonde · e7 svart bonde · f7 svart bonde · g7 svart löpare · h7 svart bonde · d6 svart bonde · f6 svart springare · g6 svart bonde · c4 vit bonde · d4 vit bonde · e4 vit bonde · f4 vit bonde · c3 vit springare · a2 vit bonde · b2 vit bonde · g2 vit bonde · h2 vit bonde · a1 vit torn · c1 vit löpare · d1 vit drottning · e1 vit kung · f1 vit löpare · g1 vit springare · h1 vit torn | a8 svart torn · b8 svart springare · c8 svart löpare · d8 svart drottning · e8 svart kung · h8 svart torn · a7 svart bonde · b7 svart bonde · c7 svart bonde · e7 svart bonde · f7 svart bonde · g7 svart löpare · h7 svart bonde · d6 svart bonde · f6 svart springare · g6 svart bonde · c4 vit bonde · d4 vit bonde · e4 vit bonde · f4 vit bonde · c3 vit springare · a2 vit bonde · b2 vit bonde · g2 vit bonde · h2 vit bonde · a1 vit torn · c1 vit löpare · d1 vit drottning · e1 vit kung · f1 vit löpare · g1 vit springare · h1 vit torn | a8 svart torn · b8 svart springare · c8 svart löpare · d8 svart drottning · e8 svart kung · h8 svart torn · a7 svart bonde · b7 svart bonde · c7 svart bonde · e7 svart bonde · f7 svart bonde · g7 svart löpare · h7 svart bonde · d6 svart bonde · f6 svart springare · g6 svart bonde · c4 vit bonde · d4 vit bonde · e4 vit bonde · f4 vit bonde · c3 vit springare · a2 vit bonde · b2 vit bonde · g2 vit bonde · h2 vit bonde · a1 vit torn · c1 vit löpare · d1 vit drottning · e1 vit kung · f1 vit löpare · g1 vit springare · h1 vit torn | a8 svart torn · b8 svart springare · c8 svart löpare · d8 svart drottning · e8 svart kung · h8 svart torn · a7 svart bonde · b7 svart bonde · c7 svart bonde · e7 svart bonde · f7 svart bonde · g7 svart löpare · h7 svart bonde · d6 svart bonde · f6 svart springare · g6 svart bonde · c4 vit bonde · d4 vit bonde · e4 vit bonde · f4 vit bonde · c3 vit springare · a2 vit bonde · b2 vit bonde · g2 vit bonde · h2 vit bonde · a1 vit torn · c1 vit löpare · d1 vit drottning · e1 vit kung · f1 vit löpare · g1 vit springare · h1 vit torn | a8 svart torn · b8 svart springare · c8 svart löpare · d8 svart drottning · e8 svart kung · h8 svart torn · a7 svart bonde · b7 svart bonde · c7 svart bonde · e7 svart bonde · f7 svart bonde · g7 svart löpare · h7 svart bonde · d6 svart bonde · f6 svart springare · g6 svart bonde · c4 vit bonde · d4 vit bonde · e4 vit bonde · f4 vit bonde · c3 vit springare · a2 vit bonde · b2 vit bonde · g2 vit bonde · h2 vit bonde · a1 vit torn · c1 vit löpare · d1 vit drottning · e1 vit kung · f1 vit löpare · g1 vit springare · h1 vit torn | a8 svart torn · b8 svart springare · c8 svart löpare · d8 svart drottning · e8 svart kung · h8 svart torn · a7 svart bonde · b7 svart bonde · c7 svart bonde · e7 svart bonde · f7 svart bonde · g7 svart löpare · h7 svart bonde · d6 svart bonde · f6 svart springare · g6 svart bonde · c4 vit bonde · d4 vit bonde · e4 vit bonde · f4 vit bonde · c3 vit springare · a2 vit bonde · b2 vit bonde · g2 vit bonde · h2 vit bonde · a1 vit torn · c1 vit löpare · d1 vit drottning · e1 vit kung · f1 vit löpare · g1 vit springare · h1 vit torn | 3 |
| 2 | a8 svart torn · b8 svart springare · c8 svart löpare · d8 svart drottning · e8 svart kung · h8 svart torn · a7 svart bonde · b7 svart bonde · c7 svart bonde · e7 svart bonde · f7 svart bonde · g7 svart löpare · h7 svart bonde · d6 svart bonde · f6 svart springare · g6 svart bonde · c4 vit bonde · d4 vit bonde · e4 vit bonde · f4 vit bonde · c3 vit springare · a2 vit bonde · b2 vit bonde · g2 vit bonde · h2 vit bonde · a1 vit torn · c1 vit löpare · d1 vit drottning · e1 vit kung · f1 vit löpare · g1 vit springare · h1 vit torn | a8 svart torn · b8 svart springare · c8 svart löpare · d8 svart drottning · e8 svart kung · h8 svart torn · a7 svart bonde · b7 svart bonde · c7 svart bonde · e7 svart bonde · f7 svart bonde · g7 svart löpare · h7 svart bonde · d6 svart bonde · f6 svart springare · g6 svart bonde · c4 vit bonde · d4 vit bonde · e4 vit bonde · f4 vit bonde · c3 vit springare · a2 vit bonde · b2 vit bonde · g2 vit bonde · h2 vit bonde · a1 vit torn · c1 vit löpare · d1 vit drottning · e1 vit kung · f1 vit löpare · g1 vit springare · h1 vit torn | a8 svart torn · b8 svart springare · c8 svart löpare · d8 svart drottning · e8 svart kung · h8 svart torn · a7 svart bonde · b7 svart bonde · c7 svart bonde · e7 svart bonde · f7 svart bonde · g7 svart löpare · h7 svart bonde · d6 svart bonde · f6 svart springare · g6 svart bonde · c4 vit bonde · d4 vit bonde · e4 vit bonde · f4 vit bonde · c3 vit springare · a2 vit bonde · b2 vit bonde · g2 vit bonde · h2 vit bonde · a1 vit torn · c1 vit löpare · d1 vit drottning · e1 vit kung · f1 vit löpare · g1 vit springare · h1 vit torn | a8 svart torn · b8 svart springare · c8 svart löpare · d8 svart drottning · e8 svart kung · h8 svart torn · a7 svart bonde · b7 svart bonde · c7 svart bonde · e7 svart bonde · f7 svart bonde · g7 svart löpare · h7 svart bonde · d6 svart bonde · f6 svart springare · g6 svart bonde · c4 vit bonde · d4 vit bonde · e4 vit bonde · f4 vit bonde · c3 vit springare · a2 vit bonde · b2 vit bonde · g2 vit bonde · h2 vit bonde · a1 vit torn · c1 vit löpare · d1 vit drottning · e1 vit kung · f1 vit löpare · g1 vit springare · h1 vit torn | a8 svart torn · b8 svart springare · c8 svart löpare · d8 svart drottning · e8 svart kung · h8 svart torn · a7 svart bonde · b7 svart bonde · c7 svart bonde · e7 svart bonde · f7 svart bonde · g7 svart löpare · h7 svart bonde · d6 svart bonde · f6 svart springare · g6 svart bonde · c4 vit bonde · d4 vit bonde · e4 vit bonde · f4 vit bonde · c3 vit springare · a2 vit bonde · b2 vit bonde · g2 vit bonde · h2 vit bonde · a1 vit torn · c1 vit löpare · d1 vit drottning · e1 vit kung · f1 vit löpare · g1 vit springare · h1 vit torn | a8 svart torn · b8 svart springare · c8 svart löpare · d8 svart drottning · e8 svart kung · h8 svart torn · a7 svart bonde · b7 svart bonde · c7 svart bonde · e7 svart bonde · f7 svart bonde · g7 svart löpare · h7 svart bonde · d6 svart bonde · f6 svart springare · g6 svart bonde · c4 vit bonde · d4 vit bonde · e4 vit bonde · f4 vit bonde · c3 vit springare · a2 vit bonde · b2 vit bonde · g2 vit bonde · h2 vit bonde · a1 vit torn · c1 vit löpare · d1 vit drottning · e1 vit kung · f1 vit löpare · g1 vit springare · h1 vit torn | a8 svart torn · b8 svart springare · c8 svart löpare · d8 svart drottning · e8 svart kung · h8 svart torn · a7 svart bonde · b7 svart bonde · c7 svart bonde · e7 svart bonde · f7 svart bonde · g7 svart löpare · h7 svart bonde · d6 svart bonde · f6 svart springare · g6 svart bonde · c4 vit bonde · d4 vit bonde · e4 vit bonde · f4 vit bonde · c3 vit springare · a2 vit bonde · b2 vit bonde · g2 vit bonde · h2 vit bonde · a1 vit torn · c1 vit löpare · d1 vit drottning · e1 vit kung · f1 vit löpare · g1 vit springare · h1 vit torn | a8 svart torn · b8 svart springare · c8 svart löpare · d8 svart drottning · e8 svart kung · h8 svart torn · a7 svart bonde · b7 svart bonde · c7 svart bonde · e7 svart bonde · f7 svart bonde · g7 svart löpare · h7 svart bonde · d6 svart bonde · f6 svart springare · g6 svart bonde · c4 vit bonde · d4 vit bonde · e4 vit bonde · f4 vit bonde · c3 vit springare · a2 vit bonde · b2 vit bonde · g2 vit bonde · h2 vit bonde · a1 vit torn · c1 vit löpare · d1 vit drottning · e1 vit kung · f1 vit löpare · g1 vit springare · h1 vit torn | 2 |
| 1 | a8 svart torn · b8 svart springare · c8 svart löpare · d8 svart drottning · e8 svart kung · h8 svart torn · a7 svart bonde · b7 svart bonde · c7 svart bonde · e7 svart bonde · f7 svart bonde · g7 svart löpare · h7 svart bonde · d6 svart bonde · f6 svart springare · g6 svart bonde · c4 vit bonde · d4 vit bonde · e4 vit bonde · f4 vit bonde · c3 vit springare · a2 vit bonde · b2 vit bonde · g2 vit bonde · h2 vit bonde · a1 vit torn · c1 vit löpare · d1 vit drottning · e1 vit kung · f1 vit löpare · g1 vit springare · h1 vit torn | a8 svart torn · b8 svart springare · c8 svart löpare · d8 svart drottning · e8 svart kung · h8 svart torn · a7 svart bonde · b7 svart bonde · c7 svart bonde · e7 svart bonde · f7 svart bonde · g7 svart löpare · h7 svart bonde · d6 svart bonde · f6 svart springare · g6 svart bonde · c4 vit bonde · d4 vit bonde · e4 vit bonde · f4 vit bonde · c3 vit springare · a2 vit bonde · b2 vit bonde · g2 vit bonde · h2 vit bonde · a1 vit torn · c1 vit löpare · d1 vit drottning · e1 vit kung · f1 vit löpare · g1 vit springare · h1 vit torn | a8 svart torn · b8 svart springare · c8 svart löpare · d8 svart drottning · e8 svart kung · h8 svart torn · a7 svart bonde · b7 svart bonde · c7 svart bonde · e7 svart bonde · f7 svart bonde · g7 svart löpare · h7 svart bonde · d6 svart bonde · f6 svart springare · g6 svart bonde · c4 vit bonde · d4 vit bonde · e4 vit bonde · f4 vit bonde · c3 vit springare · a2 vit bonde · b2 vit bonde · g2 vit bonde · h2 vit bonde · a1 vit torn · c1 vit löpare · d1 vit drottning · e1 vit kung · f1 vit löpare · g1 vit springare · h1 vit torn | a8 svart torn · b8 svart springare · c8 svart löpare · d8 svart drottning · e8 svart kung · h8 svart torn · a7 svart bonde · b7 svart bonde · c7 svart bonde · e7 svart bonde · f7 svart bonde · g7 svart löpare · h7 svart bonde · d6 svart bonde · f6 svart springare · g6 svart bonde · c4 vit bonde · d4 vit bonde · e4 vit bonde · f4 vit bonde · c3 vit springare · a2 vit bonde · b2 vit bonde · g2 vit bonde · h2 vit bonde · a1 vit torn · c1 vit löpare · d1 vit drottning · e1 vit kung · f1 vit löpare · g1 vit springare · h1 vit torn | a8 svart torn · b8 svart springare · c8 svart löpare · d8 svart drottning · e8 svart kung · h8 svart torn · a7 svart bonde · b7 svart bonde · c7 svart bonde · e7 svart bonde · f7 svart bonde · g7 svart löpare · h7 svart bonde · d6 svart bonde · f6 svart springare · g6 svart bonde · c4 vit bonde · d4 vit bonde · e4 vit bonde · f4 vit bonde · c3 vit springare · a2 vit bonde · b2 vit bonde · g2 vit bonde · h2 vit bonde · a1 vit torn · c1 vit löpare · d1 vit drottning · e1 vit kung · f1 vit löpare · g1 vit springare · h1 vit torn | a8 svart torn · b8 svart springare · c8 svart löpare · d8 svart drottning · e8 svart kung · h8 svart torn · a7 svart bonde · b7 svart bonde · c7 svart bonde · e7 svart bonde · f7 svart bonde · g7 svart löpare · h7 svart bonde · d6 svart bonde · f6 svart springare · g6 svart bonde · c4 vit bonde · d4 vit bonde · e4 vit bonde · f4 vit bonde · c3 vit springare · a2 vit bonde · b2 vit bonde · g2 vit bonde · h2 vit bonde · a1 vit torn · c1 vit löpare · d1 vit drottning · e1 vit kung · f1 vit löpare · g1 vit springare · h1 vit torn | a8 svart torn · b8 svart springare · c8 svart löpare · d8 svart drottning · e8 svart kung · h8 svart torn · a7 svart bonde · b7 svart bonde · c7 svart bonde · e7 svart bonde · f7 svart bonde · g7 svart löpare · h7 svart bonde · d6 svart bonde · f6 svart springare · g6 svart bonde · c4 vit bonde · d4 vit bonde · e4 vit bonde · f4 vit bonde · c3 vit springare · a2 vit bonde · b2 vit bonde · g2 vit bonde · h2 vit bonde · a1 vit torn · c1 vit löpare · d1 vit drottning · e1 vit kung · f1 vit löpare · g1 vit springare · h1 vit torn | a8 svart torn · b8 svart springare · c8 svart löpare · d8 svart drottning · e8 svart kung · h8 svart torn · a7 svart bonde · b7 svart bonde · c7 svart bonde · e7 svart bonde · f7 svart bonde · g7 svart löpare · h7 svart bonde · d6 svart bonde · f6 svart springare · g6 svart bonde · c4 vit bonde · d4 vit bonde · e4 vit bonde · f4 vit bonde · c3 vit springare · a2 vit bonde · b2 vit bonde · g2 vit bonde · h2 vit bonde · a1 vit torn · c1 vit löpare · d1 vit drottning · e1 vit kung · f1 vit löpare · g1 vit springare · h1 vit torn | 1 |
|   | a | b | c | d | e | f | g | h |   |

Fyrbondevarianten uppkommer efter 3.Sc3 Lg7 4.e4 d6 5.f4 (se diagram). Vit skaffar sig ett massivt centrum men kommer efter i utvecklingen. Svart försöker underminera vits centrum och öppna ställningen.
Sedan följer vanligen 5...0–0 6.Sf3 c5 7.d5 e6 8.Le2 exd5 9.cxd5. Svart fortsätter med 9...Lg4 eller 9...Te8 och vit kan få svårt att hålla sitt centrum intakt i längden.

### Fianchettovarianten
|   | a | b | c | d | e | f | g | h |   |
| 8 | a8 svart torn · b8 svart springare · c8 svart löpare · d8 svart drottning · f8 svart torn · g8 svart kung · a7 svart bonde · b7 svart bonde · c7 svart bonde · e7 svart bonde · f7 svart bonde · g7 svart löpare · h7 svart bonde · d6 svart bonde · f6 svart springare · g6 svart bonde · c4 vit bonde · d4 vit bonde · f3 vit springare · g3 vit bonde · a2 vit bonde · b2 vit bonde · e2 vit bonde · f2 vit bonde · g2 vit löpare · h2 vit bonde · a1 vit torn · b1 vit springare · c1 vit löpare · d1 vit drottning · f1 vit torn · g1 vit kung | a8 svart torn · b8 svart springare · c8 svart löpare · d8 svart drottning · f8 svart torn · g8 svart kung · a7 svart bonde · b7 svart bonde · c7 svart bonde · e7 svart bonde · f7 svart bonde · g7 svart löpare · h7 svart bonde · d6 svart bonde · f6 svart springare · g6 svart bonde · c4 vit bonde · d4 vit bonde · f3 vit springare · g3 vit bonde · a2 vit bonde · b2 vit bonde · e2 vit bonde · f2 vit bonde · g2 vit löpare · h2 vit bonde · a1 vit torn · b1 vit springare · c1 vit löpare · d1 vit drottning · f1 vit torn · g1 vit kung | a8 svart torn · b8 svart springare · c8 svart löpare · d8 svart drottning · f8 svart torn · g8 svart kung · a7 svart bonde · b7 svart bonde · c7 svart bonde · e7 svart bonde · f7 svart bonde · g7 svart löpare · h7 svart bonde · d6 svart bonde · f6 svart springare · g6 svart bonde · c4 vit bonde · d4 vit bonde · f3 vit springare · g3 vit bonde · a2 vit bonde · b2 vit bonde · e2 vit bonde · f2 vit bonde · g2 vit löpare · h2 vit bonde · a1 vit torn · b1 vit springare · c1 vit löpare · d1 vit drottning · f1 vit torn · g1 vit kung | a8 svart torn · b8 svart springare · c8 svart löpare · d8 svart drottning · f8 svart torn · g8 svart kung · a7 svart bonde · b7 svart bonde · c7 svart bonde · e7 svart bonde · f7 svart bonde · g7 svart löpare · h7 svart bonde · d6 svart bonde · f6 svart springare · g6 svart bonde · c4 vit bonde · d4 vit bonde · f3 vit springare · g3 vit bonde · a2 vit bonde · b2 vit bonde · e2 vit bonde · f2 vit bonde · g2 vit löpare · h2 vit bonde · a1 vit torn · b1 vit springare · c1 vit löpare · d1 vit drottning · f1 vit torn · g1 vit kung | a8 svart torn · b8 svart springare · c8 svart löpare · d8 svart drottning · f8 svart torn · g8 svart kung · a7 svart bonde · b7 svart bonde · c7 svart bonde · e7 svart bonde · f7 svart bonde · g7 svart löpare · h7 svart bonde · d6 svart bonde · f6 svart springare · g6 svart bonde · c4 vit bonde · d4 vit bonde · f3 vit springare · g3 vit bonde · a2 vit bonde · b2 vit bonde · e2 vit bonde · f2 vit bonde · g2 vit löpare · h2 vit bonde · a1 vit torn · b1 vit springare · c1 vit löpare · d1 vit drottning · f1 vit torn · g1 vit kung | a8 svart torn · b8 svart springare · c8 svart löpare · d8 svart drottning · f8 svart torn · g8 svart kung · a7 svart bonde · b7 svart bonde · c7 svart bonde · e7 svart bonde · f7 svart bonde · g7 svart löpare · h7 svart bonde · d6 svart bonde · f6 svart springare · g6 svart bonde · c4 vit bonde · d4 vit bonde · f3 vit springare · g3 vit bonde · a2 vit bonde · b2 vit bonde · e2 vit bonde · f2 vit bonde · g2 vit löpare · h2 vit bonde · a1 vit torn · b1 vit springare · c1 vit löpare · d1 vit drottning · f1 vit torn · g1 vit kung | a8 svart torn · b8 svart springare · c8 svart löpare · d8 svart drottning · f8 svart torn · g8 svart kung · a7 svart bonde · b7 svart bonde · c7 svart bonde · e7 svart bonde · f7 svart bonde · g7 svart löpare · h7 svart bonde · d6 svart bonde · f6 svart springare · g6 svart bonde · c4 vit bonde · d4 vit bonde · f3 vit springare · g3 vit bonde · a2 vit bonde · b2 vit bonde · e2 vit bonde · f2 vit bonde · g2 vit löpare · h2 vit bonde · a1 vit torn · b1 vit springare · c1 vit löpare · d1 vit drottning · f1 vit torn · g1 vit kung | a8 svart torn · b8 svart springare · c8 svart löpare · d8 svart drottning · f8 svart torn · g8 svart kung · a7 svart bonde · b7 svart bonde · c7 svart bonde · e7 svart bonde · f7 svart bonde · g7 svart löpare · h7 svart bonde · d6 svart bonde · f6 svart springare · g6 svart bonde · c4 vit bonde · d4 vit bonde · f3 vit springare · g3 vit bonde · a2 vit bonde · b2 vit bonde · e2 vit bonde · f2 vit bonde · g2 vit löpare · h2 vit bonde · a1 vit torn · b1 vit springare · c1 vit löpare · d1 vit drottning · f1 vit torn · g1 vit kung | 8 |
| 7 | a8 svart torn · b8 svart springare · c8 svart löpare · d8 svart drottning · f8 svart torn · g8 svart kung · a7 svart bonde · b7 svart bonde · c7 svart bonde · e7 svart bonde · f7 svart bonde · g7 svart löpare · h7 svart bonde · d6 svart bonde · f6 svart springare · g6 svart bonde · c4 vit bonde · d4 vit bonde · f3 vit springare · g3 vit bonde · a2 vit bonde · b2 vit bonde · e2 vit bonde · f2 vit bonde · g2 vit löpare · h2 vit bonde · a1 vit torn · b1 vit springare · c1 vit löpare · d1 vit drottning · f1 vit torn · g1 vit kung | a8 svart torn · b8 svart springare · c8 svart löpare · d8 svart drottning · f8 svart torn · g8 svart kung · a7 svart bonde · b7 svart bonde · c7 svart bonde · e7 svart bonde · f7 svart bonde · g7 svart löpare · h7 svart bonde · d6 svart bonde · f6 svart springare · g6 svart bonde · c4 vit bonde · d4 vit bonde · f3 vit springare · g3 vit bonde · a2 vit bonde · b2 vit bonde · e2 vit bonde · f2 vit bonde · g2 vit löpare · h2 vit bonde · a1 vit torn · b1 vit springare · c1 vit löpare · d1 vit drottning · f1 vit torn · g1 vit kung | a8 svart torn · b8 svart springare · c8 svart löpare · d8 svart drottning · f8 svart torn · g8 svart kung · a7 svart bonde · b7 svart bonde · c7 svart bonde · e7 svart bonde · f7 svart bonde · g7 svart löpare · h7 svart bonde · d6 svart bonde · f6 svart springare · g6 svart bonde · c4 vit bonde · d4 vit bonde · f3 vit springare · g3 vit bonde · a2 vit bonde · b2 vit bonde · e2 vit bonde · f2 vit bonde · g2 vit löpare · h2 vit bonde · a1 vit torn · b1 vit springare · c1 vit löpare · d1 vit drottning · f1 vit torn · g1 vit kung | a8 svart torn · b8 svart springare · c8 svart löpare · d8 svart drottning · f8 svart torn · g8 svart kung · a7 svart bonde · b7 svart bonde · c7 svart bonde · e7 svart bonde · f7 svart bonde · g7 svart löpare · h7 svart bonde · d6 svart bonde · f6 svart springare · g6 svart bonde · c4 vit bonde · d4 vit bonde · f3 vit springare · g3 vit bonde · a2 vit bonde · b2 vit bonde · e2 vit bonde · f2 vit bonde · g2 vit löpare · h2 vit bonde · a1 vit torn · b1 vit springare · c1 vit löpare · d1 vit drottning · f1 vit torn · g1 vit kung | a8 svart torn · b8 svart springare · c8 svart löpare · d8 svart drottning · f8 svart torn · g8 svart kung · a7 svart bonde · b7 svart bonde · c7 svart bonde · e7 svart bonde · f7 svart bonde · g7 svart löpare · h7 svart bonde · d6 svart bonde · f6 svart springare · g6 svart bonde · c4 vit bonde · d4 vit bonde · f3 vit springare · g3 vit bonde · a2 vit bonde · b2 vit bonde · e2 vit bonde · f2 vit bonde · g2 vit löpare · h2 vit bonde · a1 vit torn · b1 vit springare · c1 vit löpare · d1 vit drottning · f1 vit torn · g1 vit kung | a8 svart torn · b8 svart springare · c8 svart löpare · d8 svart drottning · f8 svart torn · g8 svart kung · a7 svart bonde · b7 svart bonde · c7 svart bonde · e7 svart bonde · f7 svart bonde · g7 svart löpare · h7 svart bonde · d6 svart bonde · f6 svart springare · g6 svart bonde · c4 vit bonde · d4 vit bonde · f3 vit springare · g3 vit bonde · a2 vit bonde · b2 vit bonde · e2 vit bonde · f2 vit bonde · g2 vit löpare · h2 vit bonde · a1 vit torn · b1 vit springare · c1 vit löpare · d1 vit drottning · f1 vit torn · g1 vit kung | a8 svart torn · b8 svart springare · c8 svart löpare · d8 svart drottning · f8 svart torn · g8 svart kung · a7 svart bonde · b7 svart bonde · c7 svart bonde · e7 svart bonde · f7 svart bonde · g7 svart löpare · h7 svart bonde · d6 svart bonde · f6 svart springare · g6 svart bonde · c4 vit bonde · d4 vit bonde · f3 vit springare · g3 vit bonde · a2 vit bonde · b2 vit bonde · e2 vit bonde · f2 vit bonde · g2 vit löpare · h2 vit bonde · a1 vit torn · b1 vit springare · c1 vit löpare · d1 vit drottning · f1 vit torn · g1 vit kung | a8 svart torn · b8 svart springare · c8 svart löpare · d8 svart drottning · f8 svart torn · g8 svart kung · a7 svart bonde · b7 svart bonde · c7 svart bonde · e7 svart bonde · f7 svart bonde · g7 svart löpare · h7 svart bonde · d6 svart bonde · f6 svart springare · g6 svart bonde · c4 vit bonde · d4 vit bonde · f3 vit springare · g3 vit bonde · a2 vit bonde · b2 vit bonde · e2 vit bonde · f2 vit bonde · g2 vit löpare · h2 vit bonde · a1 vit torn · b1 vit springare · c1 vit löpare · d1 vit drottning · f1 vit torn · g1 vit kung | 7 |
| 6 | a8 svart torn · b8 svart springare · c8 svart löpare · d8 svart drottning · f8 svart torn · g8 svart kung · a7 svart bonde · b7 svart bonde · c7 svart bonde · e7 svart bonde · f7 svart bonde · g7 svart löpare · h7 svart bonde · d6 svart bonde · f6 svart springare · g6 svart bonde · c4 vit bonde · d4 vit bonde · f3 vit springare · g3 vit bonde · a2 vit bonde · b2 vit bonde · e2 vit bonde · f2 vit bonde · g2 vit löpare · h2 vit bonde · a1 vit torn · b1 vit springare · c1 vit löpare · d1 vit drottning · f1 vit torn · g1 vit kung | a8 svart torn · b8 svart springare · c8 svart löpare · d8 svart drottning · f8 svart torn · g8 svart kung · a7 svart bonde · b7 svart bonde · c7 svart bonde · e7 svart bonde · f7 svart bonde · g7 svart löpare · h7 svart bonde · d6 svart bonde · f6 svart springare · g6 svart bonde · c4 vit bonde · d4 vit bonde · f3 vit springare · g3 vit bonde · a2 vit bonde · b2 vit bonde · e2 vit bonde · f2 vit bonde · g2 vit löpare · h2 vit bonde · a1 vit torn · b1 vit springare · c1 vit löpare · d1 vit drottning · f1 vit torn · g1 vit kung | a8 svart torn · b8 svart springare · c8 svart löpare · d8 svart drottning · f8 svart torn · g8 svart kung · a7 svart bonde · b7 svart bonde · c7 svart bonde · e7 svart bonde · f7 svart bonde · g7 svart löpare · h7 svart bonde · d6 svart bonde · f6 svart springare · g6 svart bonde · c4 vit bonde · d4 vit bonde · f3 vit springare · g3 vit bonde · a2 vit bonde · b2 vit bonde · e2 vit bonde · f2 vit bonde · g2 vit löpare · h2 vit bonde · a1 vit torn · b1 vit springare · c1 vit löpare · d1 vit drottning · f1 vit torn · g1 vit kung | a8 svart torn · b8 svart springare · c8 svart löpare · d8 svart drottning · f8 svart torn · g8 svart kung · a7 svart bonde · b7 svart bonde · c7 svart bonde · e7 svart bonde · f7 svart bonde · g7 svart löpare · h7 svart bonde · d6 svart bonde · f6 svart springare · g6 svart bonde · c4 vit bonde · d4 vit bonde · f3 vit springare · g3 vit bonde · a2 vit bonde · b2 vit bonde · e2 vit bonde · f2 vit bonde · g2 vit löpare · h2 vit bonde · a1 vit torn · b1 vit springare · c1 vit löpare · d1 vit drottning · f1 vit torn · g1 vit kung | a8 svart torn · b8 svart springare · c8 svart löpare · d8 svart drottning · f8 svart torn · g8 svart kung · a7 svart bonde · b7 svart bonde · c7 svart bonde · e7 svart bonde · f7 svart bonde · g7 svart löpare · h7 svart bonde · d6 svart bonde · f6 svart springare · g6 svart bonde · c4 vit bonde · d4 vit bonde · f3 vit springare · g3 vit bonde · a2 vit bonde · b2 vit bonde · e2 vit bonde · f2 vit bonde · g2 vit löpare · h2 vit bonde · a1 vit torn · b1 vit springare · c1 vit löpare · d1 vit drottning · f1 vit torn · g1 vit kung | a8 svart torn · b8 svart springare · c8 svart löpare · d8 svart drottning · f8 svart torn · g8 svart kung · a7 svart bonde · b7 svart bonde · c7 svart bonde · e7 svart bonde · f7 svart bonde · g7 svart löpare · h7 svart bonde · d6 svart bonde · f6 svart springare · g6 svart bonde · c4 vit bonde · d4 vit bonde · f3 vit springare · g3 vit bonde · a2 vit bonde · b2 vit bonde · e2 vit bonde · f2 vit bonde · g2 vit löpare · h2 vit bonde · a1 vit torn · b1 vit springare · c1 vit löpare · d1 vit drottning · f1 vit torn · g1 vit kung | a8 svart torn · b8 svart springare · c8 svart löpare · d8 svart drottning · f8 svart torn · g8 svart kung · a7 svart bonde · b7 svart bonde · c7 svart bonde · e7 svart bonde · f7 svart bonde · g7 svart löpare · h7 svart bonde · d6 svart bonde · f6 svart springare · g6 svart bonde · c4 vit bonde · d4 vit bonde · f3 vit springare · g3 vit bonde · a2 vit bonde · b2 vit bonde · e2 vit bonde · f2 vit bonde · g2 vit löpare · h2 vit bonde · a1 vit torn · b1 vit springare · c1 vit löpare · d1 vit drottning · f1 vit torn · g1 vit kung | a8 svart torn · b8 svart springare · c8 svart löpare · d8 svart drottning · f8 svart torn · g8 svart kung · a7 svart bonde · b7 svart bonde · c7 svart bonde · e7 svart bonde · f7 svart bonde · g7 svart löpare · h7 svart bonde · d6 svart bonde · f6 svart springare · g6 svart bonde · c4 vit bonde · d4 vit bonde · f3 vit springare · g3 vit bonde · a2 vit bonde · b2 vit bonde · e2 vit bonde · f2 vit bonde · g2 vit löpare · h2 vit bonde · a1 vit torn · b1 vit springare · c1 vit löpare · d1 vit drottning · f1 vit torn · g1 vit kung | 6 |
| 5 | a8 svart torn · b8 svart springare · c8 svart löpare · d8 svart drottning · f8 svart torn · g8 svart kung · a7 svart bonde · b7 svart bonde · c7 svart bonde · e7 svart bonde · f7 svart bonde · g7 svart löpare · h7 svart bonde · d6 svart bonde · f6 svart springare · g6 svart bonde · c4 vit bonde · d4 vit bonde · f3 vit springare · g3 vit bonde · a2 vit bonde · b2 vit bonde · e2 vit bonde · f2 vit bonde · g2 vit löpare · h2 vit bonde · a1 vit torn · b1 vit springare · c1 vit löpare · d1 vit drottning · f1 vit torn · g1 vit kung | a8 svart torn · b8 svart springare · c8 svart löpare · d8 svart drottning · f8 svart torn · g8 svart kung · a7 svart bonde · b7 svart bonde · c7 svart bonde · e7 svart bonde · f7 svart bonde · g7 svart löpare · h7 svart bonde · d6 svart bonde · f6 svart springare · g6 svart bonde · c4 vit bonde · d4 vit bonde · f3 vit springare · g3 vit bonde · a2 vit bonde · b2 vit bonde · e2 vit bonde · f2 vit bonde · g2 vit löpare · h2 vit bonde · a1 vit torn · b1 vit springare · c1 vit löpare · d1 vit drottning · f1 vit torn · g1 vit kung | a8 svart torn · b8 svart springare · c8 svart löpare · d8 svart drottning · f8 svart torn · g8 svart kung · a7 svart bonde · b7 svart bonde · c7 svart bonde · e7 svart bonde · f7 svart bonde · g7 svart löpare · h7 svart bonde · d6 svart bonde · f6 svart springare · g6 svart bonde · c4 vit bonde · d4 vit bonde · f3 vit springare · g3 vit bonde · a2 vit bonde · b2 vit bonde · e2 vit bonde · f2 vit bonde · g2 vit löpare · h2 vit bonde · a1 vit torn · b1 vit springare · c1 vit löpare · d1 vit drottning · f1 vit torn · g1 vit kung | a8 svart torn · b8 svart springare · c8 svart löpare · d8 svart drottning · f8 svart torn · g8 svart kung · a7 svart bonde · b7 svart bonde · c7 svart bonde · e7 svart bonde · f7 svart bonde · g7 svart löpare · h7 svart bonde · d6 svart bonde · f6 svart springare · g6 svart bonde · c4 vit bonde · d4 vit bonde · f3 vit springare · g3 vit bonde · a2 vit bonde · b2 vit bonde · e2 vit bonde · f2 vit bonde · g2 vit löpare · h2 vit bonde · a1 vit torn · b1 vit springare · c1 vit löpare · d1 vit drottning · f1 vit torn · g1 vit kung | a8 svart torn · b8 svart springare · c8 svart löpare · d8 svart drottning · f8 svart torn · g8 svart kung · a7 svart bonde · b7 svart bonde · c7 svart bonde · e7 svart bonde · f7 svart bonde · g7 svart löpare · h7 svart bonde · d6 svart bonde · f6 svart springare · g6 svart bonde · c4 vit bonde · d4 vit bonde · f3 vit springare · g3 vit bonde · a2 vit bonde · b2 vit bonde · e2 vit bonde · f2 vit bonde · g2 vit löpare · h2 vit bonde · a1 vit torn · b1 vit springare · c1 vit löpare · d1 vit drottning · f1 vit torn · g1 vit kung | a8 svart torn · b8 svart springare · c8 svart löpare · d8 svart drottning · f8 svart torn · g8 svart kung · a7 svart bonde · b7 svart bonde · c7 svart bonde · e7 svart bonde · f7 svart bonde · g7 svart löpare · h7 svart bonde · d6 svart bonde · f6 svart springare · g6 svart bonde · c4 vit bonde · d4 vit bonde · f3 vit springare · g3 vit bonde · a2 vit bonde · b2 vit bonde · e2 vit bonde · f2 vit bonde · g2 vit löpare · h2 vit bonde · a1 vit torn · b1 vit springare · c1 vit löpare · d1 vit drottning · f1 vit torn · g1 vit kung | a8 svart torn · b8 svart springare · c8 svart löpare · d8 svart drottning · f8 svart torn · g8 svart kung · a7 svart bonde · b7 svart bonde · c7 svart bonde · e7 svart bonde · f7 svart bonde · g7 svart löpare · h7 svart bonde · d6 svart bonde · f6 svart springare · g6 svart bonde · c4 vit bonde · d4 vit bonde · f3 vit springare · g3 vit bonde · a2 vit bonde · b2 vit bonde · e2 vit bonde · f2 vit bonde · g2 vit löpare · h2 vit bonde · a1 vit torn · b1 vit springare · c1 vit löpare · d1 vit drottning · f1 vit torn · g1 vit kung | a8 svart torn · b8 svart springare · c8 svart löpare · d8 svart drottning · f8 svart torn · g8 svart kung · a7 svart bonde · b7 svart bonde · c7 svart bonde · e7 svart bonde · f7 svart bonde · g7 svart löpare · h7 svart bonde · d6 svart bonde · f6 svart springare · g6 svart bonde · c4 vit bonde · d4 vit bonde · f3 vit springare · g3 vit bonde · a2 vit bonde · b2 vit bonde · e2 vit bonde · f2 vit bonde · g2 vit löpare · h2 vit bonde · a1 vit torn · b1 vit springare · c1 vit löpare · d1 vit drottning · f1 vit torn · g1 vit kung | 5 |
| 4 | a8 svart torn · b8 svart springare · c8 svart löpare · d8 svart drottning · f8 svart torn · g8 svart kung · a7 svart bonde · b7 svart bonde · c7 svart bonde · e7 svart bonde · f7 svart bonde · g7 svart löpare · h7 svart bonde · d6 svart bonde · f6 svart springare · g6 svart bonde · c4 vit bonde · d4 vit bonde · f3 vit springare · g3 vit bonde · a2 vit bonde · b2 vit bonde · e2 vit bonde · f2 vit bonde · g2 vit löpare · h2 vit bonde · a1 vit torn · b1 vit springare · c1 vit löpare · d1 vit drottning · f1 vit torn · g1 vit kung | a8 svart torn · b8 svart springare · c8 svart löpare · d8 svart drottning · f8 svart torn · g8 svart kung · a7 svart bonde · b7 svart bonde · c7 svart bonde · e7 svart bonde · f7 svart bonde · g7 svart löpare · h7 svart bonde · d6 svart bonde · f6 svart springare · g6 svart bonde · c4 vit bonde · d4 vit bonde · f3 vit springare · g3 vit bonde · a2 vit bonde · b2 vit bonde · e2 vit bonde · f2 vit bonde · g2 vit löpare · h2 vit bonde · a1 vit torn · b1 vit springare · c1 vit löpare · d1 vit drottning · f1 vit torn · g1 vit kung | a8 svart torn · b8 svart springare · c8 svart löpare · d8 svart drottning · f8 svart torn · g8 svart kung · a7 svart bonde · b7 svart bonde · c7 svart bonde · e7 svart bonde · f7 svart bonde · g7 svart löpare · h7 svart bonde · d6 svart bonde · f6 svart springare · g6 svart bonde · c4 vit bonde · d4 vit bonde · f3 vit springare · g3 vit bonde · a2 vit bonde · b2 vit bonde · e2 vit bonde · f2 vit bonde · g2 vit löpare · h2 vit bonde · a1 vit torn · b1 vit springare · c1 vit löpare · d1 vit drottning · f1 vit torn · g1 vit kung | a8 svart torn · b8 svart springare · c8 svart löpare · d8 svart drottning · f8 svart torn · g8 svart kung · a7 svart bonde · b7 svart bonde · c7 svart bonde · e7 svart bonde · f7 svart bonde · g7 svart löpare · h7 svart bonde · d6 svart bonde · f6 svart springare · g6 svart bonde · c4 vit bonde · d4 vit bonde · f3 vit springare · g3 vit bonde · a2 vit bonde · b2 vit bonde · e2 vit bonde · f2 vit bonde · g2 vit löpare · h2 vit bonde · a1 vit torn · b1 vit springare · c1 vit löpare · d1 vit drottning · f1 vit torn · g1 vit kung | a8 svart torn · b8 svart springare · c8 svart löpare · d8 svart drottning · f8 svart torn · g8 svart kung · a7 svart bonde · b7 svart bonde · c7 svart bonde · e7 svart bonde · f7 svart bonde · g7 svart löpare · h7 svart bonde · d6 svart bonde · f6 svart springare · g6 svart bonde · c4 vit bonde · d4 vit bonde · f3 vit springare · g3 vit bonde · a2 vit bonde · b2 vit bonde · e2 vit bonde · f2 vit bonde · g2 vit löpare · h2 vit bonde · a1 vit torn · b1 vit springare · c1 vit löpare · d1 vit drottning · f1 vit torn · g1 vit kung | a8 svart torn · b8 svart springare · c8 svart löpare · d8 svart drottning · f8 svart torn · g8 svart kung · a7 svart bonde · b7 svart bonde · c7 svart bonde · e7 svart bonde · f7 svart bonde · g7 svart löpare · h7 svart bonde · d6 svart bonde · f6 svart springare · g6 svart bonde · c4 vit bonde · d4 vit bonde · f3 vit springare · g3 vit bonde · a2 vit bonde · b2 vit bonde · e2 vit bonde · f2 vit bonde · g2 vit löpare · h2 vit bonde · a1 vit torn · b1 vit springare · c1 vit löpare · d1 vit drottning · f1 vit torn · g1 vit kung | a8 svart torn · b8 svart springare · c8 svart löpare · d8 svart drottning · f8 svart torn · g8 svart kung · a7 svart bonde · b7 svart bonde · c7 svart bonde · e7 svart bonde · f7 svart bonde · g7 svart löpare · h7 svart bonde · d6 svart bonde · f6 svart springare · g6 svart bonde · c4 vit bonde · d4 vit bonde · f3 vit springare · g3 vit bonde · a2 vit bonde · b2 vit bonde · e2 vit bonde · f2 vit bonde · g2 vit löpare · h2 vit bonde · a1 vit torn · b1 vit springare · c1 vit löpare · d1 vit drottning · f1 vit torn · g1 vit kung | a8 svart torn · b8 svart springare · c8 svart löpare · d8 svart drottning · f8 svart torn · g8 svart kung · a7 svart bonde · b7 svart bonde · c7 svart bonde · e7 svart bonde · f7 svart bonde · g7 svart löpare · h7 svart bonde · d6 svart bonde · f6 svart springare · g6 svart bonde · c4 vit bonde · d4 vit bonde · f3 vit springare · g3 vit bonde · a2 vit bonde · b2 vit bonde · e2 vit bonde · f2 vit bonde · g2 vit löpare · h2 vit bonde · a1 vit torn · b1 vit springare · c1 vit löpare · d1 vit drottning · f1 vit torn · g1 vit kung | 4 |
| 3 | a8 svart torn · b8 svart springare · c8 svart löpare · d8 svart drottning · f8 svart torn · g8 svart kung · a7 svart bonde · b7 svart bonde · c7 svart bonde · e7 svart bonde · f7 svart bonde · g7 svart löpare · h7 svart bonde · d6 svart bonde · f6 svart springare · g6 svart bonde · c4 vit bonde · d4 vit bonde · f3 vit springare · g3 vit bonde · a2 vit bonde · b2 vit bonde · e2 vit bonde · f2 vit bonde · g2 vit löpare · h2 vit bonde · a1 vit torn · b1 vit springare · c1 vit löpare · d1 vit drottning · f1 vit torn · g1 vit kung | a8 svart torn · b8 svart springare · c8 svart löpare · d8 svart drottning · f8 svart torn · g8 svart kung · a7 svart bonde · b7 svart bonde · c7 svart bonde · e7 svart bonde · f7 svart bonde · g7 svart löpare · h7 svart bonde · d6 svart bonde · f6 svart springare · g6 svart bonde · c4 vit bonde · d4 vit bonde · f3 vit springare · g3 vit bonde · a2 vit bonde · b2 vit bonde · e2 vit bonde · f2 vit bonde · g2 vit löpare · h2 vit bonde · a1 vit torn · b1 vit springare · c1 vit löpare · d1 vit drottning · f1 vit torn · g1 vit kung | a8 svart torn · b8 svart springare · c8 svart löpare · d8 svart drottning · f8 svart torn · g8 svart kung · a7 svart bonde · b7 svart bonde · c7 svart bonde · e7 svart bonde · f7 svart bonde · g7 svart löpare · h7 svart bonde · d6 svart bonde · f6 svart springare · g6 svart bonde · c4 vit bonde · d4 vit bonde · f3 vit springare · g3 vit bonde · a2 vit bonde · b2 vit bonde · e2 vit bonde · f2 vit bonde · g2 vit löpare · h2 vit bonde · a1 vit torn · b1 vit springare · c1 vit löpare · d1 vit drottning · f1 vit torn · g1 vit kung | a8 svart torn · b8 svart springare · c8 svart löpare · d8 svart drottning · f8 svart torn · g8 svart kung · a7 svart bonde · b7 svart bonde · c7 svart bonde · e7 svart bonde · f7 svart bonde · g7 svart löpare · h7 svart bonde · d6 svart bonde · f6 svart springare · g6 svart bonde · c4 vit bonde · d4 vit bonde · f3 vit springare · g3 vit bonde · a2 vit bonde · b2 vit bonde · e2 vit bonde · f2 vit bonde · g2 vit löpare · h2 vit bonde · a1 vit torn · b1 vit springare · c1 vit löpare · d1 vit drottning · f1 vit torn · g1 vit kung | a8 svart torn · b8 svart springare · c8 svart löpare · d8 svart drottning · f8 svart torn · g8 svart kung · a7 svart bonde · b7 svart bonde · c7 svart bonde · e7 svart bonde · f7 svart bonde · g7 svart löpare · h7 svart bonde · d6 svart bonde · f6 svart springare · g6 svart bonde · c4 vit bonde · d4 vit bonde · f3 vit springare · g3 vit bonde · a2 vit bonde · b2 vit bonde · e2 vit bonde · f2 vit bonde · g2 vit löpare · h2 vit bonde · a1 vit torn · b1 vit springare · c1 vit löpare · d1 vit drottning · f1 vit torn · g1 vit kung | a8 svart torn · b8 svart springare · c8 svart löpare · d8 svart drottning · f8 svart torn · g8 svart kung · a7 svart bonde · b7 svart bonde · c7 svart bonde · e7 svart bonde · f7 svart bonde · g7 svart löpare · h7 svart bonde · d6 svart bonde · f6 svart springare · g6 svart bonde · c4 vit bonde · d4 vit bonde · f3 vit springare · g3 vit bonde · a2 vit bonde · b2 vit bonde · e2 vit bonde · f2 vit bonde · g2 vit löpare · h2 vit bonde · a1 vit torn · b1 vit springare · c1 vit löpare · d1 vit drottning · f1 vit torn · g1 vit kung | a8 svart torn · b8 svart springare · c8 svart löpare · d8 svart drottning · f8 svart torn · g8 svart kung · a7 svart bonde · b7 svart bonde · c7 svart bonde · e7 svart bonde · f7 svart bonde · g7 svart löpare · h7 svart bonde · d6 svart bonde · f6 svart springare · g6 svart bonde · c4 vit bonde · d4 vit bonde · f3 vit springare · g3 vit bonde · a2 vit bonde · b2 vit bonde · e2 vit bonde · f2 vit bonde · g2 vit löpare · h2 vit bonde · a1 vit torn · b1 vit springare · c1 vit löpare · d1 vit drottning · f1 vit torn · g1 vit kung | a8 svart torn · b8 svart springare · c8 svart löpare · d8 svart drottning · f8 svart torn · g8 svart kung · a7 svart bonde · b7 svart bonde · c7 svart bonde · e7 svart bonde · f7 svart bonde · g7 svart löpare · h7 svart bonde · d6 svart bonde · f6 svart springare · g6 svart bonde · c4 vit bonde · d4 vit bonde · f3 vit springare · g3 vit bonde · a2 vit bonde · b2 vit bonde · e2 vit bonde · f2 vit bonde · g2 vit löpare · h2 vit bonde · a1 vit torn · b1 vit springare · c1 vit löpare · d1 vit drottning · f1 vit torn · g1 vit kung | 3 |
| 2 | a8 svart torn · b8 svart springare · c8 svart löpare · d8 svart drottning · f8 svart torn · g8 svart kung · a7 svart bonde · b7 svart bonde · c7 svart bonde · e7 svart bonde · f7 svart bonde · g7 svart löpare · h7 svart bonde · d6 svart bonde · f6 svart springare · g6 svart bonde · c4 vit bonde · d4 vit bonde · f3 vit springare · g3 vit bonde · a2 vit bonde · b2 vit bonde · e2 vit bonde · f2 vit bonde · g2 vit löpare · h2 vit bonde · a1 vit torn · b1 vit springare · c1 vit löpare · d1 vit drottning · f1 vit torn · g1 vit kung | a8 svart torn · b8 svart springare · c8 svart löpare · d8 svart drottning · f8 svart torn · g8 svart kung · a7 svart bonde · b7 svart bonde · c7 svart bonde · e7 svart bonde · f7 svart bonde · g7 svart löpare · h7 svart bonde · d6 svart bonde · f6 svart springare · g6 svart bonde · c4 vit bonde · d4 vit bonde · f3 vit springare · g3 vit bonde · a2 vit bonde · b2 vit bonde · e2 vit bonde · f2 vit bonde · g2 vit löpare · h2 vit bonde · a1 vit torn · b1 vit springare · c1 vit löpare · d1 vit drottning · f1 vit torn · g1 vit kung | a8 svart torn · b8 svart springare · c8 svart löpare · d8 svart drottning · f8 svart torn · g8 svart kung · a7 svart bonde · b7 svart bonde · c7 svart bonde · e7 svart bonde · f7 svart bonde · g7 svart löpare · h7 svart bonde · d6 svart bonde · f6 svart springare · g6 svart bonde · c4 vit bonde · d4 vit bonde · f3 vit springare · g3 vit bonde · a2 vit bonde · b2 vit bonde · e2 vit bonde · f2 vit bonde · g2 vit löpare · h2 vit bonde · a1 vit torn · b1 vit springare · c1 vit löpare · d1 vit drottning · f1 vit torn · g1 vit kung | a8 svart torn · b8 svart springare · c8 svart löpare · d8 svart drottning · f8 svart torn · g8 svart kung · a7 svart bonde · b7 svart bonde · c7 svart bonde · e7 svart bonde · f7 svart bonde · g7 svart löpare · h7 svart bonde · d6 svart bonde · f6 svart springare · g6 svart bonde · c4 vit bonde · d4 vit bonde · f3 vit springare · g3 vit bonde · a2 vit bonde · b2 vit bonde · e2 vit bonde · f2 vit bonde · g2 vit löpare · h2 vit bonde · a1 vit torn · b1 vit springare · c1 vit löpare · d1 vit drottning · f1 vit torn · g1 vit kung | a8 svart torn · b8 svart springare · c8 svart löpare · d8 svart drottning · f8 svart torn · g8 svart kung · a7 svart bonde · b7 svart bonde · c7 svart bonde · e7 svart bonde · f7 svart bonde · g7 svart löpare · h7 svart bonde · d6 svart bonde · f6 svart springare · g6 svart bonde · c4 vit bonde · d4 vit bonde · f3 vit springare · g3 vit bonde · a2 vit bonde · b2 vit bonde · e2 vit bonde · f2 vit bonde · g2 vit löpare · h2 vit bonde · a1 vit torn · b1 vit springare · c1 vit löpare · d1 vit drottning · f1 vit torn · g1 vit kung | a8 svart torn · b8 svart springare · c8 svart löpare · d8 svart drottning · f8 svart torn · g8 svart kung · a7 svart bonde · b7 svart bonde · c7 svart bonde · e7 svart bonde · f7 svart bonde · g7 svart löpare · h7 svart bonde · d6 svart bonde · f6 svart springare · g6 svart bonde · c4 vit bonde · d4 vit bonde · f3 vit springare · g3 vit bonde · a2 vit bonde · b2 vit bonde · e2 vit bonde · f2 vit bonde · g2 vit löpare · h2 vit bonde · a1 vit torn · b1 vit springare · c1 vit löpare · d1 vit drottning · f1 vit torn · g1 vit kung | a8 svart torn · b8 svart springare · c8 svart löpare · d8 svart drottning · f8 svart torn · g8 svart kung · a7 svart bonde · b7 svart bonde · c7 svart bonde · e7 svart bonde · f7 svart bonde · g7 svart löpare · h7 svart bonde · d6 svart bonde · f6 svart springare · g6 svart bonde · c4 vit bonde · d4 vit bonde · f3 vit springare · g3 vit bonde · a2 vit bonde · b2 vit bonde · e2 vit bonde · f2 vit bonde · g2 vit löpare · h2 vit bonde · a1 vit torn · b1 vit springare · c1 vit löpare · d1 vit drottning · f1 vit torn · g1 vit kung | a8 svart torn · b8 svart springare · c8 svart löpare · d8 svart drottning · f8 svart torn · g8 svart kung · a7 svart bonde · b7 svart bonde · c7 svart bonde · e7 svart bonde · f7 svart bonde · g7 svart löpare · h7 svart bonde · d6 svart bonde · f6 svart springare · g6 svart bonde · c4 vit bonde · d4 vit bonde · f3 vit springare · g3 vit bonde · a2 vit bonde · b2 vit bonde · e2 vit bonde · f2 vit bonde · g2 vit löpare · h2 vit bonde · a1 vit torn · b1 vit springare · c1 vit löpare · d1 vit drottning · f1 vit torn · g1 vit kung | 2 |
| 1 | a8 svart torn · b8 svart springare · c8 svart löpare · d8 svart drottning · f8 svart torn · g8 svart kung · a7 svart bonde · b7 svart bonde · c7 svart bonde · e7 svart bonde · f7 svart bonde · g7 svart löpare · h7 svart bonde · d6 svart bonde · f6 svart springare · g6 svart bonde · c4 vit bonde · d4 vit bonde · f3 vit springare · g3 vit bonde · a2 vit bonde · b2 vit bonde · e2 vit bonde · f2 vit bonde · g2 vit löpare · h2 vit bonde · a1 vit torn · b1 vit springare · c1 vit löpare · d1 vit drottning · f1 vit torn · g1 vit kung | a8 svart torn · b8 svart springare · c8 svart löpare · d8 svart drottning · f8 svart torn · g8 svart kung · a7 svart bonde · b7 svart bonde · c7 svart bonde · e7 svart bonde · f7 svart bonde · g7 svart löpare · h7 svart bonde · d6 svart bonde · f6 svart springare · g6 svart bonde · c4 vit bonde · d4 vit bonde · f3 vit springare · g3 vit bonde · a2 vit bonde · b2 vit bonde · e2 vit bonde · f2 vit bonde · g2 vit löpare · h2 vit bonde · a1 vit torn · b1 vit springare · c1 vit löpare · d1 vit drottning · f1 vit torn · g1 vit kung | a8 svart torn · b8 svart springare · c8 svart löpare · d8 svart drottning · f8 svart torn · g8 svart kung · a7 svart bonde · b7 svart bonde · c7 svart bonde · e7 svart bonde · f7 svart bonde · g7 svart löpare · h7 svart bonde · d6 svart bonde · f6 svart springare · g6 svart bonde · c4 vit bonde · d4 vit bonde · f3 vit springare · g3 vit bonde · a2 vit bonde · b2 vit bonde · e2 vit bonde · f2 vit bonde · g2 vit löpare · h2 vit bonde · a1 vit torn · b1 vit springare · c1 vit löpare · d1 vit drottning · f1 vit torn · g1 vit kung | a8 svart torn · b8 svart springare · c8 svart löpare · d8 svart drottning · f8 svart torn · g8 svart kung · a7 svart bonde · b7 svart bonde · c7 svart bonde · e7 svart bonde · f7 svart bonde · g7 svart löpare · h7 svart bonde · d6 svart bonde · f6 svart springare · g6 svart bonde · c4 vit bonde · d4 vit bonde · f3 vit springare · g3 vit bonde · a2 vit bonde · b2 vit bonde · e2 vit bonde · f2 vit bonde · g2 vit löpare · h2 vit bonde · a1 vit torn · b1 vit springare · c1 vit löpare · d1 vit drottning · f1 vit torn · g1 vit kung | a8 svart torn · b8 svart springare · c8 svart löpare · d8 svart drottning · f8 svart torn · g8 svart kung · a7 svart bonde · b7 svart bonde · c7 svart bonde · e7 svart bonde · f7 svart bonde · g7 svart löpare · h7 svart bonde · d6 svart bonde · f6 svart springare · g6 svart bonde · c4 vit bonde · d4 vit bonde · f3 vit springare · g3 vit bonde · a2 vit bonde · b2 vit bonde · e2 vit bonde · f2 vit bonde · g2 vit löpare · h2 vit bonde · a1 vit torn · b1 vit springare · c1 vit löpare · d1 vit drottning · f1 vit torn · g1 vit kung | a8 svart torn · b8 svart springare · c8 svart löpare · d8 svart drottning · f8 svart torn · g8 svart kung · a7 svart bonde · b7 svart bonde · c7 svart bonde · e7 svart bonde · f7 svart bonde · g7 svart löpare · h7 svart bonde · d6 svart bonde · f6 svart springare · g6 svart bonde · c4 vit bonde · d4 vit bonde · f3 vit springare · g3 vit bonde · a2 vit bonde · b2 vit bonde · e2 vit bonde · f2 vit bonde · g2 vit löpare · h2 vit bonde · a1 vit torn · b1 vit springare · c1 vit löpare · d1 vit drottning · f1 vit torn · g1 vit kung | a8 svart torn · b8 svart springare · c8 svart löpare · d8 svart drottning · f8 svart torn · g8 svart kung · a7 svart bonde · b7 svart bonde · c7 svart bonde · e7 svart bonde · f7 svart bonde · g7 svart löpare · h7 svart bonde · d6 svart bonde · f6 svart springare · g6 svart bonde · c4 vit bonde · d4 vit bonde · f3 vit springare · g3 vit bonde · a2 vit bonde · b2 vit bonde · e2 vit bonde · f2 vit bonde · g2 vit löpare · h2 vit bonde · a1 vit torn · b1 vit springare · c1 vit löpare · d1 vit drottning · f1 vit torn · g1 vit kung | a8 svart torn · b8 svart springare · c8 svart löpare · d8 svart drottning · f8 svart torn · g8 svart kung · a7 svart bonde · b7 svart bonde · c7 svart bonde · e7 svart bonde · f7 svart bonde · g7 svart löpare · h7 svart bonde · d6 svart bonde · f6 svart springare · g6 svart bonde · c4 vit bonde · d4 vit bonde · f3 vit springare · g3 vit bonde · a2 vit bonde · b2 vit bonde · e2 vit bonde · f2 vit bonde · g2 vit löpare · h2 vit bonde · a1 vit torn · b1 vit springare · c1 vit löpare · d1 vit drottning · f1 vit torn · g1 vit kung | 1 |
|   | a | b | c | d | e | f | g | h |   |

Fianchettovarianten kan uppkomma efter olika dragföljder men en vanlig sådan är 3.Sf3 Lg7 4.g3 0–0 5.Lg2 d6 6.0–0 (se diagram). Den är ett vanligt alternativ till de andra kungsindiska varianterna, och leder till helt andra typer av ställningar eftersom svart inte har samma möjligheter att angripa på kungsflygeln.
De vanligaste varianterna är:
- 6...Sc6 7.Sc3 a6 kallas Pannovarianten. Huvudfortsättningen är 8.d5 Sa5 9.Sd2 c5 10.Dc2 Tb8 11.b3 b5 med svart tryck mot c4.

- 6...Sbd7 leder till Gallaghervarianten efter till exempel 7.Sc3 e5 8.e4 exd4 9.Sxd4 Te8.

- 6...c6 är en solid variant som kan följas av 7.Sc3 Da5 8.e4.

- 6...c5 kallas jugoslaviska varianten. En vanlig fortsättning är 7.Sc3 Sc6 8.dxc5 (8.d5 Sa5 9.Sd2 leder till Pannovarianten ovan) 8...dxc5 9.Le3.

## Partiexempel
Vit: Vladimir Kramnik
Svart: Garry Kasparov
München, Tyskland, 1994
1.d4 Sf6 2.c4 g6 3.Sc3 Lg7 4.e4 d6 5.Sf3 0-0 6.Le2 e5 7.d5 a5 8.Lg5 h6 9.Lh4 Sa6 10.0-0 Ld7 11.Sd2 Sc5 12.b3 Sfxe4 13.Lxd8 Sxc3 14.De1 Tfxd8 15.Tc1 Sxa2 16.Ta1 Sb4 17.Ld1 e4 18.Tb1 Te8 19. De3 f5 20.h4 Tf8 21.g3 Tae8 22.Kg2 Sbd3 23.Tg1 f4 24.gxf4 Txf4 25.h5 g5 26.Tf1 Th4 27.Th1 Tf4 28.Tf1 Tef8 29.f3 Th4 30.fxe4 Sf4 31.Kg1 Scd3 32.e5 Sxe5 33.Tc1 Th3 34.Sf3 g4 35.Sxe5 Txe3 36. Sxd7 Sh3 37.Kg2 Txf1 38.Kxf1 g3   39.Kg2 Sf4 0-1